# 正常發揮
《正常發揮》（英語：Play it my way），是台灣時事評論節目，於2020年10月26日-2023年4月1日在YouTube、中天新聞台、Facebook同時首播，主持人為丹申廣同時兼任節目製作人。

## 大事記
- 2020年10月14日，正常發揮YouTube頻道及Facebook粉絲專頁成立。
- 2020年10月15日，正常發揮YouTube頻道在無任何影片的清況下訂閱數就突破1萬人。同年10月19日頻道設立第5天，訂閱數就突破10萬人。
- 2021年6月14日，正常發揮YouTube頻道開啟會員制功能。[1]
- 2021年6月18日，節目第146集，因YouTube審查機制稱違反COVID-19醫療錯誤信息政策遭下架，經申訴後被駁回，完整版於正常發揮粉絲專頁仍可觀看。

## 節目播出異動
- 2021年10月11日，因雙十節連假暫停播出一次。
- 2022年4月11日起，首播頻道轉為正常發揮專屬頻道，同時原本首播時間晚間9點到11點，縮短為一個半小時晚間9點到10點30分。
- 2022年7月21日，本節目暫停播出一次。
- 2022年9月2日，本節目暫停播出一次。
- 2022年11月23日，本節目暫停播出一次。
- 2023年1月16日，本節目暫停播出一次。
- 2023年1月30日至2023年2月3日，節目暫停一週。
- 2023年2月6日，節目暫停。
- 2023年4月1日，本節目停播。

### 首播
| 頻道            | 所在地 | 播映期間                     | 播出時間                      |
| --------------- | ------ | ---------------------------- | ----------------------------- |
| 中天電視YouTube | 全球   | 2020年12月14日-2021年5月28日 | 每週一至週五晚間9點至10點     |
| 中天電視YouTube | 全球   | 2021年5月31日-2022年4月8日   | 每週一至週五晚間9點至11點     |
| 正常發揮YouTube | 全球   | 2022年4月11日-2023年1月19日  | 每週一至週五晚間9點至10點30分 |

### 重播
| 頻道            | 所在地 | 播映期間                     | 播出時間                 |
| --------------- | ------ | ---------------------------- | ------------------------ |
| 中天電視YouTube | 全球   | 2020年12月15日-2021年5月29日 | 每週二至週六凌晨3點至4點 |
| 中天電視YouTube | 全球   | 2021年6月1日-2022年4月9日    | 每週二至週六凌晨3點至5點 |

## 節目列表
| 集數   | 播出日期   | 節目主題                                                                     | 節目來賓 |
| ------ | ---------- | ---------------------------------------------------------------------------- | --- |
| 第01集 | 2020-10-26 | 又正看美選！神秘的＂三顆硬碟＂希拉蕊電郵門？川普老招重使將重傷拜登挽救選情？ | 本集無來賓 |
| 第02集 | 2020-10-29 | 看到他先轉台！政壇顧人怨排行出爐 冠軍海放對手丹申廣神解讀                    | 本集無來賓 |
| 第03集 | 2020-11-03 | 我全家才無言！萊豬大門一開「時中X話專訪」丹申廣氣到翻桌！                    | 本集無來賓 |
| 第04集 | 2020-11-06 | 拜登一夜驚奇逆轉秀！川粉大崩潰！民進黨擬兩套劇本『早知川普會輸』？           | 國民黨口譯哥：黃裕鈞、國民黨文傳會副主委：鄭照新                                                                   |
| 第05集 | 2020-11-10 | 「被幽靈操控的美選」...川普會輸全因得罪＂三個死人＂？！                      | 美選觀察家： 凌濤                                                                                                  |
| 第06集 | 2020-11-16 | 牛肉麵風暴！臨去『假一波』！請辭『有苦衷』？丁怡銘道歉 傷兒子卻爽老子？！    | 新北市議員：葉元之                                                                                                 |
| 第07集 | 2020-11-23 | 「抗綠」遭迫害！丹申廣ft.彭文正「雙正」合體挺新聞自由！                      | 資深媒體人：彭文正                                                                                                 |
| 第08集 | 2020-11-25 | 王世堅被整 高嘉瑜被搞 龍介仙爆料：全因跟＂他＂有關係！                       | 國民黨副秘書長：謝龍介                                                                                             |
| 第09集 | 2020-11-30 | NCC爆『陰招』卡中天？丁怡銘爆『特權』耍媒體！                                | 資深媒體人：陳揮文                                                                                                 |
| 第10集 | 2020-12-03 | 中天自焚案 丹申廣有話要說 請大家為孫伯伯祈禱                                 | 本集無來賓 |
| 第11集 | 2020-12-08 | 許淑華帶＂真實套索＂嗆蘇貞昌+謝長廷＂食安毀滅者＂！萊豬核食誰敢吃！          | 立法委員：許淑華                                                                                                   |
| 第12集 | 2020-12-09 | 關台倒數！被高薪挖角？壯年失業？中天主播群爆料中                             | 中天主播：洪淑芬 、林嘉源、麥玉潔、馬千惠、簡至豪                                                                  |
| 第13集 | 2020-12-14 | 『正常發揮ft.中天新聞』丹申廣重磅回歸！                                      | 台北市議員：羅智強                                                                                                 |
| 第14集 | 2020-12-15 | 正常發揮「不演了」！又正ft朱大腸幹話論時政                                   | 前新聞深喉嚨製作人：朱凱翔                                                                                         |
| 第15集 | 2020-12-16 | 龍介仙來了！正常發揮「整裝上陣」論時政                                       | 國民黨副秘書長：謝龍介                                                                                             |
| 第16集 | 2020-12-17 | 郭正亮來啊！正常發揮「整裝上陣」論時政                                       | 前立法委員：郭正亮                                                                                                 |
| 第17集 | 2020-12-18 | 突襲？設局？硬上弓？燕子護國有錯？有功？                                     | 資深媒體人：黃暐瀚                                                                                                 |
| 第18集 | 2020-12-21 | 陳時中「不排除不提告」縮了？蘇揆仍堅持「法院見」                             | 財經專家：賴憲政                                                                                                   |
| 第19集 | 2020-12-22 | 「一陣妖風」挺萊豬 綠委活該！也被「強迫中邪」                                | 國家暨國際事務專家：賴岳謙                                                                                         |
| 第20集 | 2020-12-23 | 突襲直播！萊豬表決 捍衛食安守夜                                              | 本集無來賓 |
| 第21集 | 2020-12-24 | 神秘嘉賓來了！蘇偉碩無懼提醒我正常發揮談萊豬                                 | 反萊豬醫師：蘇偉碩、資深媒體人：陳揮文                                                                             |
| 第22集 | 2020-12-25 | 倒師來了！尖酸刻薄、剛正不阿 萊豬歌唱大賽誰奪冠？                            | 國民黨文傳會副主委：鄭照新、國民黨文傳會副主委：黃子哲、新北市議員：葉元之、台北市議員：李柏毅、台北市議員：張斯綱 |
| 第23集 | 2020-12-28 | 立院查便當「豬肉來源」萊委護毒豬 自己不敢吃？                                | 新北市議員：葉元之                                                                                                 |
| 第24集 | 2020-12-29 | 「正論國際」恐怖喔...「吃萊毒順便染病毒」？！                                | 國民黨副秘書長：謝龍介                                                                                             |
| 第25集 | 2020-12-30 | 果真「民選獨裁」？護黨意就能唱秋！挺民意就被霸凌！                           | 資深媒體人：謝寒冰、視訊連線：台中市議員：羅廷瑋                                                                   |
| 第26集 | 2020-12-31 | 進萊豬、漲健保 陳時中竟有臉討拍：度過就阿彌陀佛                              | 資深媒體人：陳揮文                                                                                                 |

| 集數    | 播出日期   | 節目主題 | 節目來賓 |
| ------- | ---------- | --- | --- |
| 第27集  | 2021-01-01 | 國民黨眾將獻美聲！2021第一彈！唱到你心坎裡！ | 國民黨文傳會副主委：鄭照新、新北市議員：葉元之、中天主播：陳文越、台北市議員：徐巧芯、國民黨立委：陳玉珍、台北市議員：羅智強                         |
| 第28集  | 2021-01-04 | 為什麼吞了毒豬 還要被美國課重稅？ | 資深媒體人謝寒冰 |
| 第29集  | 2021-01-05 | 「妳毛長齊沒？」「鴨」霸店長狂譙外送員 金句連發網嗆爆！                                                                                            | 千秋萬事主持人：王淺秋、新北市議員：葉元之、外送員：顏小姐、王先生                                                                                   |
| 第30集  | 2021-01-06 | 「萊豬元年 群魔亂舞」！「幹話三結義」！？楊志良爆「硬進萊豬有貓膩」？                                                                              | 台北市議員：羅智強、視訊連線：前衛生署長：楊志良 |
| 第31集  | 2021-01-07 | 207年來最慘烈戰役 美國會被攻破「川普」幕後黑手？                                                                                                   | 資深媒體人：陳揮文 |
| 第32集  | 2021-01-08 | 下雞蛋還是放雞屎？川普這「三件事」衝擊美中台... | 資深媒體人：陳揮文、前立法委員：郭正亮、國家暨國際事務專家：賴岳謙                                                                                   |
| 第33集  | 2021-01-11 | 「中歐協定」簽訂！川普作梗．．．．．．台灣拜登抱著一起死？！...                                                                                    | 前立法委員：郭正亮、台北市議員：徐弘庭 |
| 第34集  | 2021-01-12 | 不選台北市長！連勝文親曝下一步...黨主席「有在想」！                                                                                                | 連勝文 |
| 第35集  | 2021-01-13 | 大使放鳥！總統氣哭哭～部長放屁！又正森77～獨！川普為「面子」放台灣鳥！                                                                             | 國民黨口譯哥：黃裕鈞、台北市議員：羅智強 |
| 第36集  | 2021-01-14 | 大家來譙三字經...楊志良想譙葉金川？！又正：我也想罵...「他！」                                                                                     | 資深媒體人陳揮文、視訊連線：台南市議員：謝龍介、前衛生署長：楊志良                                                                                   |
| 第37集  | 2021-01-15 | 狂賀蘇貞昌「兩年再兩年」？正常發揮「唱」出你心中的「驚恐」和「怒火」...                                                                            | 國民黨文傳會副主委：黃子哲、中天主播：王乃伃、新北市議員：葉元之                                                                                     |
| 第38集  | 2021-01-18 | 「倒宇天光」在眼前 黃捷 3Q「會怕就好」楊志良「先知忠言」陳時中「會縮就好」                                                                         | 資深媒體人：謝寒冰、國民黨文傳會副主委：鄭照新 |
| 第39集  | 2021-01-19 | 8天9中招！「變異病毒」來了！陳時中卻祭「三不」馬拉松照跑...哪招？                                                                                  | 台南市議員謝龍介、醫師：江守山 |
| 第40集  | 2021-01-20 | 最後一刻拿到邀請函！川普拜～拜登來～網軍先批「美國反台獨」！                                                                                       | 國民黨口譯哥：黃裕鈞、前立法委員：郭正亮 |
| 第41集  | 2021-01-21 | 「被邀請」好棒棒？新美中關係 民進黨看得懂？看門道！拜登「友台不反中」任內促「兩岸對話」？                                                          | 資深媒體人：陳揮文、國家暨國際事務專家：賴岳謙 |
| 第42集  | 2021-01-22 | 「避桃令」！陳時中才落井下石？「救捷令」！民進黨才提油救火？黃捷退下！桃園人才該「翻白眼」！                                                       | 台北市議員：李柏毅、國民黨文傳會副主委：黃子哲、中天主播：張若妤、國民黨文傳會副主委：鄭照新、新北市議員：葉元之                                     |
| 第43集  | 2021-01-25 | 部桃疫情再擴大！一線醫護「快被操爆」！？醫療資源瀕臨崩潰？！官員卻還在「說X話」？！                                                                | 國民黨文傳會副主委：鄭照新、台北市議員：徐巧芯、資深媒體人：謝寒冰、視訊連線：前衛生署長楊志良                                                       |
| 第44集  | 2021-01-26 | 罷免沒在怕？黃捷竟「笑談」許崑源+陳柏惟「幹話」繼續講～                                                                                            | 國民黨文傳會副主委：鄭照新、千秋萬事主持人：王淺秋、電話連線：許崑源遺孀：林絲娛                                                                     |
| 第45集  | 2021-01-27 | 死命動員救黃捷！民進黨怕什麼？猛料爆給你：韓國瑜！                                                                                                 | 前立法委員郭正亮、資深媒體人：謝寒冰、國民黨口譯哥：黃裕鈞                                                                                           |
| 第46集  | 2021-01-28 | 疫苗哪賣？豬肉哪賣？黃捷怎救？民進黨只剩『打嘴砲』？                                                                                               | 資深媒體人：陳揮文、視訊連線 豬農專家：王又民 |
| 第47集  | 2021-01-29 | 話都給你講 罷捷看板房東遭施壓被下架 疫苗無影 怪時中怪WHO不給力                                                                                     | 國民黨文傳會副主委：鄭照新、中天主播：陳文越、中天主播：張若妤、新北市議員：葉元之                                                                   |
| 第48集  | 2021-02-01 | 韓國瑜力挺 回鍋黨很可以？選主席很母湯？ | 台北市議員：羅智強、資深媒體人：謝寒冰、國民黨文傳會副主委：鄭照新                                                                                   |
| 第49集  | 2021-02-02 | 政治70才開始！政治金童最終戰役...戰場竟在國民黨？                                                                                                  | 前立法委員郭正亮、立法委員林為洲、資深媒體人：陳揮文、視訊連線 立法委員：許淑華                                                                      |
| 第50集  | 2021-02-03 | 謝龍介驚爆韓國瑜復出時間點...竟遭綠營點名罷免？ | 台南市議員：謝龍介、千秋萬事主持人：王淺秋 |
| 第51集  | 2021-02-04 | 擋韓國瑜復出？「藍營內鬼」亂入破「韓趙聯盟」... | 國民黨文傳會副主委：鄭照新、資深媒體人：陳揮文 |
| 第52集  | 2021-02-05 | 破韓國瑜的局為「救江」？廖了以遭點名「放話內鬼」......                                                                                             | 國民黨文傳會主委：王育敏、資深媒體人：謝寒冰、國民黨文傳會副主委：鄭照新、新北市議員：葉元之                                                         |
| 第53集  | 2021-02-08 | 韓國瑜也不知道......趙少康「奇遇」表態參選2024！                                                                                                   | 國民黨文傳會副主委：鄭照新、資深媒體人：謝寒冰、台北市議員：徐弘庭                                                                                   |
| 第54集  | 2021-02-09 | 「刪Q」爆「內憂外患」...顏寬恆「不動手」？趙少康「想罷手」？                                                                                       | 前立法委員：郭正亮、資深媒體人：陳揮文 |
| 第55集  | 2021-02-10 | 又正ft.龍介 暐瀚小年夜不正常發揮中 時尚大改造第一彈（小年夜特別節目）                                                                              | 資深媒體人：黃暐瀚、台南市議員：謝龍介 |
| 第56集  | 2021-02-11 | 政壇好兄弟PK.政壇師徒 不正常發揮時尚大秀第二彈（除夕特別節目）                                                                                     | 台北市議員：李柏毅、台北市議員張斯綱、前立法委員：郭正亮、國民黨文傳會副主委：黃子哲、台北市議員：徐弘庭                                             |
| 第57集  | 2021-02-12 | 今天沒有阿姨 只有仙女 不正常發揮時尚大秀第三彈 新年一起美美der（除一特別節目）                                                                     | 國民黨文傳會主委：王育敏、立法委員：陳玉珍 (金門)、台北市議員：徐巧芯、新北市議員：戴瑋姍、民眾黨發言人：楊寶楨                                      |
| 第58集  | 2021-02-15 | 動起來！正常發揮運動大會 今天不搞笑 認真教你棒式 深蹲一起甩肉健身（除四特別節目）                                                                  | 國民黨文傳會副主委：鄭照新、新北市議員：葉元之、立法委員：洪孟楷                                                                                     |
| 第59集  | 2021-02-16 | 蔡英文揪英派禁衛軍！2022網紅議員將毀你三觀？ | 前立法委員：郭正亮、資深媒體人：陳揮文、台北市議員：張斯綱                                                                                           |
| 第60集  | 2021-02-17 | 欠東風？欠教訓？肖想2024胡牌...先拼2022「卡四章」自摸啦！                                                                                          | 台北市議員：羅智強、資深媒體人：謝寒冰 |
| 第61集  | 2021-02-18 | 韓國瑜不等了？公益復出起手式！謝龍介不演了？嗆聲挑戰黨主席！                                                                                       | 千秋萬事主持人王淺秋、資深媒體人：陳揮文、台南市議員：謝龍介                                                                                         |
| 第62集  | 2021-02-19 | 韓國瑜現身！「韓先生來敲門」敲響公益復出起手式！綠營啟動「法律追殺」                                                                               | 資深媒體人：謝寒冰、國民黨文傳會副主委：鄭照新、國民黨口譯哥：黃裕鈞                                                                                 |
| 第63集  | 2021-02-22 | 「敲門的手」敲醒「小林村」的痛...門後「民進黨的惡」...「藍白合」能破？                                                                             | 資深媒體人：謝寒冰、視訊連線：國民黨文傳會副主委：鄭照新、高雄市議員：黃紹庭 、民眾黨發言人：楊寶楨                                                  |
| 第64集  | 2021-02-23 | 「黑掉」韓國瑜！「做掉」彭文正！「書」中自有「小英網軍蟑螂窩」                                                                                     | 資深媒體人：陳揮文、視訊連線：政經教授：彭文正、溏風報創辦人：風導                                                                                   |
| 第65集  | 2021-02-24 | 韓國瑜之後...謝龍介爆網軍蟑螂還有2.0下個目標...蔣萬安？羅智強？                                                                                    | 台北市議員羅智強、視訊連線：台南市議員：謝龍介、溏風報創辦人：風導、立法委員：蔣萬安                                                                 |
| 第66集  | 2021-02-25 | 去你X的蛋！陳時中等嘸AZ疫苗...竟是「楊志良搞的鬼」？陳菊高鐵「無罩合影」嗆你不敢罰！                                                               | 資深媒體人：陳揮文、視訊連線：前衛生署長楊志良 |
| 第67集  | 2021-02-26 | 救鳳梨沒半步！搞仇中有一套！陳吉仲嘴上不滿心裡暗爽？農產搞反中？韓國瑜也曾受害！                                                                   | 前立法委員：郭正亮、國民黨口譯哥黃裕鈞、視訊連線鳳梨農：林大哥                                                                                       |
| 第68集  | 2021-03-01 | 小英X話被警告！「吃爆18公斤鳳梨」恐吃出病？「鳳梨惡夢」恐有下一波？                                                                                | 國民黨文傳會副主委：鄭照新、資深媒體人：謝寒冰、國民黨口譯哥：黃裕鈞                                                                                 |
| 第69集  | 2021-03-02 | 「造反有理」！惡搞鳳梨！踐踏藻礁！最「鐵」的年輕人都不挺小英了...                                                                                  | 立法委員：陳玉珍 (金門)、資深媒體人：陳揮文 |
| 第70集  | 2021-03-03 | 害慘小英！搞死台灣！...農產國家隊「還在騙」！疫苗國家隊「狀況外」？                                                                                | 台北市議員：羅智強、資深媒體人：謝寒冰、台北市議員：李柏毅                                                                                           |
| 第71集  | 2021-03-04 | 「執政末日」敗象已現！民進黨「黔驢技窮」...「救命稻草」竟是韓國瑜？                                                                                | 資深媒體人：陳揮文、視訊連線 高雄市議員：陳美雅、雲林農業處處長：吳芳銘                                                                              |
| 第72集  | 2021-03-05 | 失德政府「耍流氓」！毀藻礁...先說謊後恐嚇！欺僑胞...騙掏錢吃不到                                                                                   | 國民黨文傳會副主委：鄭照新、台北市議員：張斯綱、國民黨口譯哥：黃裕鈞 視訊連線 台中市議員：羅廷瑋                                                     |
| 第73集  | 2021-03-08 | 「衰到沒水電 只剩一把槍」高雄「槍聲頻傳」變「高譚市」...台灣「缺水無電」成「水世界」...                                                            | 資深媒體人：謝寒冰、國民黨口譯哥：黃裕鈞 視訊連線 高雄市議員：陳美雅                                                                                 |
| 第74集  | 2021-03-09 | 執政「滿目瘡痍」X話「破綻百出」蘇貞昌變「衛生紙」...「狂擦屁股」還在騙！                                                                           | 資深媒體人：陳揮文 |
| 第75集  | 2021-03-10 | 小英「裝可憐」...台灣「大浩劫」！送你「慶記」還不夠...「活下去」都是奢侈！                                                                         | 資深媒體人：謝寒冰、台北市議員：羅智強 視訊連線 高雄市議員：陳美雅                                                                                   |
| 第76集  | 2021-03-11 | 「誰殺了藻礁」？小英只是幫凶...獨家追擊！主謀竟是...「美國爸爸」？                                                                                 | 資深媒體人：陳揮文、以核養綠公投發起人：黃士修、國民黨文傳會副主委：鄭照新                                                                           |
| 第77集  | 2021-03-12 | 王定宇「情海浮沉快溺斃」...快沒氣前...拉韓國瑜當救生圈？！                                                                                         | 前立法委員：郭正亮、國民黨口譯哥：黃裕鈞、視訊連線 千秋萬事主持人：王淺秋                                                                            |
| 第78集  | 2021-03-15 | 人不要臉 天下無敵？黨不要臉...「必敗無疑」！ | 資深媒體人：謝寒冰、國民黨口譯哥：黃裕鈞 |
| 第79集  | 2021-03-16 | 民進黨「四大罪狀」....王定宇囂張.莊人祥傲慢.陳時中X話.鄭運鵬打臉！                                                                                 | 資深媒體人：陳揮文 |
| 第80集  | 2021-03-17 | 「死皮賴臉」戀棧官位！「公投空戰」全面潰敗！小英轉攻陸戰...「奧步」要來了？                                                                        | 資深媒體人：謝寒冰、國民黨文傳會副主委：鄭照新 |
| 第81集  | 2021-03-18 | 「詐騙集團」騙神騙人還騙錢！前瞻砸「2500億」治水無成！還有臉「漲水費」？                                                                           | 資深媒體人：陳揮文 |
| 第82集  | 2021-03-19 | 小英「心狠手辣 藐視民意」密謀反制公投 順手做掉...蘇貞昌？                                                                                          | 前立法委員：郭正亮、國民黨口譯哥：黃裕鈞 |
| 第83集  | 2021-03-22 | 「說謊姐妹淘」行騙台灣...喊缺電竟是為了「圓賴清德的謊」？                                                                                          | 資深媒體人：謝寒冰、國民黨口譯哥：黃裕鈞 |
| 第84集  | 2021-03-23 | 揭密!誰殺了飛官?小英堅持「國機國造」...延宕汰換害命?F5-E事故報告「未出爐仍復飛」？蘇揆爆：「沒看到」！                                             | 資深媒體人：陳揮文 |
| 第85集  | 2021-03-24 | 「草菅人命 冷血卸責」！「飛棺材」老舊不更新「共維拉」能救小英?                                                                                     | 資深媒體人：謝寒冰、國民黨文傳會副主委：鄭照新 |
| 第86集  | 2021-03-25 | 執政「霸王硬上弓」！治國「比誰會唬爛」！逼打疫苗...沒水可用...「小英說了算」！                                                                     | 資深媒體人：陳揮文 、視訊連線 立法委員：陳玉珍 (金門)                                                                                                |
| 第87集  | 2021-03-26 | 「戰狼外交」恕懟「八國聯軍」！美「制度陰謀」陸嗆「吃中國飯 砸中國碗」！拜登竟譏「陸別想當老大」                                                    | 前立法委員：郭正亮、國民黨口譯哥：黃裕鈞 |
| 第88集  | 2021-03-29 | 民進黨「膝蓋軟了」竟「幫中共洗白」？還譚德賽.韓國瑜背後...台灣恐「付出代價」...                                                                    | 資深媒體人：謝寒冰、國家暨國際事務專家：賴岳謙、視訊連線 高雄市議員：陳美雅                                                                          |
| 第89集  | 2021-03-30 | 陳吉仲「還在演」！「哽咽」...護藻礁還是護官位?陳時中「不演了」！「BNT拿嘸」...台灣「解封無望」！                                                   | 資深媒體人：陳揮文、視訊連線 南部反空汙發言人：李建誠                                                                                                |
| 第90集  | 2021-03-31 | 今天公祭...「明天就忘記」！F5-E「16天復飛」恐怖真相...竟是「美國爸爸」在索命？                                                                     | 資深媒體人：謝寒冰、國民黨文傳會副主委：鄭照新 |
| 第91集  | 2021-04-01 | 華視「硬上車 後補票」...小英出招「壓制」海派？先打「大阿哥」分租醜聞！後搶「52台」制衡三立？                                                       | 台南市議員：謝龍介、資深媒體人：陳揮文 |
| 第92集  | 2021-04-02 | 半世紀「最慘悲劇」火車撞上工程車「忘拉手煞」該負責！林佳龍能「全身而退」？                                                                         | 資深媒體人：陳揮文、前立法委員：郭正亮、國民黨口譯哥：黃裕鈞、 視訊連線 台北市搜救隊副隊長：陳勇安                                                   |
| 第93集  | 2021-04-05 | 帶風向 推責任 討捐款...小英遭「怒嗆」...剛好而已！又正驚爆...台鐵「三大致命缺失」！                                                                | 資深媒體人：謝寒冰、國民黨口譯哥：黃裕鈞 |
| 第94集  | 2021-04-06 | 網軍洗白「小英管嘸台鐵」...又正獨家追擊！工程車「卡7分鐘」無作為...「站票」竟成「列車殺手」！                                                      | 資深媒體人：陳揮文 |
| 第95集  | 2021-04-07 | 又正獨家連線「倖存者」！還原「站票驚魂」恐怖回憶！死者頭七前...小英「毫無悔意」！                                                                  | 資深媒體人：謝寒冰、消基會交通委員會召集人：李克聰                                                                                                   |
| 第96集  | 2021-04-08 | 頭七送行 列車長鳴！派系鬥爭 凌駕人命！執政5年70條軌道冤魂...又正揭真相！「民進黨糟蹋東部人」                                                       | 資深媒體人：陳揮文 |
| 第97集  | 2021-04-09 | 郭正亮爆「獨家猛料」！「144項台鐵改善根本沒做」！又正補槍：「連小英都被蘇貞昌騙」！                                                                | 國民黨文傳會主委：王育敏、前立法委員：郭正亮、國民黨口譯哥：黃裕鈞 視訊連線 花蓮鄉親：吳先生                                                         |
| 第98集  | 2021-04-12 | 英皇出手！林佳龍「自斷官路」為鬥蘇貞昌？謝寒冰爆！林佳龍下個職務竟是...                                                                            | 資深媒體人：謝寒冰、國民黨口譯哥：黃裕鈞 |
| 第99集  | 2021-04-13 | 小英「跪到沒人格」...任美日「糟蹋」台灣！大哥哥「倒核水」美爸爸「來騙錢」只顧壓寶「龐佩奧選2024」？                                                | 資深媒體人：陳揮文、國家暨國際事務專家：賴岳謙 |
| 第100集 | 2021-04-14 | 缺水缺電...「不缺槍」高雄.台南「天天開火」綠色執政「黑槍」好好買?謝寒冰.張友驊聯手爆真相！                                                         | 資深媒體人：謝寒冰、資深媒體人：張友驊、視訊連線 高雄市議員：陳美雅                                                                                  |
| 第101集 | 2021-04-15 | 趙不選、韓補位？謝龍介獨家驚爆「當面問過趙少康」......四大徵兆！吹響韓國瑜「黨主席進行曲」？                                                       | 台南市議員：謝龍介、資深媒體人：陳揮文 |
| 第102集 | 2021-04-16 | 蘇貞昌「X話」駁神隱郭正亮一秒吐＂獨家心聲＂「蘇20年沒消失那麼久...我好擔心他...」                                                                  | 前立法委員：郭正亮、國民黨口譯哥：黃裕鈞 |
| 第103集 | 2021-04-19 | 丁怡銘「陰魂不散」網軍頭「12萬」高薪復活...蘇貞昌保官位...「垂死掙扎」還是「自掘墳墓」？                                                           | 資深媒體人：謝寒冰、國民黨口譯哥：黃裕鈞 |
| 第104集 | 2021-04-20 | 身背「49條冤魂」...林佳龍交接竟「邊唱邊笑」！「蘇貞昌也別想跑」！獨!派系圍剿「爆下台時間表」！                                                     | 資深媒體人：陳揮文 |
| 第105集 | 2021-04-21 | 「49條冤魂」誰殺的？台鐵認證「政府殺人」！挑起「蘇游大亂鬥」小英算盤「死一個 少一個」？                                                            | 台南市議員：謝龍介、資深媒體人：謝寒冰 |
| 第106集 | 2021-04-22 | 爆!韓國瑜.趙少康「有默契」「黨主席換韓選」？獨!憂成「空殼主席」「李佳芬不願韓復出」？                                                              | 資深媒體人：陳揮文 |
| 第107集 | 2021-04-23 | 府控「先見藍營有陰謀」...媒體當「暗樁」狠K潘忠政！郭正亮＂獨家爆料＂部分環團已跟小英「交換條件」                                                   | 前立法委員：郭正亮、國民黨口譯哥：黃裕鈞 |
| 第108集 | 2021-04-26 | 網譙「漢奸.走狗.賣國賊」謝長廷「叛台」為哪樁？又正爆小英「驚天陰謀」居然是為了...                                                                  | 資深媒體人：謝寒冰、國民黨口譯哥：黃裕鈞 |
| 第109集 | 2021-04-27 | 「賣國.叛台」嘸要緊...總統瞎挺「小夫是對的」！又正爆小英啟動「滅蘇計畫」下任閣揆...謝長廷?!                                                        | 資深媒體人：陳揮文 |
| 第110集 | 2021-04-28 | 「穿雲箭」來了？韓先生「開砲」趙先生「不選」韓國瑜「復出以上.參選未滿」王淺秋爆「李佳芬.韓冰」這麼說...                                            | 資深媒體人：謝寒冰、千秋萬事主持人：王淺秋 |
| 第111集 | 2021-04-29 | 趙少康痛譙小英「新威權 新貪腐 新黨國一體」「韓.江.朱.連」誰出馬？謝龍介.陳揮文獨家解析!                                                            | 資深媒體人：陳揮文、台南市議員：謝龍介 |
| 第112集 | 2021-04-30 | 「黑道治國 流氓當政」小英「自食惡果」？趙介佑案爆「派系廝殺」！竟有人要對「英系」下手...                                                           | 前立法委員：郭正亮、國民黨口譯哥：黃裕鈞 |
| 第113集 | 2021-05-03 | 慘遭黑道風暴「滅頂」小英不擇手段「拼續命」找網紅「騙人入黨」只為「延續執政」！                                                                     | 資深媒體人：謝寒冰、國民黨文傳會副主委：鄭照新、國民黨口譯哥：黃裕鈞                                                                                 |
| 第114集 | 2021-05-04 | 當警察「塑膠」的! 小英當靠山 黑道沒在怕? 「千隻小強」示威...囂「蟑」嗆聲「爆黑幕」！                                                               | 台北市議員：李柏毅、資深媒體人：陳揮文 |
| 第115集 | 2021-05-05 | 「不痛了，媽媽」黃暐瀚心痛發文...酒駕「可容忍」？美髮師喝酒還吸毒？撞死人竟冷血想脫罪？                                                            | 台南市議員：謝龍介、資深媒體人：謝寒冰 |
| 第116集 | 2021-05-06 | 惡男撞死黃暐瀚母「慣犯現形」前一天竟才「酒駕被抓」！罰不怕!酒駕殺人關愛判死?驚爆「綠委互航」成幫凶！                                               | 資深媒體人：陳揮文 |
| 第117集 | 2021-05-07 | 韓國瑜留言慰問 黃暐瀚竟遭譏「韓粉活該」...韓國瑜「不選黨主席」？誰放話？藍綠「各懷鬼胎」...                                                        | 前立法委員：郭正亮、國民黨文傳會副主委：鄭照新、國民黨口譯哥：黃裕鈞                                                                                 |
| 第118集 | 2021-05-10 | 可能「等不到一個人」？韓國瑜親曝參選黨主席「最大憂慮」！不怕「全家反對」...只憂「自家人搞鬼」？                                                    | 資深媒體人：謝寒冰、國民黨口譯哥：黃裕鈞 |
| 第119集 | 2021-05-11 | 「史上最慘」單日7本土!「社區感染」陳時中認了!諾富特.遊藝場淪陷後 醫師驚爆!感染點竟是...                                                            | 資深媒體人：陳揮文、視訊連線 前衛生署長：楊志良 |
| 第120集 | 2021-05-12 | 「全境淪陷」...只差一步?爆!「三級警戒」有多恐怖...罵翻!救命疫苗「買嘸」陳時中竟甩地方「自己去買」！                                                | 資深媒體人：謝寒冰、醫師：江守山 |
| 第121集 | 2021-05-13 | 嚇死！疫情爆炸還「全台跳電」網驚：以為末日前兆...追兇！小英執政「二度大停電」戳破台電「不缺電」鬼話！                                              | 資深媒體人：陳揮文、防疫學會理事長：王任賢 |
| 第122集 | 2021-05-14 | 全台醫院「淪陷失守」!獅子王「獨佔總統府」!疫情防線瀕臨「崩潰邊緣」!陳時中竟爆「延遲公布確診」...                                                   | 前立法委員：郭正亮、核四公投領銜人：黃士修、國民黨口譯哥：黃裕鈞                                                                                     |
| 第123集 | 2021-05-17 | 慘況曝光！Taiwan needs help!陳時中「無能」才是「最大破口」？疫苗.床位攏嘸...「更大爆發」在後面？爆！「毀滅倒數28天」來了                           | 資深媒體人：謝寒冰、國民黨口譯哥：黃裕鈞、醫師：江守山、視訊連線 核四公投領銜人：黃士修                                                              |
| 第124集 | 2021-05-18 | 萬華婦「等嘸病床」陳屍家中 陳時中丟上百確診者「自生自滅」快篩站醫師曝：28中5!「要有四級警戒準備」                                                  | 三總醫師：祝年豐、資深媒體人：陳揮文 |
| 第125集 | 2021-05-19 | 兩大醫院龍頭「失守」！台大.榮總驚爆「院內確診」確診+267「不減反增」醫療崩潰「染疫就是等死」？                                                      | 資深媒體人：謝寒冰、臺安醫院心臟血管外科醫師：袁明琦、視訊連線 台北市議員：羅智強                                                                    |
| 第126集 | 2021-05-20 | 官邸愛犬志工確診！小英驚爆「急做PCR」「篩檢隔天」竟跑軍營取暖總統「違規」恐成「防疫破口」？                                                        | 資深媒體人：陳揮文、前和平醫院急診室主任：張裕泰 |
| 第127集 | 2021-05-21 | 七天飆近「2000例確診」台版「方艙醫院」來了！台疫苗施打率「世界倒數第二」...陳時中只能「跪求美爸」施捨？                                            | 前立法委員：郭正亮、防疫學會理事長：王任賢、國民黨口譯哥：黃裕鈞                                                                                     |
| 第128集 | 2021-05-24 | 「校正回歸」謊話連篇！暴增590例「兩天死12個」三級警戒「還要延長」？柯P求援「病房快沒了」                                                           | 資深媒體人：謝寒冰、醫師：江守山、國民黨口譯哥：黃裕鈞                                                                                               |
| 第129集 | 2021-05-25 | 三級警戒「延至6/14」驚爆!「憂社區有隱藏病例」三天奪「18命」陳時中防疫靠「哽咽」搏同情?                                                             | 防疫學會理事長：王任賢、資深媒體人：陳揮文 |
| 第130集 | 2021-05-26 | 柯P「噹爆」陳時中「越死越多！疫苗呢」？聯醫曝慘況「重症躺走廊」！蘇一峰：不是唱衰是真的慘了...                                                     | 資深媒體人：謝寒冰、前立法委員：郭正亮、視訊連線 北市聯醫工會理事長：郭蕢瑩                                                                          |
| 第131集 | 2021-05-27 | 柯P哽咽「醫護撐住啊」！陳時中竟冷回「台大辛苦了」...再奪13命！本土確診破5000抓到了！擋疫苗元兇...是「他」！                                        | 防疫學會理事長：王任賢、資深媒體人：陳揮文、視訊連線 南港新光里里長：龔睿堉                                                                          |
| 第132集 | 2021-05-28 | 78死「超越sars」...越死越年輕柯P譙阿中：「腦袋孔固力」獨！郭正亮爆：「陳建仁」將取代...竟逼總統府發「緊急聲明」？                                  | 前立法委員：郭正亮、台大前感染科醫師：林氏璧、國民黨口譯哥：黃裕鈞                                                                                   |
| 第133集 | 2021-05-31 | 小英堅持「等國產疫苗」柯P嗆「到時餓死比病死還多」！陳時中「扯謊」護航高端！二期都沒過...「人民當白老鼠」？                                         | 資深媒體人：謝寒冰、前立法委員：郭正亮、國民黨口譯哥：黃裕鈞                                                                                         |
| 第134集 | 2021-06-01 | 新冠奪137命「看嘸人」！柯P酸蔡：「高端跌停才出現」...民跪求疫苗救命 高層只顧炒股?呂秀蓮：「閻羅王會跟妳算帳」                                      | 資深媒體人：陳揮文、台北市議員：李柏毅、視訊連線 台南市議員：謝龍介                                                                                  |
| 第135集 | 2021-06-02 | 恐爆死亡潮？柯P恐怖預言北市慘況「三週後全台上演」八大官股爆「砸1.2億救高端」？國產疫苗染血 用命炒股？                                              | 資深媒體人：謝寒冰、防疫學會理事長：王任賢、台北市議員：羅智強                                                                                       |
| 第136集 | 2021-06-03 | 年輕人暴怒！「越死越多」怪誰？陳時中甩鍋:你們防疫鬆懈...「待在家更危險」？柯P爆:家戶感染「破四成」！                                               | 國民黨文傳會副主委：鄭照新、資深媒體人：陳揮文、千秋萬事主持人：王淺秋                                                                               |
| 第137集 | 2021-06-04 | 美日疫苗如「照妖鏡」照出民進黨「爭功 諉過 大內宣」正常發揮X郭正亮 獨家爆料！揭「日捐124萬劑疫苗」駭人內幕！                                        | 前立法委員：郭正亮、國家暨國際事務專家賴岳謙、國民黨口譯哥：黃裕鈞                                                                                   |
| 第138集 | 2021-06-07 | 「286條人命」民進黨還不醒 台灣竟成美疫苗「人體試驗場」？親綠名嘴「打臉」陳時中？爆「耍特權」搶打美國疫苗                                           | 前立法委員：郭正亮、資深媒體人：謝寒冰、國民黨口譯哥：黃裕鈞                                                                                         |
| 第139集 | 2021-06-08 | 千萬劑「國外疫苗」不來了！陳時中認「供貨有問題」解盲前...「高端止跌漲停」台灣「慘得只剩國產疫苗」                                                  | 資深媒體人：陳揮文、視訊連線 台南市議員：謝龍介、國民黨文傳會主委：王育敏                                                                            |
| 第140集 | 2021-06-09 | 陳時中「立院亂嗆」引眾怒！民怨炸鍋！綠竟喊「心疼阿中」柯文哲驚爆「超級黑幕」總統府竟挑疫苗「只打莫德納」                                           | 資深媒體人：謝寒冰、前立法委員：郭正亮 |
| 第141集 | 2021-06-10 | 用命解盲！高端疫苗「逼你打」連官員都怕爆？「集體偷打AZ」好心肝V.S.綠高官「特權疫苗」引爆全民怒火！                                                 | 資深媒體人：陳揮文、千秋萬事主持人：王淺秋、視訊連線 台南市議員：謝龍介                                                                              |
| 第142集 | 2021-06-11 | 「X話護高端」被立委踢爆 陳時中「惱羞成怒」大暴走 正常發揮公開「獨家內幕」 「硬喬莫德納」名單更驚人                                                 | 前立法委員：郭正亮、國家暨國際事務專家：賴岳謙、國民黨口譯哥：黃裕鈞                                                                                 |
| 第143集 | 2021-06-14 | 搶「救命神器」被「藝人」狂電 陳時中超酸:感謝「某人」幫忙 蔡臉書逆風 網灌爆「不慚愧嗎」? AZ不來竟有臉「怪泰國」?                                    | 資深媒體人：謝寒冰、前立法委員：郭正亮、國民黨口譯哥：黃裕鈞                                                                                         |
| 第144集 | 2021-06-15 | 杜特蒂嗆爆陳時中 謊話連篇「綠媒」都開砲 亂爆！「高雄疫苗模範」破功 其邁成「扶不起的阿斗」？                                                        | 資深媒體人：陳揮文、時事評論員：張友驊 |
| 第145集 | 2021-06-16 | AZ奪命？2天打死11老人？ 蔡陳失民心「網路負評」爆表 孫抱爺.兒背娘 「打疫苗如逃難」 蔡竟發文「外帶外送點起來」                                       | 資深媒體人：謝寒冰、前立法委員：郭正亮 |
| 第146集 | 2021-06-17 | 3天奪27命 誰送長輩進棺材?台大醫揭密「打AZ死比較快」?悲劇頻傳!全台爆「緩打潮」劊子手?陳時中竟喊「繼續打」                                           | 資深媒體人：陳揮文、千秋萬事主持人：王淺秋、視訊連線 台南市議員：謝龍介                                                                              |
| 第147集 | 2021-06-18 | 陳時中才認「疫苗進貨慢」監院秒出手「調查指揮中心」郭董見蔡 長輩有救了？內幕曝光！「派系擋BNT」?                                                    | 前立法委員：郭正亮、國家暨國際事務專家賴岳謙、國民黨口譯哥：黃裕鈞                                                                                   |
| 第148集 | 2021-06-21 | 「北農群聚」釀「國安危機」？ 柯「打疫苗」阻疫情 陳時中：「恐無效」 美爸莫德納「487億軍購換來的」？ 「當小弟拿安家費」柯酸「應該的」                | 前立法委員：郭正亮、資深媒體人：謝寒冰、國民黨口譯哥：黃裕鈞                                                                                         |
| 第149集 | 2021-06-22 | 送比買多 台灣淪「疫苗乞丐」？路透爆：立陶宛疫苗 台灣「求來的」蔡:「沒說七月打」拋棄高端？王定宇護蔡 瞎扯「中共」硬拗                               | 資深媒體人：陳揮文、前台北市副市長：李永萍 |
| 第150集 | 2021-06-23 | 雙北未降 高雄暴增其邁爆氣「狂敲侯友宜」「解封無望」三級警戒延至712陳時中.柯文哲「北農點戰火」                                                      | 資深媒體人：謝寒冰、前立法委員：郭正亮 |
| 第151集 | 2021-06-24 | 祖孫傳多人...「秘魯變種」襲屏東?「台灣病毒」攻陸！被揪13確診護專生IG「盼別死」爆「16歲打AZ」陳其邁認疏失卻「輕輕放下」？                           | 資深媒體人：陳揮文、時事評論員：張友驊、視訊連線 台南市議員：謝龍介                                                                                  |
| 第152集 | 2021-06-25 | 殘劑疫苗「秒殺」！診所曝「殘酷真相」年輕人爆哭：「根本約不到啦！」Delta病毒入侵 網喊「封屏東救台」恐怖傳染力 「14秒人傳人」                        | 前立法委員：郭正亮、國家暨國際事務專家：賴岳謙、國民黨口譯哥：黃裕鈞、視訊連線 防疫學會理事長：王任賢                                                |
| 第153集 | 2021-06-28 | Delta「肆虐百國」進台灣就沒戲？傳播鏈成謎！秘魯嬤「倒垃圾」傳誰？稱不住了...王浩宇求助韓國瑜「拜託韓總幫我推銷襪子」                               | 前立法委員：郭正亮、資深媒體人：謝寒冰、三總醫師：祝年豐                                                                                             |
| 第154集 | 2021-06-29 | 同院不同診「都中Delta」枋寮醫院「恐怖20分鐘」釀8確診？果農.司機.阿嬤「混亂離奇」陳時中認「找不出感染源」                                           | 醫師：江守山、資深媒體人：陳揮文、時事評論員：張友驊                                                                                                 |
| 第155集 | 2021-06-30 | 戰館長！竟嗆「炸民進黨中央」不爽蔡？周玉蔻驚爆「握有把柄」疫苗被誰卡？美曝「台重大危機」獨！綠高層「護國產」獨吞百億商機                           | 前立法委員：郭正亮、資深媒體人：謝寒冰、三總醫師：祝年豐                                                                                             |
| 第156集 | 2021-07-01 | 周玉蔻驚爆「握指揮中心黑幕」陳時中心虛？竟回「你去問她」...661條人命換的？「入境普篩」終放行民進黨「甩尾原因曝光」網罵翻！                         | 資深媒體人：王尚智、資深媒體人：陳揮文 |
| 第157集 | 2021-07-02 | 林昶佐設局柯P「遭反殺」挺綠攤商嗆：捧蛋！騙肖！滾！蔡臉書挺普篩 網怒灌爆「太晚了」7/12解封？陳時中：「先防疫再說」                                 | 前立法委員：郭正亮、國民黨口譯哥：黃裕鈞、時事評論員：張友驊                                                                                         |
| 第158集 | 2021-07-05 | 年輕人嗆蔡「現在只想去死」疫苗.紓困都沒份「剩下絕望」假消息？陳時中噹北市「疫調少」3天狂篩1.3萬人！柯曝「清零最後手段」                            | 前立法委員：郭正亮、資深媒體人：謝寒冰、三總醫師：祝年豐                                                                                             |
| 第159集 | 2021-07-06 | 陳時中爽喊「我要打第二劑了」！「疫苗預約」上線 網悲：還是打嘸「鞠躬彎腰迎陳時中」畫面曝光！「捧中央.棄萬華」林昶佐「專訪」露餡                     | 資深媒體人：陳揮文、時事評論員：張友驊、 視訊連線 資深媒體人：謝寒冰                                                                                 |
| 第160集 | 2021-07-07 | 大膽！李秉穎公然「逆時中」爆陳時中二度說謊「3+11沒專家」「背叛阿中」全因「監院要查」？郭正亮.謝龍介.謝寒冰「驚爆內幕」                             | 前立法委員：郭正亮、資深媒體人：謝寒冰、 視訊連線 台南市議員：謝龍介                                                                                 |
| 第161集 | 2021-07-08 | 5人聚會不行！9人出遊可以？揭秘「微解封」漏洞一卡車！陳時中無視日韓「解封寶Delta」？醫發「紅色警戒」：疫情大破口！                                  | 資深媒體人：陳揮文、資深媒體人：王尚智、視訊連線 旅遊業者：田一修、健身老闆：LEON、瑞豐夜市攤商：陳秝敏、防疫學會理事長：王任賢                      |
| 第162集 | 2021-07-09 | 驚！微解封恐爆「報復性出遊」？規範看不懂！陳時中認「有矛盾」「開放餐廳內用」反對聲浪灌臉書民嗆黃偉哲：「別拿健康當賭注」                           | 前立法委員：郭正亮、國民黨口譯哥：黃裕鈞、新北市議員：葉元之                                                                                         |
| 第163集 | 2021-07-12 | 「買到BNT 」竟是「民進黨功勞」？32美元單價曝光!網怒「陳時中又說謊」誰卡BNT?郭台銘爆「北京沒干涉」到貨延一個月?因蔡要改「復必泰標籤」               | 前立法委員：郭正亮、國民黨口譯哥：黃裕鈞、資深媒體人：謝寒冰、立法委員：陳玉珍 (金門)                                                                |
| 第164集 | 2021-07-13 | 高金素梅引「王世堅金句」批政府設「三千障礙」卡郭董守電腦.擠破頭 搶到就能打疫苗？真相曝光...網友崩潰：搞笑嗎？                                      | 資深媒體人：陳揮文、時事評論員：張友驊 |
| 第165集 | 2021-07-14 | 「天才神話」破滅？選AZ「浮報19倍」有卦？疫苗預約系統疑「黑箱委外」疫苗覆蓋率竟「只算打一劑」？陳時中爆料：總統的意思                               | 資深媒體人：謝寒冰、前立法委員：郭正亮、視訊連線 民眾黨立委：高虹安、台南市議員：謝龍介                                                              |
| 第166集 | 2021-07-15 | 遭爆「擋BNT 」讓鴻海「炸鍋」政院反駁！竟暗指郭台銘「說謊」？757萬人預約A牌疫苗僅「2%」敢打陳時中「哈日裝」接機7/26敢解封？                         | 資深媒體人：陳揮文、資深媒體人：王尚智、視訊連線 台北市議員：徐巧芯                                                                                  |
| 第167集 | 2021-07-16 | 一句話釣出陳建仁「真面目」？自爆「打高端安慰劑」網批:真炒股？綠議員說溜嘴？「台積電我們找的」外媒報「徵召鴻海」郭正亮：政院放話                    | 前立法委員：郭正亮、台北市議員：王鴻薇、國民黨口譯哥：黃裕鈞、視訊連線 資深媒體人：朱凱翔                                                            |
| 第168集 | 2021-07-19 | 嗆「問價格」就是「居心叵測」網轟陳時中：「根本心裡有鬼」「印度神童」打臉高端疫苗？點名台灣抗疫「用這招」才有效？                                   | 前立法委員：郭正亮、資深媒體人：謝寒冰、國民黨口譯哥：黃裕鈞、視訊連線 台南市議員：謝龍介                                                            |
| 第169集 | 2021-07-20 | 蔡蘇假道歉？竟放1450出征戴資穎「神秘文件」曝光！「從沒安排商務艙」「黑箱審查」強過高端EUA!陳時中挨告「貪污圖利」                                   | 資深媒體人：陳揮文、時事評論員：張友驊、視訊連線 立法委員：蔡壁如                                                                                    |
| 第170集 | 2021-07-21 | 爽搭商務艙還「嗆戴資穎」奧運領隊爆X話「確診活該」陳時中「以下犯上」打臉蔡爆高端「沒人體試驗難證效力」                                              | 資深媒體人：謝寒冰、時事評論員：張友驊、前立法委員：郭正亮、氣象主播：戴立綱                                                                         |
| 第171集 | 2021-07-22 | 五千年一雨「33死」鄭州300萬人受難 藝人捐款 綠竟「譙髒話」嗆「王X蛋」「可混打BNT」？「國產不敢打」？AZ「洗白」？網路聲量竟暴衝！                    | 資深媒體人：謝寒冰、資深媒體人：陳揮文、資深媒體人：王尚智、氣象主播：戴立綱、視訊連線 高雄市議員：陳美雅                                            |
| 第172集 | 2021-07-23 | 忘了「母親節聚餐」釀「五月疫情」？7/27降二級...「父親節」你敢過？網怒假降級！雙北不跟進！陳時中嗆「民主社會隨你便」                                | 資深媒體人：朱凱翔、前立法委員：郭正亮、國民黨口譯哥：黃裕鈞、視訊連線 台南市議員：謝龍介                                                            |
| 第173集 | 2021-07-26 | 「7萬莫德納快過期」我卻「打不到」？柯P爆「中央造冊 官員專用」高嘉瑜嗆爆陳時中「是打不完還是不打完？」                                              | 前立法委員：郭正亮、資深媒體人：謝寒冰、國民黨口譯哥：黃裕鈞、視訊連線 台南市議員：謝龍介                                                            |
| 第174集 | 2021-07-27 | 郭婞淳奪金！「國旗歌」超催淚 綠狂蹭！東奧英雄成「仇中工具」？鄭怡靜「轉籍風波」網爆「被台南拋棄」莊智淵成「奧運孤兒」只因挺過「他」？              | 資深媒體人：陳揮文、時事評論員：張友驊、視訊連線 台南市議員：謝龍介                                                                                  |
| 第175集 | 2021-07-28 | 蔡喊打高端 網療癒集氣「拜託快去」柯文哲壞笑...「有人去美國打完了」只剩國產能選？民憂「第二劑沒譜」？陳時中竟回這句...「當然有可能」                | 資深媒體人：謝寒冰、前立法委員：郭正亮、立法委員：陳玉珍 (金門)                                                                                      |
| 第176集 | 2021-07-29 | 民進黨「欺民無底限」！引網暴怒疫苗荒！政院酸「不照順序 再多都不夠」273萬人「第一劑白打了」陳時中嗆明 等莫德納「機會很小」                          | 資深媒體人：王尚智、資深媒體人：朱凱翔、資深媒體人：陳揮文                                                                                           |
| 第177集 | 2021-07-30 | 386萬莫德納孤兒 成疫苗不足「遮羞布」！陳時中坦言「供貨短缺 存量吃緊」預約系統變「超級欺騙平台」地方逆時中「救爸媽自己來」                          | 前立法委員：郭正亮、資深媒體人：謝寒冰、國民黨口譯哥：黃裕鈞、視訊連線 台南市議員：謝龍介                                                            |
| 第178集 | 2021-08-02 | 疫苗「斷層危機」8/6全台恐斷貨千萬人第一劑無望！崩潰「誰能比我慘」陳時中坦言「第二劑接種時間再延長」柯P警告「8月底不打影響效力」                    | 前立法委員：郭正亮、資深媒體人：謝寒冰、資深媒體人：朱凱翔                                                                                           |
| 第179集 | 2021-08-03 | 高雄醫護爆：「陳其邁不給第二劑」市府官員竟「一堆人」打完兩劑打高端驚爆「顏面神經痲痹」？陳時中證實「保護力一片空白」                               | 資深媒體人：陳揮文、資深媒體人：謝寒冰、時事評論員：張友驊、視訊連線 高雄市議員：邱于軒                                                              |
| 第180集 | 2021-08-04 | 前四輪沒得選！「只有AZ能打」怒！中央竟偷打「33萬特權莫德納」年輕人打嘸疫苗 因「時空不同」？陳時中：「是我講的嗎」？                                | 前立法委員：郭正亮、資深媒體人：謝寒冰、資深媒體人：朱凱翔                                                                                           |
| 第181集 | 2021-08-05 | 陳時中暴怒後...女記者噤聲？郭赴德催BNT陳酸「馬到成功」印度神預言又中！陸31省封城全球挫在等！曝「這時間點」最危險                                   | 資深媒體人：王尚智、資深媒體人：陳揮文、時事評論員：張友驊、視訊連線 台南市議員：謝龍介                                                              |
| 第182集 | 2021-08-06 | 第六輪疫苗「只剩高端」陳時中認：「傷腦筋 3天夢一次」蔡忙蹭小戴 不顧高雄「天坑之亂」議員爆「醫護沒疫苗」邁嗆告「假消息」                            | 前立法委員：郭正亮、國民黨口譯哥：黃裕鈞、社運工作者：鄭村棋、國家暨國際事務專家：賴岳謙、視訊連線 高雄市議員邱軒                                    |
| 第183集 | 2021-08-09 | 災民「淹到崩潰」蔡自豪「自水有效」蘇瞎扯「人應謙卑 別跟環境作對」柯文哲點名痛批「傲慢 閃躲」陳時中竟稱「有人因傲慢成功」                           | 前立法委員：郭正亮、國民黨口譯哥：黃裕鈞、資深媒體人：謝寒冰、視訊連線 台南市議員：謝龍介                                                            |
| 第184集 | 2021-08-10 | 陳時中改口 莫德納「第二劑先打」網批又在騙長輩：「根本沒有貨」中央造冊「暴增27萬」爆！高端員工竟享「特權疫苗」                                      | 東華大學教授：施正鋒、資深媒體人：陳揮文、時事評論員：張友驊、視訊連線 立法委員：林奕華                                                              |
| 第185集 | 2021-08-11 | 24綠委反五倍券！嗆蔡蘇「發現金」柯也怒：「很多人連吃飯都有問題」左擋BNT 到貨 右捧高端開打劇本曝光！媒體人批「機關算盡」                            | 前立法委員：郭正亮、資深媒體人：謝寒冰、資深媒體人：朱凱翔                                                                                           |
| 第186集 | 2021-08-12 | 蔡蘇拍板！掏錢換五倍券「才有參與感」民怨炸！怒轟「集資買樂透嗎」？800枉死冤魂等不到「我負責」陳時中「縮了」不認「3+11是破口」                      | 資深媒體人：王尚智、資深媒體人：陳揮文、時事評論員：張友驊、視訊連線 台南市議員：謝龍介                                                              |
| 第187集 | 2021-08-13 | 陳時中有備而來 硬拗「3+11非破口」強硬詭辯「為脫罪」！網斥「不要臉」陳撐腰！有膽了？范雲喊「認同」挨轟：819條人命好睡嗎？                           | 前立法委員：郭正亮、國民黨口譯哥：黃裕鈞、國家暨國際事務專家：賴岳謙、時事評論員：張友驊、視訊連線 防疫學會理事長：王任賢                            |
| 第188集 | 2021-08-16 | 五倍券三甩尾的網嗆蔡＂跟馬英九道歉＂總統鬥院長!英系＂圍毆＂蘇貞昌 斷阿富汗生路?美軍落跑爆＂射殺難民＂塔利班示警世界!紐時:台灣應驚醒                | 前立法委員：郭正亮、國民黨口譯哥：黃裕鈞、資深媒體人：謝寒冰、時事評論員：張友驊、視訊連線 台南市議員：謝龍介                                        |
| 第189集 | 2021-08-17 | 爆＂32萬官員爽打＂釀世代對立 沒疫苗怪誰?年輕人怒轟＂長輩搶光＂又要戰到＂剩一根掃把＂?台若成阿富汗...蘇嗆＂不怕被關被殺＂                           | 資深媒體人：謝寒冰、時事評論員：張友驊、資深媒體人：陳揮文                                                                                           |
| 第190集 | 2021-08-18 | 蔡消費＂23砲戰＂談阿富汗＂狠嗆陸＂川普警告:台灣恐有壞事發生 第六輪＂預約淒慘＂高端20萬劑＂滯銷＂陳推＂20歲可打＂騙年輕人跳火坑？                   | 前立法委員：郭正亮、資深媒體人：謝寒冰、時事評論員：楊永明、資深媒體人：朱凱翔                                                                       |
| 第191集 | 2021-08-19 | 郭董催貨成功？傳BNT 「中秋到貨」有臉蹭？陳時中爽回「明知我不能說」阿富汗危機！全球疫苗慌！印度神童預言藏暗示「禍首是美國」                         | 資深媒體人：王尚智、資深媒體人：陳揮文、時事評論員：張友驊、視訊連線 台南市議員：謝龍介                                                              |
| 第192集 | 2021-08-20 | 22.5億印五倍券!柯P轟＂智商有問題＂ 政院回擊＂發放現金成本更高＂!沒登記高端 卻收到＂接種通知＂陳時中認了!曝光＂政府奧步＂                           | 前立法委員：郭正亮、國民黨口譯哥：黃裕鈞、資深媒體人：謝寒冰、時事評論員：張友驊                                                                     |
| 第193集 | 2021-08-23 | 蔡＂823＂打高端 藍轟錯誤示範＂癱軟.倒地.昏迷＂陳時中:都是暈針 非洲豬瘟襲台2100公斤 竄22縣市蘇惱羞怒飆五分鐘 台走私王國？                           | 前立法委員：郭正亮、國民黨口譯哥：黃裕鈞、資深媒體人：謝寒冰、時事評論員：張友驊                                                                     |
| 第194集 | 2021-08-24 | 和蔡同梯打高端 作家喊「榮幸」後猝逝臉書曾PO「向病毒獻祭」網哀：一語成讖網友留言「怕爆」灌翻蔡臉書 不甩首日爆「兩死」？陳時中嗆：不停打             | 資深媒體人：朱凱翔、資深媒體人：陳揮文、時事評論員：張友驊                                                                                           |
| 第195集 | 2021-08-25 | 4條命讓高端「崩盤」！接種人數「腰斬」郭董催貨成功? 150萬BNT八月底到貨 800死後...陳時中放行「復必泰」網「快氣昏」怒批「之前卡X小」？                | 前立法委員：郭正亮、資深媒體人：謝寒冰、資深媒體人：朱凱翔、電話連線 資深媒體人：彭文正                                                              |
| 第196集 | 2021-08-26 | 195萬BNT九月到 爆蔡＂攬功內幕＂收割＂復必泰＂?政院稱沒說不能有開打首日17萬!4死後＂血崩＂剩5萬高端遭綠丟包?陳時中不認＂緩打潮＂                     | 資深媒體人：王尚智、資深媒體人：陳揮文、時事評論員：張友驊                                                                                           |
| 第197集 | 2021-08-27 | 卡東洋三千萬BNT扼殺8XX人命!陳時中稱＂沒做錯＂嗆＂不後悔＂高端五死爆棄打! 竟在產百萬劑! 民怕爆籲停打! 蔡批＂別政治算計＂                            | 前立法委員：郭正亮、國民黨口譯哥：黃裕鈞、國家暨國際事務專家：賴岳謙、視訊連線 台南市議員：謝龍介                                                    |
| 第198集 | 2021-08-30 | 郭再搶BNT 蘇不屑冷回「疫苗夠了」轉機這樣用？蔡爆「探海董 顧樁腳」BNT 誰先打？網怒「又是第二類優先」陳時中挨譙「高端為何跳過官員？」                | 前立法委員：郭正亮、國民黨口譯哥：黃裕鈞、資深媒體人：謝寒冰、時事評論員：張友驊                                                                     |
| 第199集 | 2021-08-31 | 陳時中突襲開放＂AZ混打BNT＂網一算驚呆＂幫12萬官員搶復必泰?＂嫌郭3千萬BNT＂有點太多了＂蘇竟自稱＂疫苗到貨已達標＂                                   | 資深媒體人：陳揮文、時事評論員：張友驊、視訊連線 台南市議員：謝龍介                                                                                  |
| 第200集 | 2021-09-01 | BNT混打「官員專屬」？民怨「又在騙」陳時中竟討拍「我真是父子騎驢」高端家屬：「二哥用生命警告大家」控政府害命「沒說慢性病不能打」                    | 前立法委員：郭正亮、資深媒體人：謝寒冰、資深媒體人：朱凱翔、視訊連線 桃園市議員：詹江村                                                              |
| 第201集 | 2021-09-02 | 「高層」不開心？下令硬拆「復必泰」?地勤「違法」鑽門縫 5分鐘撤布條選BNT被罵插隊 綠嗆想跟小孩搶? 上班族心死...「我們被放生了」                       | 資深媒體人：王尚智、資深媒體人：陳揮文、時事評論員：張友驊                                                                                           |
| 第202集 | 2021-09-03 | 印度神童預言＂九月台灣出事＂成真? 機師兒染疫!開學兩天Delta入侵?BNT月中才開打!保護青年攏是假 日贈AZ真相曝光!在台日人＂不敢打高端＂                  | 前立法委員：郭正亮、國民黨口譯哥：黃裕鈞、資深媒體人：謝寒冰、北市議員辦公室主任：滿志剛                                                             |
| 第203集 | 2021-09-06 | ＂毒害＂8幼童!陳時中憂＂會更多＂老師等嘸第二劑 抱病上課成破口? 幼兒園陽性率＂破6成＂42家庭恐淪陷! 網見一環節哭喊:這次真的慘了！                    | 前立法委員：郭正亮、時事評論員：張友驊、資深媒體人：謝寒冰、腎臟科醫師：江守山                                                                       |
| 第204集 | 2021-09-07 | 幼兒園毒漫15人 1歲童送＂專責病房＂印度神童又中!陳時中:恐升三級 機師傳童?驚爆Delta 輪爆駭人規律 醫揭輻射式傳染成＂沉默感染窩＂                      | 前彰化縣長：卓伯源、時事評論員：張友驊、資深媒體人：陳揮文、腎臟科醫師：江守山                                                                       |
| 第205集 | 2021-09-08 | 新北變種病毒培養皿 陳認「個案會更多」「3」Delta感染鏈 竄遍半個台灣埃及爸是病毒頭?醫警告「快升三級」獨!四大線索...「台大麻醉師」成感染源?           | 前立法委員：郭正亮、資深媒體人：謝寒冰、腎臟科醫師：江守山、資深媒體人：朱凱翔                                                                       |
| 第206集 | 2021-09-09 | 裝修工確診!Delta＂兵分四路＂虐北市? 埃及爸釀千人隔離? 陳時中:有可能 板橋社區＂大毒窟＂! 全怪埃及移入?＂隱形傳播鏈＂恐藏真正感染源                  | 資深媒體人：陳揮文、資深媒體人：謝寒冰、資深媒體人：王尚智、腎臟科醫師：江守山                                                                       |
| 第207集 | 2021-09-10 | Delta ＂一問三不知＂!裝修工進大樓扯謊?網怒:＂陳時中可以下台了＂消費張鈞甯!拆蔣公銅像!雙十去中華!拜習熱線打臉綠!蔡還在抗中保台?                     | 前立法委員：郭正亮、國民黨口譯哥：黃裕鈞、北市議員辦公室主任：滿志剛、視訊連線 台南市議員：謝龍介                                                    |
| 第208集 | 2021-09-13 | 常會快閃!青壯反彈!朱＂心情很差＂?美國線民?支票疑雲?張＂參選不保＂?Delta ＂做嘸定序＂源頭成謎 蘇竟喊:鬆綁防疫管制                                   | 前立法委員：郭正亮、國民黨口譯哥：黃裕鈞、資深媒體人：謝寒冰、前文傳會副主委：鄭照新                                                                 |
| 第209集 | 2021-09-14 | 江張卓沒派人！誰搞鬼？「呼之欲出」張亞中轟朱立倫比蔡鬥賴「還出爆」！「你的命不重要」！65%官員打滿第二劑 陳時中竟狠嗆「300萬莫德納孤兒」            | 資深媒體人：謝寒冰、時事評論員：張友驊、資深媒體人：陳揮文、視訊連線 台南市議員：謝龍介                                                              |
| 第210集 | 2021-09-15 | 強推莫德納第二劑「混打高端」陳時中證實「就是這樣安排」美國都不敢！台灣真帶種！柯文哲飆罵「超越我的理解」                                           | 前立法委員：郭正亮、資深媒體人：謝寒冰、資深媒體人：朱凱翔                                                                                           |
| 第211集 | 2021-09-16 | 108萬莫德納不開打 陳時中＂先消庫存＂政院爆＂偷藏30萬劑＂網驚:留給誰?長者轟＂不夠分＂246萬人＂誰先打＂? 蔡收割＂向美國催貨成功＂                    | 資深媒體人：陳揮文、資深媒體人：謝寒冰、資深媒體人：王尚智                                                                                           |
| 第212集 | 2021-09-17 | 沒真相!3+11調查報告＂未提破口＂護航范雲.包庇陳時中 網怒：荒謬 12張紙＂敷衍呼嚨＂839條冤魂!自誇＂防疫二次奇蹟＂藍怒撕報告砸蘇揆                     | 前立法委員：郭正亮、國民黨口譯哥：黃裕鈞、北市議員辦公室主任：滿志剛、視訊連線 台南市議員：謝龍介                                                    |
| 第213集 | 2021-09-20 | 搶救釋迦！蔡一千零一招...「逼你買爆」網傻眼！陳吉仲竟嗆「半年前早料到」韓國瑜預言：再輸「民進黨將為所欲為」朱張「紅統交鋒」！江啟臣：「我最安全」  | 前立法委員：郭正亮、國民黨口譯哥：黃裕鈞、資深媒體人：謝寒冰、視訊連線 台南市議員：謝龍介                                                            |
| 第214集 | 2021-09-21 | 吿WTO!台禁陸830項...吿得贏?綠嗆陸擋 民主水果 網譙:又搞政治＂喜韓兒＂可以!＂塔綠班＂不行?1450出征高虹安 柯P酸:衝高她聲量                            | 中華農企發展協會副秘書長：林裕紘、時事評論員：張友驊、資深媒體人：陳揮文、北市議員辦公室主任：滿志剛                                                 |
| 第215集 | 2021-09-22 | 五倍券亂象!賭運氣.拚網速.搶限量 虐人民為樂?網怒:＂天才當機大臣＂滾出來 江啟臣＂正常發揮＂!立院狂轟蘇貞昌美拒高端入境?陳時中:世界不只美國           | 前立法委員：郭正亮、資深媒體人：謝寒冰、資深媒體人：朱凱翔、國民黨主席：江啟臣                                                                       |
| 第216集 | 2021-09-23 | 陳時中立院開嗆 網怒「史上最囂張」！立委轟請辭 蘇挺陳：很認真「不該被下台」獨家！朱立倫「直球對決」張亞中！「韓挺朱」...真交情？假消息？            | 國民黨主席候選人：朱立倫、前行政院長：張善政、新北市議員：葉元之                                                                                     |
| 第217集 | 2021-09-24 | 張亞中缺席「正常發揮」又正爆真相！朱立倫.江啟臣 選前對決「塔綠班」張粉V.S.朱粉 黨魁之爭再現「國旗海」「韓家軍」鐵票成決勝關鍵？                    | 國民黨主席候選人：朱立倫、立法委員：鄭麗文、新北市議員：葉元之、台北市議員：王鴻薇                                                                   |
| 第218集 | 2021-09-27 | 覆電沒＂民國＂蘇酸朱立倫＂假愛台＂藍反嗆!國民不講.國歌不唱...還敢嘴? 張亞中來了!＂正常發揮＂譙翻塔綠班 票源複製韓國瑜! 韓粉力挺戰高雄?             | 台北市議員：侯漢廷、資深媒體人：謝寒冰、孫文學總校長：張亞中、國民黨口譯哥：黃裕鈞                                                                   |
| 第219集 | 2021-09-28 | 藍委拂曉搶灘 陳時中＂撐頭打盹＂最短施政報告蘇＂22秒54字＂創紀錄 病毒再進化? 印度神童爆疫情失控台放鬆! 打麻將.K歌＂全開放＂                         | 時事評論員：張友驊、資深媒體人：陳揮文、北市議員辦公室主任：滿志剛、視訊連線 台南市議員：謝龍介                                                      |
| 第220集 | 2021-09-29 | 國民黨四大危機...民眾黨趁勢而起?柯P發豪語:有信心成為執政黨 驚悚!屏東超商店員遭＂襲眼＂潘孟安遭砲轟!蔡＂安全網＂補好了?                             | 前立法委員：郭正亮、資深媒體人：謝寒冰、台北市議員：侯漢廷                                                                                           |
| 第221集 | 2021-09-30 | 團結第一站!朱張江顏聯手＂刪Q＂＂騙神明.騙人民＂蔡國慶後表態挺?＂好東西經得起考驗＂妻小都打＂陳時中狂推高端 爆!百萬劑沒人要                         | 前立法委員：郭正亮、資深媒體人：陳揮文、資深媒體人：王尚智、視訊連線 台中立德里里長：江和樹                                                          |
| 第222集 | 2021-10-01 | 美逼台積電交機密 目的曝光＂超邪惡＂小英神隱裝沒事 網轟:棄守護國神山 10/1提告陸禁台水果 網敲酸:陳吉仲呢? 自己人打臉 11月才能提案                    | 前立法委員：郭正亮、國民黨口譯哥：黃裕鈞、北市議員辦公室主任：滿志剛、國民黨文傳會副主委：黃子哲                                                     |
| 第223集 | 2021-10-04 | 欠罷!陳柏惟嗆＂沒挺毒品合法化＂畫面曝光打臉...＂明明就有嘛!＂IG＂90萬追蹤＂蔡邀粉絲私訊QA網嗆網紅總統＂我敢問你敢回答嗎?＂                         | 資深媒體人：謝寒冰、台北市議員：侯漢廷、國家暨國際事務專家：賴岳謙、視訊連線 立法委員：江啟臣                                                        |
| 第224集 | 2021-10-05 | 陳時中造神！羅一鈞列「國慶英雄」領唱國歌...網酸：憑什麼？蔡蹭「中華民國」綠議員狠打臉？共機擾台...衝「美英日演習」來                               | 資深媒體人：謝寒冰、時事評論員：張友驊、資深媒體人：陳揮文、北市議員辦公室主任：滿志剛                                                               |
| 第225集 | 2021-10-06 | 陳柏惟＂把人撞到顱內出血＂還落跑法官怒批＂肇事逃逸 犯罪非輕＂不認挺毒! 竟稱是＂選民陳情＂鄉民預告...更多＂3Q黑料＂等著爆                           | 資深媒體人：謝寒冰、資深媒體人：朱凱翔、前立法委員：郭正亮、視訊連線 台南市議員：謝龍介                                                              |
| 第226集 | 2021-10-07 | 不只肇逃!還＂賭博 輸錢 被警逮＂陳柏惟:玩快打旋風 判決書說謊! 網怒:犯罪不可恥 說謊才該滾 獨! 還有猛料...跟＂誠信＂有關?                             | 前立法委員：郭正亮、資深媒體人：陳揮文、資深媒體人：王尚智、台北市議員：侯漢廷                                                                       |
| 第227集 | 2021-10-08 | 嗆媒體＂沒說去打快打旋風＂陳柏惟囂張選戰:雜草＂活最久＂＂20元蚵仔麵線＇被罵＂不食人間煙火＂主計長＂當眾說謊＂還嗆＂我不抽煙＂                      | 前立法委員：郭正亮、國民黨口譯哥：黃裕鈞、北市議員辦公室主任：滿志剛、台北市議員：侯漢廷、視訊連線 時事評論員：黃揚明                                |
| 第228集 | 2021-10-12 | 陳柏惟裝可憐!＂先假哭後嗆聲＂步行選區100小時 逼蔡出手救3Q? 謝志偉＂邊舉國旗邊吐血＂府稱尊重＂挺台獨辱國家＂網嗆＂俸祿吐出來＂                      | 資深媒體人：謝寒冰、時事評論員：張友驊、資深媒體人：陳揮文、北市議員辦公室主任：滿志剛                                                               |
| 第229集 | 2021-10-13 | 罵鄭麗文「不要臉」挨轟 蘇嗆：抵抗叛徒政院稱鄭姓委員 網怒：囂張什麼？陳柏惟苦行母站台 網酸秒變媽寶跟「肇逃賭博」站一起！蔡出手挺3Q                  | 資深媒體人：謝寒冰、資深媒體人：朱凱翔、前立法委員：郭正亮、視訊連線 立法委員：鄭麗文                                                                |
| 第230集 | 2021-10-14 | 惡火奪46命！第一鬼城變「人間煉獄」中央地方丟包！城中城「底層悲歌」蔡「廢文哀悼」陳其邁「救災遲到」推「人為縱火」撇市府「不顧公安害命」？           | 前立法委員：郭正亮、資深媒體人：陳揮文、資深媒體人：王尚智、國民黨文傳會副主委：黃子哲、視訊連線 高雄市議員：陳美雅                                  |
| 第231集 | 2021-10-15 | 曾嗆胡志強＂夜店9死還不下台＂城中城46死...陳其邁＂8字回應＂挨轟 被罷免前...韓國瑜募＂3千住警器＂蔡拒家屬只捐薪水 網怒:拿錢砸人嗎？                 | 前立法委員：郭正亮、台北市議員：侯漢廷、北市議員辦公室主任：滿志剛、台北市議員：徐巧芯                                                               |
| 第232集 | 2021-10-18 | 破皮.抽筋.跌倒 網酸陳柏惟：1打35？高中同窗爆：愛錢惡霸.說謊成性！被家屬罵爆怕丟臉？蔡影片竟「消音」不下台！民進黨狂護航陳其邁                      | 資深媒體人：謝寒冰、台北市議員：侯漢廷、國家暨國際事務專家：賴岳謙、國民黨口譯哥：黃裕鈞                                                             |
| 第233集 | 2021-10-19 | 遭小玉DEEP FAKE 蔡怒＂一個月修法＂網傻眼:挖眼虐童＂可以關心一下嗎＂?嗆記者!陳宗彥＂大陸哪一國＂惹議 網:去問前陸委會主委蔡英文                      | 資深媒體人：謝寒冰、時事評論員：張友驊、資深媒體人：陳揮文、北市議員辦公室主任：滿志剛、視訊連線 台南市議員：謝龍介                                  |
| 第234集 | 2021-10-20 | 刪Q倒數4天藍綠＂終極戰略＂曝光!綠急了?竟稱罷免讓大甲媽氣到失眠城中城46死頭七 陳其邁跳針＂我負責＂獨!＂免安檢釀禍＂竟跟陳菊有關?                    | 資深媒體人：謝寒冰、資深媒體人：朱凱翔、前立法委員：郭正亮、台北市議員：侯漢廷                                                                       |
| 第235集 | 2021-10-21 | 綠議員逼＂不念四個堅持就道歉＂! 柯怒嗆:＂網軍治國是民主自由?＂陳柏惟選前之夜＂超豪華＂舞台曝光 網傻眼＂小蝦米＂是要選總統嗎?                       | 資深媒體人：陳揮文、資深媒體人：王尚智、前立法委員：郭正亮、台北市議員：侯漢廷、視訊連線 前台大教授:彭文正                                           |
| 第236集 | 2021-10-22 | 降半旗＂今天公祭＂嗨唱＂3Q忘記＂罷前之夜!網集氣＂送陳柏惟回高雄＂網爆＂小蝦米後面有大鯨魚＂林佳龍岳父出資辦造勢? 基進黨喊告                        | 前立法委員：郭正亮、台北市議員：徐巧芯、時事評論員：黃揚明、北市議員辦公室主任：滿志剛                                                               |
| 第237集 | 2021-10-25 | 罷韓是＂民主＂!刪Q就＂作弊＂?陳柏惟嗆＂小英非隊友＂?分裂?＂抗中保台＂就罷!林昶佐＂怕爆哽咽＂?迴力鏢來了!綠營自救...急升罷免門檻                    | 資深媒體人：謝寒冰、台北市議員：侯漢廷、國家暨國際事務專家：賴岳謙、國民黨口譯哥：黃裕鈞                                                             |
| 第238集 | 2021-10-26 | 王必勝爆緋聞?林昶佐閃罷免!綠＂雙標+迴力鏢＂報應來了!慫爆!林哀號＂降門檻不只我提案＂蔡蘇下鄉＂反公投＂網樂歪:歡迎催票                               | 資深媒體人：謝寒冰、台北市議員：徐巧芯、資深媒體人：陳揮文、台北市青工會總會長：滿志剛                                                               |
| 第239集 | 2021-10-27 | 反民主!蔡令全黨＂殲滅四大公投＂柯P怒酸:別期待台灣人都失憶症 國台辦批＂背祖叛宗＂陳時中裝傻 陳宗彥再展＂嘴砲功力＂反嗆這句...                       | 資深媒體人：謝寒冰、資深媒體人：朱凱翔、前立法委員：郭正亮、台北市議員：侯漢廷                                                                       |
| 第240集 | 2021-10-28 | 防彈衣穿了嗎？林靜儀投入中二補選欺負中二選民？網酸：女版3Q來了林昶佐同框黃捷！哭嗆「刪Q沒格」蔡曝「美駐軍台」！國防部狠打臉                        | 資深媒體人：陳揮文、資深媒體人：王尚智、台北市議員：侯漢廷、前立法委員：郭正亮                                                                       |
| 第241集 | 2021-10-29 | 女力對決?藍營傳＂她＂出戰林靜儀 消費3Q 巴結小英 林昶佐吃＂定心丸＂?反公投!蔡虐民意全因＂美爸生氣＂?護萊豬!蘇稱＂不開放就是害死台灣＂               | 前立法委員：郭正亮、台北市議員：徐巧芯、國民黨口譯哥：黃裕鈞、台北市青工會總會長：滿志剛                                                             |
| 第242集 | 2021-11-01 | 開戰!綠造勢亂台灣公投政黨對決蔡讀稿機.蘇撞球桿＂反民主護政權＂?周玉蔻嗆神棍!標哥不忍了＂我不會起乩＂不下台!陳其邁搶辦金馬被黃子佼酸爆了            | 資深媒體人：謝寒冰、國家暨國際事務專家：賴岳謙、資深媒體人：朱凱翔、台北市議員：徐巧芯                                                               |
| 第243集 | 2021-11-02 | 忘了15年前斬雞頭求饒？周玉蔻再槓標哥罷不怕？陳柏惟謀復出對戰江啟臣YT被民主了？誰出手？怕公投真相曝光？大撒幣沒用！蔡蘇公投聲量糗輸藍營             | 資深媒體人：謝寒冰、台北市議員：徐巧芯、資深媒體人：陳揮文、台北市青工會總會長：滿志剛                                                               |
| 第244集 | 2021-11-03 | 林靜儀出線! 蔡讚要戰勝絆倒台灣的人 刪Q復仇記 綠圍毆標哥全黨滅顏家 不甩中共備軍儲量 蔡狂喊抗中保台 反萊豬就是反美? 綠放假消息恐嚇洗腦               | 資深媒體人：謝寒冰、資深媒體人：朱凱翔、前立法委員：郭正亮、台北市議員：侯漢廷                                                                       |
| 第245集 | 2021-11-04 | 中二補選第一戰!林靜儀叫陣盧秀燕市長反應曝!網笑爆:根本懶得理她真的忘了15年前「斬雞頭求饒」...周玉蔻嗆標哥:是他不敢見我!孬!                          | 前立法委員：郭正亮、資深媒體人：陳揮文、資深媒體人：王尚智、國民黨文傳會副主委：黃子哲                                                               |
| 第246集 | 2021-11-05 | ＂勇氣當防彈衣＂林靜儀再槓盧秀燕秀照證明有開會?網抓包:攝影棚拍的不是韓維拉!韓國瑜挺＂四個同意＂綠媒怕爆?竟扭曲＂韓不挺國民黨＂                     | 前立法委員：郭正亮、台北市議員：侯漢廷、台北市青工會總會長：滿志剛、台北市議員：徐巧芯                                                               |
| 第247集 | 2021-11-08 | 圍剿盧秀燕!小英合謀林靜儀＂虐台中＂林佳龍嗆顏家＂輸不起＂網:其邁哭哭誰買AZ即期品?＂把人民當白癡＂柯怒＂智商不到70＂陳時中火爆反嗆                  | 資深媒體人：謝寒冰、國家暨國際事務專家：賴岳謙、資深媒體人：朱凱翔、台北市議員：侯漢廷                                                               |
| 第248集 | 2021-11-09 | 顏寬恒合體盧秀燕!正面決戰林靜儀警政秒出手...＂合體周玉蔻＂滅顏家?PTT爆!即期品AZ＂剛果退貨的＂?陳時中稱原廠直送...網:答非所問                       | 資深媒體人：謝寒冰、資深媒體人：陳揮文、台北市議員：徐巧芯、台北市青工會總會長：滿志剛、視訊連線 台南市議員：謝龍介                                  |
| 第249集 | 2021-11-10 | 戰林靜儀!顏寬恒最擔心8歲孫女嗆周玉蔻!顏清標＂香插不直心怎麼會正＂海神惡煞毆大學生 台中警稱＂非現行犯＂周玉蔻＂心驚驚＂...局長＂秒辦顏家＂          | 資深媒體人：謝寒冰、資深媒體人：朱凱翔、前立法委員：郭正亮、台北市議員：侯漢廷                                                                       |
| 第250集 | 2021-11-11 | 酒池肉林?陳時中微醺醜態全都錄!極樂轟趴?煙酒不離手.妹仔黏踢踢!脫罩爽唱沒違規?陳嗆網:＂再傳就告＂＂傳播妹視角＂有陰謀?蘇扯＂假新聞＂                 | 前立法委員：郭正亮、資深媒體人：陳揮文、資深媒體人：王尚智、時事評論員：黃揚明、視訊連線 台南市議員：謝龍介                                          |
| 第251集 | 2021-11-12 | 極樂趴被滲透?美豔女竟是中共官員曾同框韓國瑜!網驚:國安法快查陳時中 林靜儀=林默娘 本人竟回參選是天意網吐一片:聯手周玉蔻綁架陳亭妃?                   | 前立法委員：郭正亮、台北市議員：徐巧芯、時事評論員：黃揚明、台北市青工會總會長：滿志剛                                                               |
| 第252集 | 2021-11-15 | 高端補兩劑...莊人祥認＂難估副作用＂網打冷顫...打完出事＂國家也不賠＂?陳時中＂現代趙高＂!再爆爭議酒攤藥商揪部長!陽明山豪宅＂搞鬼＂?                 | 深媒體人：謝寒冰、國家暨國際事務專家：賴岳謙、資深媒體人：朱凱翔、台北市議員：侯漢廷                                                                 |
| 第253集 | 2021-11-16 | 拜習會共識!拜登重申:不支持台獨美爸背叛小英!塔綠班＂玻璃心碎一地＂蔡訪美免補打兩劑 高端仔恨:被出賣了!嗨唱醜態毀人格!誰斷陳時中＂市長路＂            | 資深媒體人：謝寒冰、資深媒體人：陳揮文、台北市議員：徐巧芯、台北市青工會總會長：滿志剛                                                               |
| 第254集 | 2021-11-17 | 高端仔自求多福!陳時中嗆:無法負責民怒罵政府!陳再嗆:是在X譙什麼 周玉蔻嗆＂姐等你＂!拿＂假新聞＂咬顏家?顏寬恒淡定反酸＂爆料請先做好功課＂             | 資深媒體人：謝寒冰、資深媒體人：朱凱翔、前立法委員：郭正亮、台北市議員：侯漢廷                                                                       |
| 第255集 | 2021-11-18 | 四劑帝國有內幕!因＂他們＂急返美?陳時中認＂再買百萬高端＂網:40億飛了 顏寬恒登記「做事!不必講幹話!」林靜儀嗆＂抓賄選＂背後竟是蔡撐腰?                | 前立法委員：郭正亮、資深媒體人：陳揮文、資深媒體人：王尚智、時事評論員：黃揚明                                                                       |
| 第256集 | 2021-11-19 | 高嘉瑜勸＂該道歉＂陳時中囂張反嗆:＂不然要怎樣?被美國趕回來嗎?＂受夠周玉蔻了!顏寬恒告她＂這兩條＂綠密謀＂取中二先滅盧秀燕＂鋪路2022                 | 前立法委員：郭正亮、台北市議員：侯漢廷、台北市青工會總會長：滿志剛、台北市議員：徐巧芯、視訊連線 台南市議員：謝龍介、資深媒體人：張禹宣              |
| 第257集 | 2021-11-22 | 超商3慘案蔡神隱網譙：換臉比較嚴重？勸戴罩送命陳時中冷回「沒有一定要勸」「政府該道歉」遭圍剿 高嘉瑜「被認錯」「不然要怎樣」惹議 陳嗆：沒什麼好道歉  | 深媒體人：謝寒冰、國家暨國際事務專家：賴岳謙、台北市議員：侯漢廷、資深媒體人：朱凱翔                                                                 |
| 第258集 | 2021-11-23 | 超商案40小時PO廢文網嗆蔡「沒血沒淚」顏寬恒轟台灣命嘸價值「不如拜登的狗」陳吉仲稱「萊劑像豬的保健食品」網酸破表：主委要不要拌飯吃？                 | 深媒體人：謝寒冰、資深媒體人：陳揮文、台北市議員：徐巧芯、台北市青工會總會長：滿志剛                                                                 |
| 第259集 | 2021-11-24 | 陳吉仲瞎扯＂沒說萊劑當保健食品＂連陳時中都挺不下去…＂他要說清楚＂告輸朱學恒!法院認證＂惡毒側翼＂周玉蔻不怕?嗆顏寬恒＂準備坐牢＂?                   | 深媒體人：謝寒冰、資深媒體人：朱凱翔、前立法委員：郭正亮、台北市議員：侯漢廷                                                                         |
| 第260集 | 2021-11-25 | 三寶之後...還有＂三后亂台＂? 蔡訪藻礁搞戒嚴 環團爆＂26警包圍我＂ 王美花如男版吉仲?＂萊豬比莫德納＂! 林靜儀嗆中天記者!MIC牌對了才回答               | 前立法委員：郭正亮、資深媒體人：陳揮文、資深媒體人：王尚智、時事評論員：黃揚明                                                                       |
| 第261集 | 2021-11-26 | 不爽被嘲諷!＂政壇三寶＂回應超中二 陳時中反嗆批評者＂四根指頭指自己＂蔡組＂造謠國家隊＂＂藻礁永存＂漫天大謊＂小隊長＂陳吉仲再扯禁萊豬會罰錢         | 前立法委員：郭正亮、台北市議員：侯漢廷、台北市青工會總會長：滿志剛、台北市議員：徐巧芯、視訊連線 顏競發言人：白喬茵                                  |
| 第262集 | 2021-11-29 | 悚！印度神童.唐綺陽震撼預言Omicron全球怕爆！陳「老神在在」進社區再說高金素梅挺公投！「一人抵一黨」女武神光復高雄？網：其邁市長不保                 | 資深媒體人：謝寒冰、國家暨國際事務專家：賴岳謙、台北市議員：侯漢廷、資深媒體人：朱凱翔                                                               |
| 第263集 | 2021-11-30 | 爆私密影片脅迫?高嘉瑜遭軟禁虐打曾喊＂不想活了＂家暴劇情＂有內幕＂?LSE認沒論文?彭P嗆＂蔡刑期一百年＂放話選北市長...＂包圍政院抓小英＂               | 資深媒體人：謝寒冰、資深媒體人：陳揮文、台北市議員：徐巧芯、台北市青工會總會長：滿志剛                                                               |
| 第264集 | 2021-12-01 | 天黑打到天亮! 臉嘴都是血還勒脖高嘉瑜淚崩＂腫到不認識我自己＂不雅照成禁臠?高曝＂他手握網軍＂林男被捕竟反咬＂高嘉瑜傳給我的＂                        | 資深媒體人：謝寒冰、前立法委員：郭正亮、台北市議員：侯漢廷、時事評論員：黃揚明                                                                       |
| 第265集 | 2021-12-02 | 毀掉高嘉瑜?林秉樞＂綠營大老＂撐腰豆腐頭滅證?王世堅爆:背後有人 家暴掩蓋論文門?爆發時間＂超巧合＂彭P＂七疑點＂蔡93歲論文才揭密?                      | 前立法委員：郭正亮、資深媒體人：陳揮文、資深媒體人：王尚智、時事評論員：黃揚明                                                                       |
| 第266集 | 2021-12-03 | 曝光林秉樞背後＂台北政壇大老＂馬文鈺:很兇狠! 不敢說! 惹不起! 政論＂砸錢抖內＂網軍留言恐嚇高嘉瑜 柯文哲.王世堅批＂民進黨將遭反噬＂                  | 前立法委員：郭正亮、台北市議員：侯漢廷、台北市青工會總會長：滿志剛、台北市議員：徐巧芯、視訊連線 時事評論員：黃揚明                                  |
| 第267集 | 2021-12-06 | 網軍煉金2336萬蔡阻暗黑內幕曝光?先知!韓國瑜:得罪段宜康像被高鐵撞有片!19秒殘忍逼供高嘉瑜傷淚自白林秉樞自拍＂惡魔自娛片＂定罪關鍵？                   | 資深媒體人：謝寒冰、台北市議員：徐巧芯、資深媒體人：朱凱翔、時事評論員：黃揚明                                                                       |
| 第268集 | 2021-12-07 | 手法下流!林秉樞靠騙女人「寄生上流」富可敵國S貴婦也癡迷?嬌喊「吃醋」12000張「政商對話截圖」曝光!誰急滅證?韓國瑜:晚上總統是新潮流                    | 資深媒體人：謝寒冰、資深媒體人：陳揮文、台北市議員：徐巧芯、台北市青工會總會長：滿志剛                                                               |
| 第269集 | 2021-12-08 | 顏若芳:政府從未養網軍...全網出征林秉樞橫行綠營 掀蔡網軍治國黑幕不識林秉樞?范雲哭哭:小粉紅停止霸凌韓國瑜又認證!國家級網軍竄改維基                   | 資深媒體人：謝寒冰、前立法委員：郭正亮、台北市議員：侯漢廷、資深媒體人：朱凱翔                                                                       |
| 第270集 | 2021-12-09 | 林秉樞爆:拿我400萬!收我勞力士! 高嘉瑜嗆:說謊當空氣! 要付代價! 收押發＂懺悔聲明＂網:跟高層串供?網軍阻金流?韓國瑜.謝龍介慘遭迫害                     | 前立法委員：郭正亮、資深媒體人：陳揮文、資深媒體人：王尚智、時事評論員：黃揚明                                                                       |
| 第271集 | 2021-12-10 | 抖內恐嚇高嘉瑜 竟是林秉樞親密的＂她＂神秘女助理曝光!驚爆幹了＂這件事＂家暴涉＂組織犯罪＂?她掀關鍵內幕 獨!得罪派系因高嘉瑜＂斷人財路＂?             | 前立法委員：郭正亮、台北市議員：侯漢廷、台北市青工會總會長：滿志剛、台北市議員：徐巧芯、視訊連線 時事評論員：黃揚明                                  |
| 第272集 | 2021-12-13 | 劈腿高嘉瑜!偷吃護理師!網:渣男肩客 林秉樞特權疫苗 陳時中竟「說謊護航」? 有片!范雲護藻礁「39秒狂譙蔡英文」PTT鄉民噓爆:政客現形!嘴臉噁心!             | 資深媒體人：謝寒冰、國家暨國際事務專家：賴岳謙、時事評論員：黃揚明、資深媒體人：朱凱翔                                                               |
| 第273集 | 2021-12-14 | 蝦毀!林母告別式 蔡依林爆出席?超狂!林發豪語想追Jolin也追得到 韓國瑜挺4個同意 侯友宜公投我不在糗片曝光!蔡還在講...遊覽車大軍跑光                     | 資深媒體人：謝寒冰、資深媒體人：陳揮文、時事評論員：黃揚明、台北市青工會總會長：滿志剛                                                               |
| 第274集 | 2021-12-15 | 林秉樞＂保定了＂?陳時中為特權撒謊 獨 !不熟?H畫家爆＂吳思瑤揪林喝咖啡＂公投72小時小英揪蔡阿嘎催年輕票藍粉專疑網紅宣傳＂真委託 假聲援＂?             | 資深媒體人：謝寒冰、前立法委員：郭正亮、台北市議員：侯漢廷、資深媒體人：朱凱翔                                                                       |
| 第275集 | 2021-12-16 | 500萬人站出來!決戰48hr拉下騙子 獨家專訪高金素梅!轟蔡＂我不得不戰＂獨!電話＂騙投不同意票＂奧步曝光 骯髒也要贏?網怒:四個都同意了                     | 前立法委員：郭正亮、資深媒體人：陳揮文、新北市議員：葉元之、時事評論員：黃揚明、視訊連線 立法委員：高金素梅、林奕華                                  |
| 第276集 | 2021-12-17 | 全面催票：倒數救援 護政權？守民主？蔡「反美豬」還在騙 柯轟：羞辱民主綠團廣告「移花接木」侯怒：出來投票打巴掌.比中指！塔綠班「亂公投無極限」        | 前立法委員：郭正亮、台北市議員：侯漢廷、台北市青工會總會長：滿志剛、台北市議員：徐巧芯、視訊連線 時事評論員：黃揚明                                  |
| 第277集 | 2021-12-20 | 失德藝人必須涼 李靚蕾不告王力宏有內幕?唐綺陽預言死一般痛苦 還沒結束綠公投慘勝...爆!林靜儀林昶佐很危險桃園四大公投皆輸!鄭文燦恐難續命               | 資深媒體人：謝寒冰、國家暨國際事務專家：賴岳謙、台北市議員：侯漢廷、律師:張耀宇、國民黨文傳會副主委：鄭照新                                          |
| 第278集 | 2021-12-21 | 李靚蕾突發文「王力宏.黑范無不正常」網破案「沒提徐若瑄」...血流成河了!王力宏.顏寬恒「爸寶」綠諷:標哥勝王爸韓國瑜先知!美日如渣男.台灣愛錯郎          | 資深媒體人：謝寒冰、資深媒體人：陳揮文、台北市議員：徐巧芯、台北市青工會總會長：滿志剛                                                               |
| 第279集 | 2021-12-22 | 賭李靚蕾沒證據?徐若瑄嗆沒介入妳婚姻揪ㄧ關鍵!蕾神5000字文洩底?1/2重大宣布!韓國瑜見面會拼復出?獨!下一步戰2022?韓先做這件事                           | 資深媒體人：謝寒冰、前立法委員：郭正亮、台北市議員：侯漢廷、資深媒體人：朱凱翔、時事評論員：呂文婉                                                   |
| 第280集 | 2021-12-23 | 蕾神終戰撇要錢批力宏沒道歉?王朝903嚇破膽!彈頭扯林俊傑周董?拼2022無稽之談!韓批綠媒別有居心等待時機?韓國瑜:有機會當仁不讓                            | 前立法委員：郭正亮、資深媒體人：陳揮文、資深媒體人：王尚智、時事評論員：黃揚明、資深媒體人：許聖梅                                                   |
| 第281集 | 2021-12-24 | 獨! 李靚蕾「掏空王力宏」搶30億財產 蕾神「閨蜜門」？2明星人妻遭點名 韓國瑜心不死？藍大咖這句...露餡？不爽高大成護顏家？周玉蔻酸「低小敗」           | 前立法委員：郭正亮、台北市議員：徐巧芯、律師:張耀宇、台北市青工會總會長：滿志剛、時事評論員：呂文婉、資深媒體人：麥若愚、視訊連線 台南市議員：謝龍介 |
| 第282集 | 2021-12-27 | 母慘死父女傷！高雄恐攻式酒駕猖獗！網爆：陳其邁車也被酒駕撞...警證實 網瘋傳王力宏Yuim不雅照 點開網址竟是...最毒婦人心！歌后開嗆李靚蕾「終得報應」？ | 資深媒體人：謝寒冰、國家暨國際事務專家：賴岳謙、台北市議員：侯漢廷、資深媒體人：朱凱翔                                                               |
| 第283集 | 2021-12-28 | 林靜儀「溫柔堅定破功 囂張跋扈現形」齜牙咧嘴 敲桌嗆官員！竟扯：守護民主 女神落凡塵！瑞莎遭爆「歛財內幕」8選手叛逃控訴「收30萬只給5萬」              | 資深媒體人：謝寒冰、資深媒體人：陳揮文、台北市議員：徐巧芯、台北市青工會總會長：滿志剛、視訊連線 台中市立德里里長：江和樹                            |
| 第284集 | 2021-12-29 | 獨家專訪 ！韓國瑜批酒駕「鞭刑伺候」Wecare造假護其邁？韓：高雄兩個市長？韓國瑜談顏清標「這件事」讓他最難忘1/2見面會沒人？韓國瑜獨家回應陳揮文       | 前高雄市長：韓國瑜、狗菩薩運將：尤河清、家扶司機：劉文進、資深媒體人：謝寒冰、前立法委員：郭正亮、資深媒體人：朱凱翔                                 |
| 第285集 | 2021-12-30 | 中油給錢.建商捐款陳其邁＂五億市長＂韓國瑜＂姥姥不愛＂...祝福高雄仍遭酸印度神童星像V.S.中國奇書五公經驚悚預言2022白虎年亡者萬萬欠棺材               | 前立法委員：郭正亮、資深媒體人：陳揮文、國民黨文傳會副主委：鄭照新、時事評論員：黃揚明                                                               |
| 第286集 | 2021-12-31 | 2022第一戰！1/2韓國瑜再戰蔡英文靜昶難守護？綠出招靠「黑韓」催票首談顏寬恒！韓：被打到媽媽都不認得林靜儀影片催年輕票 網批：召集綠衛兵？             | 前立法委員：郭正亮、台北市議員：徐巧芯、台北市議員：侯漢廷、台北市青工會總會長：滿志剛、新北市議員：葉元之                                           |

| 集數    | 播出日期   | 節目主題 | 節目來賓 |
| ------- | ---------- | --- | --- |
| 第287集 | 2022-01-03 | 高金槓林靜儀 一句諺語爆標哥真面目靜昶「報廢」！張亞中佈陣戰林昶佐 ，于北辰退黨力挺 藍暗爽:林靜儀慘了...叛將裝清高?綠批:背骨仔撒謊求官位?                | 資深媒體人：謝寒冰、國家暨國際事務專家：賴岳謙、台北市議員：侯漢廷、資深媒體人：朱凱翔、視訊連線 台南市議員：謝龍介                     |
| 第288集 | 2022-01-04 | 韓國瑜＂塑造王者＂宴藍議員曝下一步 昶佐被圈粉＂韓太厲害＂討韓粉歡心躲罷免?讚顏卡實在!柯媽批林＂罵人赤焰焰＂不爽柯P出手?林靜儀嗆:我輔選過你              | 資深媒體人：謝寒冰、資深媒體人：陳揮文、台北市議員：徐巧芯、台北市青工會總會長：滿志剛                                                  |
| 第289集 | 2022-01-05 | 爆!柯媽挺顏寬恒＂不是巧遇＂?牽線的...竟是韓國瑜和柯文哲!蔡哭了!讚林靜儀俠女...柯譙＂她亂七八糟＂有片!掃街裝乖被狠嗆...林昶佐下場超尷尬                  | 資深媒體人：謝寒冰、前立法委員：郭正亮、台北市議員：侯漢廷、資深媒體人：朱凱翔、視訊連線 時事評論員：黃揚明                             |
| 第290集 | 2022-01-06 | 柯媽試水溫？韓國瑜.柯文哲共商「藍白合」？柯家母子爆擊！戰林靜儀...左右選情？韓新書不加印...王世堅看完驚吐：一決高下林昶佐「產地不明」網酸：要出生幾次？ | 前立法委員：郭正亮、資深媒體人：陳揮文、時事評論員：黃揚明、國民黨文傳會副主委：鄭照新                                                  |
| 第291集 | 2022-01-07 | 獨！綠挖顏母墳違建...李佳芬也遭惡搞標哥昏前暴怒：蔡千坪祖墳怎不處理？高金獨家獻唱！曝中二輔選真實心聲林靜儀涼了！嗆北市防疫 柯P一句話「反殺」           | 前立法委員：郭正亮、台北市議員：徐巧芯、台北市議員：侯漢廷、台北市青工會總會長：滿志剛、視訊連線 台南市議員：謝龍介、立法委員：高金素梅 |
| 第292集 | 2022-01-10 | 輸綠倫挨轟下台！朱下..韓上？侯上？獨！搶救2022..朱立倫得做這件事 綠戰略曝光！下一步..毀侯盧歲月靜好罷昶未過！小英佈局北市陳時中戰蔣萬安                 | 資深媒體人：謝寒冰、國家暨國際事務專家：賴岳謙、台北市議員：侯漢廷、資深媒體人：朱凱翔                                                  |
| 第293集 | 2022-01-11 | 朱立倫夾尾巴!蔡追擊滅雲林張家 最強天赦日!陳柏惟摔破頭 F-16墜機陳建仁選北市?陳時中爆新北戰侯友宜 獨!丹申廣掰了正常發揮...他接棒?!                        | 資深媒體人：謝寒冰、資深媒體人：陳揮文、台北市議員：徐巧芯、台北市青工會總會長：滿志剛、視訊連線 立法委員：許淑華 (南投縣)              |
| 第294集 | 2022-01-12 | 莫散團體.莫灰志氣 韓國瑜25字完爆朱立倫重整旗鼓？「韓盧侯趙」入決策圈？徐巧芯爆！「嗯哼姐爽拿千萬納稅錢」周玉蔻超弱反駁再被嗆「你敢講我不敢聽」          | 資深媒體人：謝寒冰、前立法委員：郭正亮、台北市議員：侯漢廷、資深媒體人：朱凱翔                                                          |
| 第295集 | 2022-01-13 | 朱千字文挨酸蒼白無力...「學學李靚蕾吧」朱下他上？韓國瑜25字好感度飆升嗯哼姐慘了？徐巧芯爆周玉蔻成效爛爆恐違法？1業配5個讚 其中一個「CoCo自己按」        | 前立法委員：郭正亮、資深媒體人：陳揮文、新北市議員：葉元之、時事評論員：黃揚明                                                          |
| 第296集 | 2022-01-14 | 獵巫居服員卸責?林靜儀扯:她打科興 禾馨涉詐3千萬!柯怒對窮人趁火打劫 獵殺媽媽市長!檢廉合攻林姿妙弊案內幕 議燕堂打盧秀燕 侯友宜下一個?                      | 前立法委員：郭正亮、台北市議員：徐巧芯、台北市議員：侯漢廷、台北市青工會總會長：滿志剛                                                  |
| 第297集 | 2022-01-17 | 朱立倫挺核食換訪日？民調全台最低 斷韓國瑜復出？綠媒炒作搶將萬安北市拿中資助選總統判3年！抓台商想釣韓?陳時中妻打嘸高端 柯P:粗暴炒作..免了                | 資深媒體人：謝寒冰、國家暨國際事務專家：賴岳謙、台北市議員：侯漢廷、資深媒體人：朱凱翔                                                  |
| 第298集 | 2022-01-18 | 蔡賴打三劑...他倆才懶得理你咧！高嘉瑜.王世堅 正常發揮「拒打高端方芳呼巴掌綠圍攻！駁賣台嗆蔡蘇「賺紅錢」獵殺韓國瑜？王定宇影射「中共買票」有續集？       | 資深媒體人：謝寒冰、資深媒體人：陳揮文、台北市議員：徐巧芯、台北市青工會總會長：滿志剛                                                  |
| 第299集 | 2022-01-19 | 藍喊藍白合!黃珊珊犧牲打北市讓蔣萬安 柯P豪語:藍綠合就好我一個個打敗.獨家!派系釀線民風暴...密謀地點曝! 早知黃偉哲會被搞? 謝龍介曾爆要小心                 | 資深媒體人：謝寒冰、前立法委員：郭正亮、台北市議員：侯漢廷、資深媒體人：朱凱翔                                                          |
| 第300集 | 2022-01-20 | 白藍合?白爛合?韓國瑜成2022立百代?蔣萬安綠白通殺?王世堅曝朱拉韓壓柯 周玉蔻認證懦夫 陳時中嬌笑高端一起打 柯P一聽打冷筍!喔…我佛慈悲                        | 前立法委員：郭正亮、資深媒體人：陳揮文、新北市議員：葉元之、時事評論員：黃揚明                                                          |
| 第301集 | 2022-01-21 | 高雄病毒燒台南喜宴...網嚇：整桌不同縣市染疫隱匿趴趴走！黃偉哲怒：不原諒你獨家民調！支持者盼韓國瑜「做這件事」藍軍刺客！高金戰高雄？羅智強「活棋」       | 前立法委員：郭正亮、台北市議員：徐巧芯、台北市議員：侯漢廷、台北市青工會總會長：滿志剛                                                  |
| 第302集 | 2022-01-24 | 累到燒聲仍挺高端...陳時中：太太約到確診手板「很政治」...高雄.桃園成禁字蔡「衝康」...賴清德打高端 出訪只能視訊獨！過境遭關禁閉？曝美2024對台佈局         | 資深媒體人：謝寒冰、國家暨國際事務專家：賴岳謙、台北市議員：侯漢廷、資深媒體人：朱凱翔                                                  |
| 第303集 | 2022-01-25 | 白拉韓國瑜 綠騙蔣經國 該藍硬了！立陶宛酒貴扯韓!綠媒嘲韓粉哭哭 賴訪美只能視訊 蔡鴻門宴斷金孫2024麥沒關 拜登六字經飆罵記者＂X娘X的X貨＂                   | 資深媒體人：謝寒冰、資深媒體人：陳揮文、台北市議員：徐巧芯、台北市青工會總會長：滿志剛、視訊連線台南市議員：謝龍介                      |
| 第304集 | 2022-01-26 | 大傳播鏈竄台 升三級禁內用?網戰翻 騙小學生不懂?陳時中自豪四五年級最愛賴清德這句謝龍介才看得懂穿防彈衣 同框賀錦麗夢碎?白宮:沒規劃見賴                     | 資深媒體人：謝寒冰、前立法委員：郭正亮、台北市議員：侯漢廷、資深媒體人：朱凱翔                                                          |
| 第305集 | 2022-01-27 | 周玉蔻認錯!喊話陳時中對不起罵你懦夫 對付討厭鬼柯P你來!高端我自己去打 新冠口服藥只買2.5萬 陳時中:算多了 吃飯吃到核食! 美女議員遭綠造謠圍攻               | 前立法委員：郭正亮、資深媒體人：陳揮文、台北市議員：鍾沛君、時事評論員：黃揚明、視訊連線 台南市議員：謝龍介                             |
| 第306集 | 2022-01-28 | 韓急揪江趙朱「不團結就等死」2024「沒說死」韓不選北市只挺「他」賣螃蟹沒蓋 韓揭藍「見不得別人好」陋習再亂跑就升2.5級！柯P重話「別害人害己」               | 前立法委員：郭正亮、台北市議員：徐巧芯、台北市議員：侯漢廷、台北市青工會總會長：滿志剛、視訊連線 立法委員：江啟臣                       |
| 第307集 | 2022-01-31 | 丹申廣陪你過除夕 虎哩歡喜一整年 金句撕開蔡政府謊話 | 本集無來賓 |
| 第308集 | 2022-02-01 | 大年初一冰哥虎力全開 時中歡唱卸責 3Q扯謊肇逃 | 本集無來賓 |
| 第309集 | 2022-02-02 | 初二陪你回娘家 正常發揮愛老虎油 周玉蔻.林靜儀 狐假虎威爭當小英寵                                                                                        | 本集無來賓 |
| 第310集 | 2022-02-03 | 虎嘯生風迎初三! 揮文軍來報到 轟其邁46死卸責 高端人命解盲?                                                                                               | 本集無來賓 |
| 第311集 | 2022-02-04 | 初四嘉賓『虎』厲害! 辣個男人新書重磅出擊! 藍營虎將備戰瞄準2022!                                                                                         | 本集無來賓 |
| 第312集 | 2022-02-07 | 陳其邁暖男要涼了?藍白兩大咖戰高雄王世堅稱飛蛾撲火周玉蔻讓羅智強重生?柯p御駕親征?賴岳謙點將:邁邁很害怕新竹台中都要搶!民眾黨2022佈局曝                    | 資深媒體人：謝寒冰、台北市議員：徐巧芯、台北市議員：侯漢廷、資深媒體人：朱凱翔                                                          |
| 第313集 | 2022-02-08 | 內閣五唬 阿中.美花.吉仲.肖想2022?周玉蔻助威戰蔣萬安?阿中表態不排斥蔡組會做事戰隊 網酸:生雞蛋嘸進核食有!柯P槓阿中陳佩琪遭偷拍威脅?                       | 資深媒體人：謝寒冰、資深媒體人：陳揮文、台北市議員：游淑慧、台北市青工會總會長：滿志剛、視訊連線 台南市議員：謝龍介                     |
| 第314集 | 2022-02-09 | 耶!北市擬鬆綁2/15看電影吃爆米花水!柯P搶「微解封紅利」斷陳時中參選大夢 高金素梅能戰能贏!下高雄戰陳其邁?在地議員看板備好了!曝羅智強新戰場                 | 資深媒體人：謝寒冰、前立法委員：郭正亮、國家暨國際事務專家：賴岳謙、資深媒體人：朱凱翔、視訊連線 高雄市議員：邱于軒                     |
| 第315集 | 2022-02-10 | 免驚!沒有韓國瑜...2022謝龍介來啦!拋震撼彈選台南市長黃偉哲皮皮挫?才罵懦夫...又嫌人家選台北市扭扭捏捏陳時中嬌嗆:叫周玉蔻自己來問                          | 前立法委員：郭正亮、資深媒體人：陳揮文、新北市議員：葉元之、時事評論員：黃揚明、視訊連線 台南市議員：謝龍介                             |
| 第316集 | 2022-02-11 | 謝龍介回陳揮文選到底!憂黨中央衝康?參選先做這事 網驚:謝龍介犧牲超大 他狂挺時中 北市最強棒不當母雞參選「順應天意」網:男版周玉蔻?                          | 前立法委員：郭正亮、台北市議員：侯漢廷、台北市議員：游淑慧、國民黨文傳會副主委：黃子哲、視訊連線 台南市議員：謝龍介                     |
| 第317集 | 2022-02-14 | 黨中央不愛? 韓國瑜挺謝龍介＂巨龍乍現＂爆!正國會脅迫? 黃偉哲這招反殺陳亭妃?萬安警報! 黃珊珊嗆馬英九爆聲量! 林佳龍民調超車! 陳時中北市曙光滅?             | 資深媒體人：謝寒冰、前立法委員：郭正亮 、台北市議員：徐巧芯、資深媒體人：朱凱翔                                                         |
| 第318集 | 2022-02-15 | 林崑海逝綠讚偉人 政商媒三棲創海派挾媒體控政治 湧言會末路?爆跳船潮 鐵鎚謝龍介戰棉花黃偉哲 綠怕怪招?北市民算總帳 陳時中冷嗆「有仇來報仇」                 | 資深媒體人：謝寒冰、資深媒體人：陳揮文、台北市議員：游淑慧、台北市青工會總會長：滿志剛                                                  |
| 第319集 | 2022-02-16 | 藍勝選密碼？南高屏「黃金組合」曝！謝龍介獨家承諾! 若當選台南市長絕不連任 北市沒初選羅智強認了 蔣萬安留言遭狂轟獨！憂綠當選遭追殺 柯P.黃珊珊爆內鬥       | 資深媒體人：謝寒冰、前立法委員：郭正亮、資深媒體人：朱凱翔、台南市議員：謝龍介                                                          |
| 第320集 | 2022-02-17 | 朱陰禿子漢子燕子？提名小組三缺二2022最大咖！韓國瑜成新人參政救星只做4年！謝龍介卻挺「他」戰台南黃珊珊罵誰豬頭？蔣萬安氣噗噗人身攻擊                     | 國民黨文傳會副主委：黃子哲、資深媒體人：陳揮文、時事評論員：黃揚明、視訊連線 前高雄市副發言人：白喬茵、台南市議員：謝龍介               |
| 第321集 | 2022-02-18 | 拒朱提名委員 侯友宜盧秀燕列海董治喪名單？黨中央硬上弓？燕子親曝內幕 要選快辭！呂秀蓮嗆陳時中:別當大家傻瓜其邁只怕他？黃捷黑高金「政治羅志祥」           | 前立法委員：郭正亮、台北市議員：徐巧芯、台北市議員：侯漢廷、台北市青工會總會長：滿志剛                                                  |
| 第322集 | 2022-02-21 | 朱立倫的金小刀?藍嗆改革傅崐萁祭旗羅智強有望?藍桃園混戰藏2024密碼?高金素梅心如止水李四川拜玉皇宮表態?龍介豬頭比西瓜好聲量爆 綠酸像韓國瑜                 | 資深媒體人：謝寒冰、前立法委員：郭正亮、台北市議員：徐巧芯、資深媒體人：朱凱翔                                                          |
| 第323集 | 2022-02-22 | 想2024都敗類?朱立倫罵人罵己?蹭韓螃蟹說 網笑:內鬥王不就朱?選舉等緣分... 挺高端挨罵時中覺得委屈高金拒2022怕綠糟蹋 李四川戰其邁有譜?                       | 資深媒體人：謝寒冰、資深媒體人：陳揮文、台北市青工會總會長：滿志剛、視訊連線 台南市議員：謝龍介                                         |
| 第324集 | 2022-02-23 | 陳建仁入黨 劍指2024！誓擋清德？周玉蔻名單 北北桃戰將 阿中無望？時中跪求選北市？狂捧蔡國家新希望大菊為重？張雅琴批白雙姝「殘破花瓶」                     | 資深媒體人：謝寒冰、前立法委員：郭正亮、台南市議員：謝龍介、資深媒體人：朱凱翔                                                          |
| 第325集 | 2022-02-24 | 555普丁密令不唬爛!拜登縮了不出兵 龍婆預言嚇歪!川普:下個台灣 連線遇大轟炸!CNN記者嚇急穿防彈衣 烏國人狼狽逃難遇恐襲...碰!肢體分離                         | 資深媒體人：謝寒冰、資深媒體人：陳揮文、時事評論員：黃揚明、視訊連線 在台烏克蘭人：鄭莎莎、前國安會秘書長：楊永明                       |
| 第326集 | 2022-02-25 | 36小時：烏克蘭淪亡倒數 普丁殺進基輔習近平出手!通話普丁 俄烏開啟對話恨拜登不出兵！澤倫斯基孤軍奮戰 盼俄對話蔡嗆制裁普丁 林昶佐閃兵卻求戰？               | 前立法委員：郭正亮、前駐紐西蘭大使：介文汲、台北市青工會總會長：滿志剛、台北市議員：徐巧芯、視訊連線 前國安會秘書長：楊永明             |
| 第327集 | 2022-02-28 | 和平VS.核戰 俄烏會談定生死 拜登末日軍機升空第三次世界大戰？普丁核武最高警戒烏克蘭成絞肉機？習近平助俄羅斯澤倫斯基人民當肉盾 沒落跑民調9成               | 資深媒體人：謝寒冰、前立法委員：郭正亮、前駐紐西蘭大使：介文汲、資深媒體人：朱凱翔                                                      |
| 第328集 | 2022-03-01 | 普丁瘋了?火海戰術平民死傷美憂非最壞時刻和談無果!俄轟炸彈之父 6歲女童亡傭兵斬首澤倫斯基!迪士尼制裁俄士兵被騙殺民臨終崩潰:媽這太難了!                     | 資深媒體人：謝寒冰、資深媒體人：陳揮文、前駐紐西蘭大使：介文汲、台北市青工會總會長：滿志剛、視訊連線 前國安會秘書長：楊永明             |
| 第329集 | 2022-03-02 | 欲取基輔先搶三城！普丁攻烏「終極戰略」核戰不是打嘴砲？普丁送情婦躲地下城拜登嗆準備好了 網友：準備7天有夠久澤倫斯基嗆俄滅種「孩子要活著」                | 資深媒體人：謝寒冰、前立法委員：郭正亮、國家暨國際事務專家：賴岳謙、前國安會秘書長：楊永明                                              |
| 第330集 | 2022-03-03 | 俄烏打仗台停電網酸＂我們都是烏克蘭人＂王美花將破產＂自請處分＂戀官位拜登求救習近平 紐時爆陸早知普丁開戰?佔赫爾松!後攻基輔＂斷水斷電斷糧食＂             | 前駐紐西蘭大使：介文汲、資深媒體人：陳揮文、資深媒體人：朱凱翔、國家暨國際事務專家：賴岳謙、視訊連線 台南市議員：謝龍介                 |
| 第331集 | 2022-03-04 | 普丁釀十倍車諾比?烏克蘭遭斷電逼降 隔板有眼砸美花蔡罩閨蜜不請雞排不下台 澤倫斯基嗆普丁怕死 面對面談不會咬你馬克宏憂最壞時刻未到 歐洲四國淪戰場           | 前立法委員：帥化民、前立法委員：郭正亮、台北市青工會總會長：滿志剛、台北市議員：徐巧芯、前駐紐西蘭大使：介文汲                          |
| 第332集 | 2022-03-07 | 澤倫斯基小命不保？美謀基輔淪陷流亡政府三次暗算失敗？普丁嗆活捉 烏斷尾炸橋俄羅斯轟機場 斷歐美「秘密基地」軍援拜登贈F-16逼給烏戰機 波蘭狠打臉             | 資深媒體人：謝寒冰、前立法委員：郭正亮、前駐紐西蘭大使：介文汲、資深媒體人：朱凱翔                                                      |
| 第333集 | 2022-03-08 | 普丁出兵真相曝!美烏合謀生化武器?澤倫斯基自爆藏身處「不怕任何人暗算」恐嚇拜登「下個就是你」白宮冷回不參戰台列不友善 蘇貞昌.王定宇嗨翻挨罵                | 資深媒體人：謝寒冰、資深媒體人：陳揮文、台北市青工會總會長：滿志剛、前駐紐西蘭大使：介文汲、視訊連線 前國安會秘書長：楊永明             |
| 第334集 | 2022-03-09 | 拜登棄烏論？美情報頭子爆基輔只能撐兩週澤倫斯基英雄夢碎？CNN控踩歐美紅線烏克蘭惡靈古堡...普丁毀核生化釀失控？習近平導彈來怎辦？蘇傻愣10秒GG了            | 資深媒體人：謝寒冰、前立法委員：郭正亮、資深媒體人：朱凱翔、前駐紐西蘭大使：介文汲                                                      |
| 第335集 | 2022-03-10 | 俄烏外長互嗆投降 普丁將見澤倫斯基95%軍勦烏東 肉搏巷戰「最壞惡夢」普丁真空彈反人類 核生化將毀世界？拜登阿聯求油遭拒 彭博嗆陸攻台三思                     | 前立法委員：帥化民、資深媒體人：陳揮文、資深媒體人：謝寒冰、時事評論員：黃揚明、視訊連線 台南市議員：謝龍介                             |
| 第336集 | 2022-03-11 | 普丁暴衝連三砲 進攻烏西開戰拜登？賀錦麗訪波蘭 美預言參戰俄烏衝突？人民公僕版權賺翻？控俄種族滅絕普丁嗆打不死更大尾 見澤倫斯基招降？                     | 前立法委員：帥化民、前立法委員：郭正亮、前駐紐西蘭大使：介文汲、台北市青工會總會長：滿志剛                                              |
| 第337集 | 2022-03-14 | 拜登講不聽偷軍援 普丁炸烏西傭兵基地澤倫斯基嗆導彈落北約 俄密謀烏東獨立白磷彈戰爭罪 俄防毒面具備生化戰?普丁罹癌失智?美控習近平金援給武器                 | 資深媒體人：謝寒冰、前立法委員：郭正亮、前立法委員：帥化民、資深媒體人：朱凱翔、台北市議員：徐巧芯、視訊連線 前國安會秘書長：楊永明     |
| 第338集 | 2022-03-15 | 普丁轟巴黎鐵塔？澤倫斯基預言火燒歐洲？拜登訪歐逼俄絕路 聯合國警示核武危機 倒數48小時 基輔緊急宵禁傳俄將強攻高金素梅轟綠 美國放屁小英響應                | 資深媒體人：謝寒冰、資深媒體人：陳揮文、國家暨國際事務專家：賴岳謙、台北市青工會總會長：滿志剛、時事評論員：嚴震生                      |
| 第339集 | 2022-03-16 | 別停戰！烏克蘭流血 拜登民調補血印度神童預悲劇 難民營驚爆性侵犯罪普丁洩習近平20大前攻台 美離開？安倍示警：陸曝野心統一台灣不遠了                         | 資深媒體人：謝寒冰、前立法委員：郭正亮、台南市議員：謝龍介、資深媒體人：朱凱翔、前駐紐西蘭大使：介文汲                                  |
| 第340集 | 2022-03-17 | 普丁怒批人渣 拜登開嗆戰犯西伯利亞傭兵助陣 誓滅極端主義普丁爆料 強國將提供核武給烏克蘭？習近平不甩拜登 國台辦狠酸蘇貞昌                                  | 前立法委員：帥化民、資深媒體人：陳揮文、資深媒體人：謝寒冰、時事評論員：嚴震生                                                          |
| 第341集 | 2022-03-18 | 習近平拜登攤牌時刻 爆俄烏戰黑幕美罵獨裁惡棍 陸嗆不受威脅普丁曝停戰條件只跟澤倫斯基談俄禁航烏東3路線封黑海斷糧                                           | 前立法委員：帥化民、前立法委員：郭正亮、前駐紐西蘭大使：介文汲、台北市青工會總會長：滿志剛                                              |
| 第342集 | 2022-03-21 | 普丁極音速導彈 威嚇核戰夷平世界？習近平籲美調停 籲解鈴還須繫鈴人澤倫斯基拿諾貝爾？拜登不敢去烏克蘭美四不一無意反台獨 蔡調海陸蛙人保命？                 | 資深媒體人：謝寒冰、前立法委員：郭正亮、資深媒體人：朱凱翔、視訊連線 前國安會秘書長：楊永明                                             |
| 第343集 | 2022-03-22 | 6秒臉9轟 馬里烏波爾亞速營化灰燼澤倫斯基戀戰?和談公投全民投降?極音速匕首破防 拜登認擋不住普丁共軍武裝南海 東航斷崖空難爆劫機?                            | 資深媒體人：謝寒冰、資深媒體人：陳揮文、前駐紐西蘭大使：介文汲、台北市青工會總會長：滿志剛                                              |
| 第344集 | 2022-03-23 | 8巡弋飛彈轟敖德薩 鎖定基輔終極兵器超越匕首 馬里烏波爾冰冷地獄反制拜登訪歐 普丁公布核武時機 澤倫斯基求助習近平 讚陸中立破美陰謀                          | 資深媒體人：謝寒冰、前立法委員：郭正亮、前駐紐西蘭大使：介文汲、資深媒體人：朱凱翔、視訊連線 國民黨台南市長參選人：謝龍介               |
| 第345集 | 2022-03-24 | 俄炸陸橋烏引洪水 基輔亂站崗惡戰滿月 烏人許願只盼遺體完整 習近平救澤倫斯基 拜登北約內鬼毀和平前蘇聯軍官爆 普丁吞敗關鍵是台灣？                           | 資深媒體人：謝寒冰、資深媒體人：陳揮文、前海軍艦長：呂禮詩、視訊連線 前立法委員：林郁方                                                 |
| 第346集 | 2022-03-25 | 美組北約八國聯軍 討伐俄羅斯血流乾拜登三紅線絆習近平 把中國撕成碎片普丁5/9勝利日 腥紅基輔狂爆蕈狀雲波蘭維和軍入烏？俄嗆探頭十公尺就攻擊                  | 國家暨國際事務專家：賴岳謙、前立法委員：郭正亮、前海軍艦長：呂禮詩、台北市青工會總會長：滿志剛                                          |
| 第347集 | 2022-03-28 | 普丁首射龍捲風 火箭雨解放烏東 烏克蘭淪南北韓？澤倫斯基中立討饒拜登罵普丁屠夫應下台 英德法嗆美閉嘴 美不敢制裁習近平 印度搶便宜焦煤助俄？                 | 資深媒體人：謝寒冰、前立法委員：郭正亮、前駐紐西蘭大使：介文汲、資深媒體人：朱凱翔                                                      |
| 第348集 | 2022-03-29 | 拜登自認正義拒道歉 罵普丁世界賤民澤倫斯基賣拜登爆歐美虛偽嘴臉盧布買天然氣歐盟崩潰普丁還有殺招？習近平訪沙國聯印拉俄 抗美博弈棋局                        | 資深媒體人：謝寒冰、資深媒體人：陳揮文、前海軍艦長：呂禮詩、台北市青工會總會長：滿志剛                                                  |
| 第349集 | 2022-03-30 | 拜登不信普丁停戰 自爆美軍早入烏克蘭？美印太戰略撞牆？中俄外長訪印度 東協受挫？拜登拉李顯龍制習近平？中歐峰會聚焦俄烏 美國遭邊緣化？                     | 資深媒體人：謝寒冰、前立法委員：郭正亮、前駐紐西蘭大使：介文汲                                                                          |
| 第350集 | 2022-03-31 | 印度神童看俄烏 歐美快垮？台灣恐戰？普丁斷天然氣 德國竟用牛糞發電？印度主持人爆紅！嗆拜登烏克蘭死你賺錢 習近平踩歐洲進拉美 美印太撞牆後院起火            | 前立法委員：帥化民、台南市議員：謝龍介、資深媒體人：陳揮文、資深媒體人：謝寒冰                                                          |
| 第351集 | 2022-04-01 | 拜登怕普丁輸丟核彈 美退將爆逼烏妥協普丁挾天然氣以令歐洲 4/1誰斷氣?印度主持人嗆拜登 不屑當美國盟友習近平中歐突圍 李顯龍:制裁陸美自傷                     | 國家暨國際事務專家：賴岳謙、前立法委員：郭正亮、前海軍艦長：呂禮詩、台北市青工會總會長：滿志剛、視訊連線 政大外交系副教授：黃奎博       |
| 第352集 | 2022-04-04 | 基輔400命亂葬坑 俄烏互控下毒手拜登爆狂買俄石油 普丁毀美元霸權印主持人嗆拜登霸凌 習近平按讚朱立倫魚死網破 恐嚇羅智強「就是不要你」                       | 資深媒體人：謝寒冰、前立法委員：郭正亮、前海軍艦長：呂禮詩、資深媒體人：朱凱翔、視訊連線 台北市議員：徐巧芯                             |
| 第353集 | 2022-04-05 | 女屍驚見納粹萬字 俄控亞速營行刑CNN：制裁無用 普丁兩神器引北約內戰阿納布爆拜登派CIA密訓烏克蘭獨！神祕民調做掉羅智強竟是他選桃園？                        | 資深媒體人：謝寒冰、資深媒體人：陳揮文、前駐紐西蘭大使：介文汲、視訊連線 台北市議員：徐巧芯                                             |
| 第354集 | 2022-04-06 | 澤倫斯基失控！嗆紐倫堡酷刑審普丁拜登射高超音速導彈 折斷普丁匕首習近平南極射導彈 美英澳太空戰攔截俄鎖糧食釀大饑荒 阿納布嘆烏克蘭自找的                   | 資深媒體人：謝寒冰、資深媒體人：朱凱翔、前立法委員：帥化民、前立法委員：郭正亮、台北市議員：羅智強                                      |
| 第355集 | 2022-04-07 | 血戰在即？基輔急喊烏東快逃命拜登爆資助普丁？中印抓布查屠夫美列中俄獨裁軸心 習近平嗆北約走出歷史裴洛西訪台惹毛解放軍？美稱台灣非國家                     | 前立法委員：帥化民、資深媒體人：陳揮文、資深媒體人：謝寒冰、前國安會秘書長：楊永明                                                      |
| 第356集 | 2022-04-08 | 拜登又失言？上戰場宰普丁 白宮急滅火阿納布訪澤倫斯基 揭美虐烏克蘭真相印度靠普丁撐腰 逼拜登低頭賣核潛艦裴洛西怕習近平？爆取消訪台內幕                     | 國家暨國際事務專家：賴岳謙、前立法委員：郭正亮、台北市青工會總會長：滿志剛、台北市議員：侯漢廷、視訊連線 政大外交系副教授：黃奎博       |
| 第357集 | 2022-04-11 | 金小胖諷拜登虛弱老人 川普譏只會讀稿拜登迫莫迪圍習近平 強生赴烏變美國狗13公里坦克海 敘利亞屠夫勦烏東阿納布嗆拜登收視王 美兵推台勝陸                      | 資深媒體人：謝寒冰、前立法委員：郭正亮、前駐紐西蘭大使：介文汲                                                                          |
| 第358集 | 2022-04-12 | 拜登慘被莫迪洗臉 印度繼續爽買石油21世紀最大決戰 烏嗆軍力世界第二拜登玩抖音 民調暴跌找網紅洗腦國人印背叛印太戰略 美怕日倒戈習近平?                       | 資深媒體人：謝寒冰、資深媒體人：陳揮文、台北市青工會總會長：滿志剛、視訊連線 政大外交系副教授：黃奎博                                   |
| 第359集 | 2022-04-13 | 普丁嗆談判死胡同 死亡收割機滅烏東拜登恐嚇莫迪 查人權迫害逼印度低頭運20跨北約送彈 趙立堅咬美軍售台習近平普丁毀衛星武器 斷美阿基里斯腱                    | 國家暨國際事務專家：賴岳謙、前立法委員：郭正亮、資深媒體人：謝寒冰                                                                      |
| 第360集 | 2022-04-14 | 北約逼普丁出手 俄核武移防芬蘭駁拜登種族滅絕論 馬克宏：俄烏是兄弟美油價漲民怨飆 川普狂譏拜登民調低AUKUS圍習近平趙立堅一句話嗆爆                          | 資深媒體人：朱凱翔、資深媒體人：陳揮文、視訊連線 台南市議員：謝龍介                                                                     |
| 第361集 | 2022-04-15 | 害慘馬克宏惹毛蕭茲德法分手澤倫斯基？俄坦克踏平亞速營爆莫斯科號砲擊陰謀習近平破北約東擴美自爆鎖定中國30年美控陸囤糧自肥 爆印度轉賣俄油賺血錢？           | 台北市青工會總會長：滿志剛、前立法委員：郭正亮、前駐紐西蘭大使：介文汲                                                                  |
| 第362集 | 2022-04-18 | 馬斯克擊沈莫斯科號？普丁報仇毀衛星鏈印度東協不甩拜登沙國叛美拉習近平援俄歐洲稀土靠中國習近平不讓普丁垮台美沒輒？拜登跟空氣握手...詭異影片嚇壞網友       | 資深媒體人：謝寒冰、前立法委員：郭正亮、前駐紐西蘭大使：介文汲                                                                          |
| 第363集 | 2022-04-19 | 普丁陰間使者 俄烏血戰魂斷頓巴斯美斷俄疫苗死窮國 英推難民非洲等死委內瑞拉記拜登血仇 學印度叫拜登滾馬克宏需要習近平美離間中歐踢鐵板                       | 資深媒體人：謝寒冰、資深媒體人：陳揮文、台北市青工會總會長：滿志剛、視訊連線 前立法委員：帥化民                                         |
| 第364集 | 2022-04-20 | 武裝盧布能源普丁發動第一次世界經濟大戰 德國只能洗屁股胳肢窩 英國沒油賣炸魚薯條抗俄靠綠電 歐75%太陽能板陸製拜登搶石油毀委國 習近平幫報國仇               | 國家暨國際事務專家：賴岳謙、前立法委員：郭正亮、資深媒體人：謝寒冰                                                                      |
| 第365集 | 2022-04-21 | 嚇歪歐美逼烏軍最後訣別 印尼判美搶俄油 發戰爭財印度2.0拜登民調剩35% G20抗俄離席竟沒人鳥？中美防長嗆堵台灣 習近平博鰲狠酸拜登                             | 資深媒體人：朱凱翔、國民黨口譯哥：黃裕鈞、資深媒體人：陳揮文、國民黨文傳會副主委：黃子哲、視訊連線 台南市議員：謝龍介                   |
| 第366集 | 2022-04-22 | 拜登遣鳳凰幽靈 普丁開打北極大戰戈巴契夫.川普神預言 澤倫斯基認輸討2兆？強生印度耍寶被譙 武契奇親中挺俄被恐嚇習近平嗆美雙標管太多 解放軍燒美後院          | 前立法委員：郭正亮、前駐紐西蘭大使：介文汲、台北市青工會總會長：滿志剛                                                                  |
| 第367集 | 2022-04-25 | 馬克宏連任歐盟秒甩拜登:盧布買能源鐵桿生鏽？日外交藍皮書揭美霸權殞落又跟空氣握手...川普轟拜登走向地獄習近平索羅門備戰 航母三胎055射鷹擊21                | 資深媒體人：謝寒冰、前立法委員：郭正亮、前駐紐西蘭大使：介文汲                                                                          |
| 第368集 | 2022-04-26 | 馬克宏熱線習近平普丁 拒接拜登爆心結CIA援烏陰謀！美爆讓俄弱到無法重建盧布綁黃金滅美元霸權 歐洲暴棄美潮川普再點台灣小心 中美所國角力危印太                | 資深媒體人：謝寒冰、前駐紐西蘭大使：介文汲、資深媒體人：陳揮文                                                                          |
| 第369集 | 2022-04-27 | 普丁剿馬里烏波爾碉堡藏大咖?總統令掐北約咽喉波蘭保加利亞即刻斷氣拜登40國聯軍堵拉美怒火習近平踩美後院尼加拉瓜轟拜登詐騙 OAS暴棄美潮                       | 國家暨國際事務專家：賴岳謙、前立法委員：郭正亮、資深媒體人：謝寒冰                                                                      |
| 第370集 | 2022-04-28 | 普丁閃電戰嚇壞拜登美認無力軍援烏？俄驚爆！暗殺記者陰謀兇手是他？解放軍8面向優於台軍英狂言北約護台 巴基斯坦孔院3死恐攻陸：中國人血不能白流               | 前海軍艦長：呂禮詩、資深媒體人：陳揮文、台大哲學系教授：苑舉正、視訊連線 前立法委員：雷倩                                               |
| 第371集 | 2022-04-29 | 普丁被逼牆角 轟基輔羞辱聯合國？俄媒爆料！拜登波蘭密謀奪烏西？以習近平為名 美軸心法把普丁當希特勒打北約東擴印太？汪文斌嗆搞完歐洲搞亞洲                  | 前立法委員：帥化民、前立法委員：郭正亮、前駐紐西蘭大使：介文汲、視訊連線 台南市議員：謝龍介                                             |
| 第372集 | 2022-05-02 | 裘莉訪烏暖難民 裴洛西基輔出張嘴普丁200秒核彈滅全球 拜登災難的一天？普丁制裁谷歌 美四大科技巨頭慘賠美驅逐艦擾台海 習近平掐德英反華咽喉                   | 資深媒體人：謝寒冰、前立法委員：郭正亮、前駐紐西蘭大使：介文汲                                                                          |
| 第373集 | 2022-05-03 | 普丁放納粹?80平民撤亞速鋼鐵廠畫面曝拜登殺紅眼?老婆吃烏克蘭血饅頭中防長訪中東 伊朗爆美恐怖真面目拜登最怕習近平這件事...十年後說中國話                    | 資深媒體人：謝寒冰、前駐紐西蘭大使：介文汲、資深媒體人：陳揮文                                                                          |
| 第374集 | 2022-05-04 | 拜登衝洛馬秀肌肉 盤整軍備誓滅普丁馬克宏普丁兩小時廢話...神仙難救俄烏美媒爆猛料 拜登挺墮胎權救期中大選習近平成救命稻草？美抗通膨向中國低頭？             | 資深媒體人：謝寒冰、前立法委員：郭正亮、前海軍艦長：呂禮詩                                                                              |
| 第375集 | 2022-05-05 | 亞速大魚落網！澤綸斯基放話弄死普丁 教宗槓拜登！痛批北約狂吠害烏克蘭拜登沒朋友 印太怕習近平拒美導彈伊朗.委內瑞拉起義！中俄印18國抗美                     | 資深媒體人：朱凱翔、資深媒體人：陳揮文、視訊連線 立法委員：江啟臣                                                                       |
| 第376集 | 2022-05-06 | 末日戰機破空 北約亂吠逼普丁同歸於盡？以色列息怒！俄緊急致歉阻鐵穹援烏？多怕中國？英日防禦協議反威脅印太？美防長爆：習近平是步步進逼的威脅               | 前立法委員：帥化民、前立法委員：郭正亮、前駐紐西蘭大使：介文汲                                                                          |
| 第377集 | 2022-05-09 | 普丁勝利日凖心瞄北約:逼我侵烏亞速鯊魚是他兒子?拜登派老婆救人?CNN爆拜登不歸路 強生慘輸習近平親中才有票?菲大選小馬可仕勝算大                              | 資深媒體人：謝寒冰、前立法委員：郭正亮、前駐紐西蘭大使：介文汲                                                                          |
| 第378集 | 2022-05-10 | 比拜登還大尾?馬斯克星鏈護亞速鯊?紅場閱兵五大不尋常普丁揭拜登瘡疤反美愛抖音小馬可仕破拜登印太島鏈習近平勸蕭茲顧人民法11萬人拒當美附庸                    | 資深媒體人：謝寒冰、前海軍艦長：呂禮詩、資深媒體人：陳揮文                                                                              |
| 第379集 | 2022-05-11 | 普丁圍亞速鯊 擱淺末日拜登滅口?二戰老兵嘆拜登無情 美民調43%烏必輸馬克宏蕭茲密謀脱美 拉習當歐洲共主普丁杜特蒂一樣狂!小馬可仕反美殺無赦?                   | 資深媒體人：謝寒冰、前立法委員：郭正亮、前駐紐西蘭大使：介文汲                                                                          |
| 第380集 | 2022-05-12 | 亞速內鬼求教宗救命 拜登派海豹獵鯊蛇島惡戰再臨 普丁斷澤倫護國龍脈華府峰會成東盟瘟神？杜特蒂：決不戰中國拜登向人民幣低頭？習笑納取消關稅                  | 台大哲學系教授：苑舉正、資深媒體人：朱凱翔、資深媒體人：陳揮文                                                                          |
| 第381集 | 2022-05-13 | 亞速鯊是美高官?烏認:敏感訊息撤1.2兆軍援買奶粉?馬斯克譙拜登很愛演盧布打趴歐元 英電價飆每戶十萬羞辱東盟只給1.5億 習近平十倍投資狠甩拜登                   | 前立法委員：帥化民、前立法委員：郭正亮、前駐紐西蘭大使：介文汲                                                                          |
| 第382集 | 2022-05-16 | 普丁火燒煉獄狙殺亞速鯊舉白旗求習近平澤倫拿援助買豪車烏人求普丁炸光馬克宏求阿聯救命拜登缺奶粉民調新低把東盟當乞丐？施捨0.15億辱汶萊？                    | 資深媒體人：謝寒冰、前立法委員：郭正亮、前駐紐西蘭大使：介文汲                                                                          |
| 第383集 | 2022-05-17 | 亞速鋼鐵廠投降烏克蘭認輸!誰糗了?普丁掐拜登咽喉亞速鯊藏新冠肺炎真相?未爆彈禍害300年習近平幫東盟報拜登血仇拜登像老鼠偷油 敘利亞抓包：海盜！               | 資深媒體人：謝寒冰、前海軍艦長：呂禮詩、資深媒體人：陳揮文                                                                              |
| 第384集 | 2022-05-18 | 繳械搜身亞速納粹下場很難看亞速鯊死刑?烏人控:烏軍躲我家開槍1.5兆援烏洗錢?美議員爆:錢落拜登口袋習近平銀彈建千里路拜登未爆彈奪十萬命                       | 資深媒體人：謝寒冰、前立法委員：郭正亮、前駐紐西蘭大使：介文汲                                                                          |
| 第385集 | 2022-05-19 | 習近平破拜登印太捆龍索8個字怒噴美日經濟垮防疫爛美媒諷拜登不死老喬『X的!我才不怕你』越總理幫東盟罵拜登?亞速鯊竟是恐怖份子?爆美國急滅口                   | 資深媒體人：朱凱翔、前海軍艦長：呂禮詩、資深媒體人：陳揮文                                                                              |
| 第386集 | 2022-05-20 | 亞速鯊是中國兵聖?孫子兵法助烏撐82天?嬰兒沒奶喝魂斷拜登?17億人沒飯吃爆糧荒得罪中還想贏?龍蝦斷莫里森連任夢?越南總理爆粗口習近平斬拜登印太枷鎖             | 前立法委員：郭正亮、前駐紐西蘭大使：介文汲、台北市青工會總會長：滿志剛、台大哲學系教授：苑舉正                                          |
| 第387集 | 2022-05-23 | 拜登日韓被嗆滾蛋 特勤爆痛扁韓國人落跑習近平拉巴鐵反印太 拜登嗆派兵救台澳新總理說中文 華裔外長修補親美抗中?拜登想甩亞速鯊?美議員:跟中國借錢軍援          | 前立法委員：郭正亮、前駐紐西蘭大使：介文汲、資深媒體人：謝寒冰                                                                          |
| 第388集 | 2022-05-24 | IPEF空手套白狼?印澳剋死拜登?印太十三太保懼習近平 李顯龍:中國無法取代拜登短路?悔派兵護台:維持戰略模糊 普丁曝亞速納粹窩惡鯊現形?                          | 資深媒體人：謝寒冰、台大哲學系教授：苑舉正、資深媒體人：陳揮文、台北市青工會總會長：滿志剛                                              |
| 第389集 | 2022-05-25 | 習近平獵槍瞄豺狼北韓飛彈送行IPEF中俄戰機巡航嚇日韓央視播珍珠港酸美日拜登翹腳辱天皇尹錫悅敬禮美惹眾怒捍衛戰士2挺台?阿湯哥穿回台國旗                      | 資深媒體人：謝寒冰、前立法委員：郭正亮、前駐紐西蘭大使：介文汲                                                                          |
| 第390集 | 2022-05-26 | 拜登豺狼末日澳總理預言校園21死血案？NBA怒了!勇士教頭柯爾淚轟拜登超廢金融巨鱷搶救亞速鯊 普丁屯兵剿烏東習近平狙擊林肯號美末日戰機現蹤日本                 | 資深媒體人：朱凱翔、資深媒體人：陳揮文、視訊連線 前立法委員：帥化民                                                                     |
| 第391集 | 2022-05-27 | 普丁6秒擊殺納粹魚叉擊沈黑海艦隊？澤倫斯基再謝習近平拜登密謀打回莫斯科？臉上抹同學的血德州女童裝死撿回一命王毅造太平洋鎖鏈勒拜登跛腳印太盟               | 前立法委員：郭正亮、前海軍艦長：呂禮詩、台大哲學系教授：苑舉正                                                                          |
| 第392集 | 2022-05-30 | 馬克宏求放2500亞速鯊 普丁開放條件...亞速納粹獵殺名單驚見叛徒澤倫斯基中澳太平洋交手 習近平斷拜登印太拐杖 拜登妄想征服地球 尼國總統嗆精神分裂             | 前立法委員：郭正亮、前駐紐西蘭大使：介文汲、資深媒體人：謝寒冰                                                                          |
| 第393集 | 2022-05-31 | 祝賀通話藏機鋒 習近平嗆拜登獨裁必勝？拜登沒收遠程武器澤倫斯基成棄子等死？美洲峰會黃了拉美反峰會點火燒拜登後院馬克宏怒了！法國記者驚傳遭俄軍射殺？       | 資深媒體人：謝寒冰、資深媒體人：陳揮文、台北市青工會總會長：滿志剛、視訊連線 台南市議員：謝龍介                                         |
| 第394集 | 2022-06-01 | 普丁狂言:4枚薩爾馬特夷平美國全境拜登不給武器 恐吞基輔歇斯底里的報復？眾叛親離！赫爾松批澤倫西方主子的人質伊朗討美國血債 拉習近平普丁抗美三結義          | 前立法委員：郭正亮、前駐紐西蘭大使：介文汲、資深媒體人：謝寒冰                                                                          |
| 第395集 | 2022-06-02 | 就民調出賣靈魂?拜登狂買普丁石油救通膨出賣國家?拜登賣美國給習近平拜登同框BTS蹭流量 網:美國少年不防彈亞速鯊死在沙灘上!俄軍證實:美國有份                   | 資深媒體人：朱凱翔、前海軍艦長：呂禮詩、資深媒體人：陳揮文                                                                              |
| 第396集 | 2022-06-03 | 俄烏血站百日 普丁奪1/5烏克蘭 拜登送海馬斯火箭 烏狂言殺進俄羅斯 拜登逼俄降價賣油 印度爆：美國一直偷買蒙古助攻 習近平拉普丁中吉烏鐵路控歐亞               | 台大哲學系教授：苑舉正、前立法委員：郭正亮、台北市青工會總會長：滿志剛、視訊連線 前立法委員：帥化民                                     |
| 第397集 | 2022-06-06 | 拜登騙割地求和？烏軍叛變斬首澤倫普丁嗆毀西方城市：像敲碎堅果一樣加澳軍機闖南海比中指被共機小鋁塊嚇死拜登拒邀古巴三國左派拉美抵制美洲峰會                | 前立法委員：郭正亮、台大哲學系教授：苑舉正、資深媒體人：謝寒冰                                                                          |
| 第398集 | 2022-06-07 | 拜登遣美加澳軍機竊南海潛艦機密？日印密建軍事據點打擊陸海上民兵？習近平友拉美毀美洲峰會？拜登遭諷掉進馬桶塞國遭報復 武契奇成頭號黑名單？                 | 資深媒體人：謝寒冰、資深媒體人：陳揮文、台北市青工會總會長：滿志剛、視訊連線 台南市議員：謝龍介                                         |
| 第399集 | 2022-06-08 | 美又宣布緊急狀態!拜登再甩鍋普丁 德俄竊聽風雲爆美非法監控梅克爾 習近平密建柬埔寨海軍基地?拜登跳腳馬克宏遭圍剿 武契奇爆:有人想砍我頭                      | 資深媒體人：謝寒冰、前立法委員：郭正亮、前駐紐西蘭大使：介文汲                                                                          |
| 第400集 | 2022-06-09 | 柬國搶當柬鐵中柬陸海空結盟開斯拜登 小馬可仕慶中菲友誼美印太爆東盟破口澤倫苦求習近平出手終結俄烏戰美加澳炒威脅論香格里拉鴻門宴圍殺中國？                 | 台大哲學系教授：苑舉正、資深媒體人：朱凱翔、資深媒體人：陳揮文                                                                          |
| 第401集 | 2022-06-10 | 33國分6億拜登美洲峰會辱拉美沒底線 香會中美龍虎鬥李顯龍勸美別擋習近平普丁自彼得大帝：沒強佔只是收復 俄印翻臉！普丁不爽莫迪這樣幹                         | 台大哲學系教授：苑舉正、前立法委員：郭正亮、前駐紐西蘭大使：介文汲                                                                      |
| 第402集 | 2022-06-13 | 習近平四不亮劍警告拜登：想對抗？奉陪到底 香會圍剿中國撞牆 東盟.紐澳摔碎美帝招牌 拜登馬克宏加北約賣了烏克蘭 委國伊朗結盟難兄難弟絕殺美洲峰會             | 前立法委員：郭正亮、前駐紐西蘭大使：介文汲、資深媒體人：謝寒冰                                                                          |
| 第403集 | 2022-06-14 | 趁拜登病要美國命突厥聯軍助普丁G8 中美交鋒4.5H楊潔篪蘇利文鋪路習拜會鎖台海習近平鷹擊21瞄拜登三航母 美向盧布低頭20億付太空船票                            | 資深媒體人：謝寒冰、資深媒體人：陳揮文、台北市青工會總會長：滿志剛、視訊連線 台南市議員：謝龍介                                         |
| 第404集 | 2022-06-15 | 習近平一通電話...熱線普丁終結俄烏戰爭？直擊003航母對標美韓軍艦制霸南海 習戳瞎五眼聯盟 紐澳向人民幣低頭？普丁三馬威嚇拜登 馬克宏憂戰時經濟               | 前立法委員：郭正亮、資深媒體人：謝寒冰、前駐紐西蘭大使：介文汲                                                                          |
| 第405集 | 2022-06-16 | 習普通話壓倒拜登中俄建立全球新秩序習近平豪取停戰紅利拜登灑十億破梗 法德義密訪基輔馬克宏超悲觀預測導彈魚雷上膛長沙艦一敵三纏鬥美軍47H                    | 資深媒體人：朱凱翔、資深媒體人：陳揮文、台大哲學系教授：苑舉正                                                                          |
| 第406集 | 2022-06-17 | 003下水習近平6航母群戰拜登勇敢之盾福建艦制霸密碼電彈核動力比肩美航母馬克宏討抱澤倫臭臉賞空襲警報尼國開拉美山海關普丁闖拜登後院軍演                      | 前立法委員：郭正亮、前駐紐西蘭大使：介文汲、台北市青工會總會長：滿志剛、視訊連線 前立法委員：帥化民                                     |
| 第407集 | 2022-06-20 | 拜登又跌狗吃屎 普丁：未來屬習近平 095核潛艦曝中俄深藍武力恫嚇美日 中國陸基中段反導五連勝超美 哥國左翼勝習近平金磚敲響拜登拉美喪鐘                       | 前立法委員：郭正亮、前駐紐西蘭大使：介文汲、資深媒體人：謝寒冰                                                                          |
| 第408集 | 2022-06-21 | 中美矛盾對決陸基中段反導鎖美三叉戟擋不住習近平003拜登棄第一島鏈?圍堵中俄新勢力?日拉韓紐澳點印太戰火泰國哥國棄拜登?美國人:因他缺德                       | 資深媒體人：謝寒冰、資深媒體人：陳揮文、台北市青工會總會長：滿志剛、視訊連線 台大政治學系教授：左正東                                   |
| 第409集 | 2022-06-22 | 運20延展續航空優陸29戰機編隊巡台海中國晶圓爆走拜登再端涉疆惡法德州喊脫美獨立拜登吼記者不認經濟衰敗尼泊爾拒地緣博弈附和習斷美軍事合作                    | 前立法委員：郭正亮、資深媒體人：謝寒冰、前駐紐西蘭大使：介文汲                                                                          |
| 第410集 | 2022-06-23 | 習近平塔台普丁唱戲金磚五國組全球抗美聯盟拜登北約G7護身習近平痛擊美霸權傲慢立陶宛仗北約撐腰普丁真動手？習命名福建艦衝台海？太平島擴建抗中基地？          | 資深媒體人：朱凱翔、台大哲學系教授：苑舉正、資深媒體人：陳揮文                                                                          |
| 第411集 | 2022-06-24 | 普丁殺招再出盧布結算令2.0絕殺拜登習近平北機南艦鎖印太拜登三峰會急續命中國插旗非洲之角強生急訪盧安達滅火伊朗亮劍擁核警戒恫嚇拜登中東行                   | 前立法委員：郭正亮、前駐紐西蘭大使：介文汲、台北市青工會總會長：滿志剛、台大哲學系教授：苑舉正                                          |
| 第412集 | 2022-06-27 | G7露肌嗆普丁拜登六千億對撞一帶一路 普丁核武先轟倫敦打爆盎格魯薩克遜 別管福建艦CNN:這四種船更可怕岸田文雄挾美自重北約闖中俄深水區                        | 前立法委員：郭正亮、前駐紐西蘭大使：介文汲、資深媒體人：謝寒冰                                                                          |
| 第413集 | 2022-06-28 | 伊朗阿根廷搶入金磚拜登G7淪爛尾詐騙?印尼洗臉拜登邀普丁出席G20岸田文雄扮神風特攻為抗中自殘?拜登白跑中東馬克宏爆:沙特阿聯拒增產石油                        | 資深媒體人：謝寒冰、資深媒體人：陳揮文、台北市青工會總會長：滿志剛、視訊連線 台大政治學系教授：左正東                                   |
| 第414集 | 2022-06-29 | 北約內鬨法德愛人民幣拒抗中國日韓拿來湊岸田尹錫悅甘當拜登墊腳石拜登:不想回美國網友驚喜:好主意!普丁訪中亞後院土耳其放行瑞典芬蘭入北約                     | 前立法委員：郭正亮、資深媒體人：謝寒冰、前駐紐西蘭大使：介文汲                                                                          |
| 第415集 | 2022-06-30 | 習近平為明珠出關 稱香港浴火重生王岐山賀菲國總統就職 小馬可仕未邀台灣抗中賭命當砲灰 美國羞辱日韓無極限拜登無視握手尹錫悅 韓網友怒：國恥                  | 資深媒體人：朱凱翔、台大哲學系教授：苑舉正、資深媒體人：陳揮文                                                                          |
| 第416集 | 2022-07-01 | 習訪港佈局深港澳 英美開酸違反承諾 美國防硬傷極音速導彈試射二度失敗尹錫悅玩火上癮經濟脫中討好拜登?G7比胸肌?普丁神回嗆:他們令人作嘔                       | 前立法委員：帥化民、前立法委員：郭正亮、台大哲學系教授：苑舉正、台北市青工會總會長：滿志剛                                              |
| 第417集 | 2022-07-04 | 習近平架空巴撞殘波音45兆銀彈重轟美航空業｜陸汽車製造雙霸德豪車中國買最多｜普丁熱死岸田文雄釜底抽薪斷薩哈林｜菲律賓露獠牙重提南海仲裁軍購抗中？          | 前立法委員：郭正亮、前駐紐西蘭大使：介文汲、資深媒體人：謝寒冰                                                                          |
| 第418集 | 2022-07-05 | 獨!馬克宏密商習近平擊落波音北京1.1兆搞定歐盟C919獲歐盟適航證 最慘國慶遭逼宮拜登取消對華關稅?中俄軍艦闖釣魚台習普重手逼垮日韓                            | 資深媒體人：謝寒冰、資深媒體人：陳揮文、台北市青工會總會長：滿志剛、視訊連線 台大政治學系教授：左正東                                   |
| 第419集 | 2022-07-06 | 買空巴救普丁?習近平一箭四雕整垮歐美 陸湄公河行動拉東盟王毅布林肯密商習拜會習開拜登後門?中企滲透美空軍基地?小馬可仕迎王毅加強軍事合作                      | 前立法委員：郭正亮、前駐紐西蘭大使：介文汲、資深媒體人：謝寒冰                                                                          |
| 第420集 | 2022-07-07 | 英相強生辭黨魁 卻賴著首相大位?王毅見小馬可仕 送習近平軍事命令?G20外長會日本韓國被中國排擠?澳洲跪拜北京?比雅迪成澳名流新寵?                              | 政大教授：湯紹成、台大政治學系教授：左正東、資深媒體人：陳揮文                                                                          |
| 第421集 | 2022-07-08 | 安倍晉三的冤?維安鬆散才要命案有蹊蹺?前海上自衛隊軍官奉命行兇?誰殺了安倍?昨改行程今就遇襲有內鬼?強生無下限?霸首相位為辦豪華婚禮?                         | 前立法委員：帥化民、政大教授：湯紹成、台北市青工會總會長：滿志剛、前立法委員：郭正亮                                                    |
| 第422集 | 2022-07-11 | 王毅甩四份清單G20逼布林肯認錯拜登得中國恐懼症求見習近平給解方?轟20破第二島鏈搶先美B21試飛?中澳還有得玩澳不圍堵中只為人民幣?                             | 前立法委員：郭正亮、前駐紐西蘭大使：介文汲、資深媒體人：謝寒冰                                                                          |
| 第423集 | 2022-07-12 | 習近平下清單底線 逼美加放孟晚舟 拜登懼中美失控設護欄賣台灣換習拜會?沙特伊朗破鏡重圓美防中俄伊鐵三角 澳洲悍拒四清單紐西蘭勸別跟中俄作對                  | 資深媒體人：謝寒冰、資深媒體人：陳揮文、台北市青工會總會長：滿志剛、視訊連線 台大政治學系教授：左正東                                   |
| 第424集 | 2022-07-13 | 中俄伊聯軍殺進拜登拉美後院?習近平.普丁 委內瑞拉大軍演? 拜登中東耍陰招伊朗鐵哥破美抗中局五眼AUKUS玩完了 紐西蘭重擊美澳野心                               | 前立法委員：郭正亮、前駐紐西蘭大使：介文汲、資深媒體人：謝寒冰                                                                          |
| 第425集 | 2022-07-14 | 不甩拜登武力制裁 伊朗:愛拚才會贏 習近平挖空拜登牆角美三盟友投金磚 人民幣破美油元霸權 印度端盧比參戰G7醜聞連爆馬克宏將步強生後塵?                        | 淡江大學國際事務與戰略研究所教授：王高成、台大政治學系教授：左正東、資深媒體人：陳揮文                                                  |
| 第426集 | 2022-07-15 | 拜登政變危機? 3成美國人想拿槍造反 鐵路罷工!碼頭停擺!美通膨惡夢難醒紐西蘭窮到吃蝸牛 歐元英鎊快變廢紙?沙特玩死美國入金磚逼拜登低頭                        | 前立法委員：郭正亮、政大教授：湯紹成、台大政治學系教授：左正東                                                                          |
| 第427集 | 2022-07-18 | 沙特王儲不講武德 爆揍80歲拜登中東行除了被羞辱 拜登陰謀全落空中越菲結盟抗美 歐盟求習近平救命?前英相布萊爾:中國終結西方時代                               | 前立法委員：郭正亮、前駐紐西蘭大使：介文汲、資深媒體人：謝寒冰                                                                          |
| 第428集 | 2022-07-19 | 普丁訪伊朗 羞辱美帝再毀美元霸權馬克宏補刀拜登 偷找阿聯買油自救習近平邀北京見?搶拜登G20盟友?中國裂解美歐 法德義西難不說?                                 | 前駐紐西蘭大使：介文汲、資深媒體人：謝寒冰、資深媒體人：陳揮文、台北市青工會總會長：滿志剛                                              |
| 第429集 | 2022-07-20 | 拜登恐怖失言如喪屍 美瀕內戰邊緣?普丁罰站一分鐘 土耳其拒談敘利亞衝突?金磚吸乾美國血油中俄伊斷歐洲生路習近平狂拋美債全球陪葬美元墳場?                     | 前立法委員：郭正亮、前駐紐西蘭大使：介文汲、資深媒體人：謝寒冰                                                                          |
| 第430集 | 2022-07-22 | 拜登自爆確診又罹癌 習近平終於打來了美軍恐嚇警告!裴洛西還敢妄動訪台?普丁出手救油價 沙特助攻徹底邊緣美國英國迎來親中時刻?挺烏舔美的都出局?                | 前立法委員：郭正亮、政大教授：湯紹成、台北市青工會總會長：滿志剛、台大政治學系教授：左正東                                              |
| 第431集 | 2022-07-25 | 問天.巡天上天宮 陸獨霸太空十年？美航母護送裴洛西？拜登送台上絞刑台？普丁末日核潛艦魚雷殲滅美航母?佐科威訪習近平陸供應鏈擊潰美金融帝國                   | 前立法委員：郭正亮、前駐紐西蘭大使：介文汲、資深媒體人：謝寒冰                                                                          |
| 第432集 | 2022-07-26 | 拜登白日夢？五天內習拜會？波音無恥度？諂媚中國求救？印尼總統破印太戰略 邀習親臨G20 中國航天鐵娘子 劉洋.王亞平征服NASA                                   | 前駐紐西蘭大使：介文汲、資深媒體人：謝寒冰、資深媒體人：陳揮文                                                                          |
| 第433集 | 2022-07-27 | 習拜會成局 拜登拿什麼討好習近平？印尼最酷總統震撼表態 狠甩美日巴掌C919六次試飛成功 空客中國新廠逼死波音中俄插旗非洲能源 歐洲淪乞丐國度？                | 前駐紐西蘭大使：介文汲、資深媒體人：謝寒冰、前立法委員：郭正亮                                                                          |
| 第434集 | 2022-07-28 | 習近平6次警告拜登 習拜會美國慘敗?怕殲20訪台生變?川普罵裴洛西瘋X娘拜登求普丁救選舉俄軍火商換毒販人質 印尼鎳礦萬人迷日韓搶輸陸電動車                      | 淡江大學國際事務與戰略研究所教授：王高成、台大政治學系教授：左正東、台北市青工會總會長：滿志剛、資深媒體人：陳揮文                      |
| 第435集 | 2022-07-29 | 拜登玩火自焚?習拜會後又撒大謊習拜會勝負藏細節 美露敗象盼G20王見王？堅決變暫定？習近平出手斷裴洛西訪台馬克宏偷藏油?見沙特王儲三辱拜登                    | 前立法委員：郭正亮、政大教授：湯紹成、台大政治學系教授：左正東、台北市青工會總會長：滿志剛                                              |
| 第436集 | 2022-08-01 | 裴洛西住萬豪!2號過夜3號見蔡英文 李顯龍擋不住!台海25年最大危機 習近平嗆不怕犧牲 東風17招呼雷根號 拜登停飛F35 放生裴洛西自生自滅?                         | 前立法委員：郭正亮、前駐紐西蘭大使：介文汲、資深媒體人：謝寒冰                                                                          |
| 第437集 | 2022-08-02 | 直擊裴洛西現身松機!第四次台海危機?消失兩小時!山東艦殲20逼退裴洛西?裴洛西最挑釁行程!見陸人權活動踩習近平紅線?解放軍驚爆奪島反擊?                         | 資深媒體人：謝寒冰、台大政治學系教授：左正東、前立法委員：蔡正元、資深媒體人：陳揮文、視訊連線 軍事記者：林喬                           |
| 第438集 | 2022-08-03 | 裴洛西竄訪19小時自爆奉拜登命挑釁陸尹錫悅不吃美國那套休假拒見裴洛西20大前鬧事裴洛西自豪讓習近平不安?6軍演14次譴責72小時鎖死台灣?                         | 前立法委員：郭正亮、前駐紐西蘭大使：介文汲、資深媒體人：謝寒冰                                                                          |
| 第439集 | 2022-08-04 | 圍台軍事全記錄!解放軍武統預演?裴洛西走11枚東風來拜登嚇退第一島鏈?裴洛西詛咒!中美對撞賭美國國運?G7+1八國聯軍抗中陸嗆萬惡無恥                             | 台大政治學系教授：左正東、前海軍艦長：呂禮詩、資深媒體人：陳揮文、台北市青工會總會長：滿志剛                                            |
| 第440集 | 2022-08-05 | 習近平對美動手!3個取消5個暫停中美軍事對話全中斷!軍演秒變實戰?東風來了別抬頭?台灣驚爆根本攔不住?制裁裴洛西!華春瑩嗆早知如此何必當初                      | 前立法委員：帥化民、前立法委員：郭正亮、前駐紐西蘭大使：介文汲、前海軍艦長：呂禮詩、台北市青工會總會長：滿志剛                          |
| 第441集 | 2022-08-08 | 圍台軍演無期限!嚇!解放軍目視花蓮?護台18套劇本失靈美航母難威懾陸裴洛西反華卻愛人民幣狂賺5225億韓外長見王毅討救兵反制拜登晶片聯盟?                        | 前立法委員：郭正亮、資深媒體人：謝寒冰、前海軍艦長：呂禮詩                                                                              |
| 第442集 | 2022-08-09 | 拜登斷尾求習近平?推裴洛西祭旗中國?亞太風暴來襲李顯龍:中美再戰數十年紐西蘭教訓裴洛西摸中國老虎屁股遭反噬索羅門送美閉門羹總理拒同台美官員                 | 資深媒體人：謝寒冰、前駐紐西蘭大使：介文汲、資深媒體人：陳揮文                                                                          |
| 第443集 | 2022-08-10 | 裴洛西又來搞事!嗆中國嚇壞的惡霸習近平台灣白皮書阻拜登以台制華 福特號F35出大事雷根號被嚇回日本?海湖莊園被FBI抄了!特朗普:政治追殺                         | 前立法委員：郭正亮、前駐紐西蘭大使：介文汲、資深媒體人：謝寒冰                                                                          |
| 第444集 | 2022-08-11 | 習近平三個警惕嚇倒拜登裴洛西?陸白皮書逼台求和兩岸五年必爆血戰?特朗普支持者子彈上膛瞄白宮?FBI抄家有理12箱文件藏特朗普賣國證據?                           | 政大教授：湯紹成、台大政治學系教授：左正東、資深媒體人：陳揮文、台北市青工會總會長：滿志剛                                              |
| 第445集 | 2022-08-12 | 習近平突訪沙特人民幣滅拜登油元霸權有譜？裴洛西露餡!偷渡兒子出訪美媒炸鍋FBI下狠手!擊斃特朗普支持者查扣15箱黑料?密件暗藏核武機密?                         | 前立法委員：郭正亮、前駐紐西蘭大使：介文汲、台大政治學系教授：左正東、台北市青工會總會長：滿志剛                                        |
| 第446集 | 2022-08-15 | 習近平搞定20大!訪沙特備戰台海?中沙合作未來城 華為5G反殺拜登?習拜G20會前戰!印度插花捅美一刀 特朗普被老婆背叛?線人是梅拉尼婭?                             | 前立法委員：郭正亮、前駐紐西蘭大使：介文汲、資深媒體人：謝寒冰                                                                          |
| 第447集 | 2022-08-16 | 林肯號遭陸艦跟監!美艦長竟狂讚解放軍? 怕美暗殺?沙特王儲求習近平出訪保駕?韓媒曝美生物實驗室 釜山偷造生化武器? 澳討好習近平？突襲清算莫里森                | 資深媒體人：謝寒冰、前駐紐西蘭大使：介文汲、資深媒體人：陳揮文、台大政治學系教授：左正東                                                |
| 第448集 | 2022-08-17 | 東風41勝民兵3拜登嚇退第三島鏈?普丁狙擊英戰機!澳德向習近平討饒?拜登推降通膨法硬剛中國電動車霸權習近平憂油田遇襲重演!出訪促沙伊和解?                      | 前立法委員：郭正亮、前駐紐西蘭大使：介文汲、資深媒體人：謝寒冰                                                                          |
| 第449集 | 2022-08-18 | 習近平沙特佈陷阱普丁笑拜登掉進去防老美搞鬼？陸給以色列神秘警告印太不能沒中國！韓日澳拒為美自殘？獨！我逃回來了！獲救台人爆柬國豬仔悲歌                  | 資深媒體人：謝寒冰、台大政治學系教授：左正東、資深媒體人：陳揮文、台北市青工會總會長：滿志剛、視訊連線：柬埔寨事件受害人 林先生         |
| 第450集 | 2022-08-19 | G20四王亂鬥中美俄烏國際生死局?普丁挺中動口也動手美印軍演壯膽? 國台辦救同胞柬國台豬仔衝陸使館!網紅揭綠醜惡嘴臉黑道壓槍滅口?                              | 前立法委員：郭正亮、前立法委員：帥化民、台北市青工會總會長：滿志剛、前立法委員：蔡正元                                                  |
| 第451集 | 2022-08-22 | 備戰?習近平9月會普丁!拜登搶台積電?李顯龍示警成真?星國難阻中美開戰?德女露胸嗆蕭茲!普丁心腹女遭美暗殺? 日千枚導彈瞄中國!矮子裝巨人                        | 前立法委員：郭正亮、前駐紐西蘭大使：介文汲、資深媒體人：謝寒冰                                                                          |
| 第452集 | 2022-08-23 | 叛美!日求見習近平韓邀訪栗戰書不甩李顯龍警告!美拉印組六眼聯盟人民幣收服沙特!反美11國搶入上合會烏黑寡婦暗殺杜金普欽滅烏報復?                              | 前立法委員：帥化民、台大政治學系教授：左正東、資深媒體人：謝寒冰、資深媒體人：陳揮文                                                    |
| 第453集 | 2022-08-24 | 運油20三機同框殲20威攝第二島鏈?秦剛怒槓美國務院中美陷惡意胡同?捨不得5兆中國市場!韓脫美成定局?中國人快逃!普欽復仇導彈雨血洗基輔?                         | 前立法委員：帥化民、前立法委員：郭正亮、資深媒體人：謝寒冰                                                                              |
| 第454集 | 2022-08-25 | 小兵大力出奇蹟擲石趕千尺無人機? 無人機蜂群激鬥山東艦南海同框延安艦習近平輕鬆鬥拜登?美媒曝陸實力未封頂普欽沉默復仇送＂彈＂糕賀生日快樂                   | 台大政治學系教授：左正東、資深媒體人：陳揮文、台北市青工會總會長：滿志剛、前立法委員：蔡正元                                            |
| 第455集 | 2022-08-26 | 中俄軍演破拜登島鏈! 日澳死守成砲灰?中國無人機太威?美軍警狂買大疆沙特又洗臉拜登!中東爆美元恐慌症?杜金娜不是最後一個!俄高官又爆暗殺                       | 前立法委員：帥化民、前立法委員：蔡正元、前立法委員：郭正亮、台北市青工會總會長：滿志剛                                                  |
| 第456集 | 2022-08-29 | 美艦闖台海!最神秘中國火箭軍應戰?無人機攝戰情!金門小兵急戴口罩遮醜?韓國硬起來!一狀把拜登告上WTO 馬克宏非洲嗆中俄!土耳其怒懟抗議                          | 前立法委員：帥化民、前立法委員：郭正亮、資深媒體人：謝寒冰                                                                              |
| 第457集 | 2022-08-30 | 拜登逼習近平動手?軍事挑釁被狂打臉火箭軍專打航母!美三代企業號難撼台海?遭美背刺韓轉求中抵制Chip4馬克宏自我感覺良好?非洲被嗆說謝謝                         | 資深媒體人：謝寒冰、前駐紐西蘭大使：介文汲、資深媒體人：陳揮文                                                                          |
| 第458集 | 2022-08-31 | 1016二十大...法媒爆習將收復台灣?打卡解放軍?台無人機直擊福建角嶼?東盟發聲靠攏中國!所羅門拒美艦靠港美國惡霸蹭阿富汗!慘遭全球網爆                          | 前立法委員：帥化民、台大政治學系教授：左正東、資深媒體人：謝寒冰、前立法委員：郭正亮                                                    |
| 第459集 | 2022-09-01 | 20大日期藏玄機1016藏兩彈一星密碼?習拜會胎死腹中拜登裝慫習不買單?戈巴契夫揭美嘴臉28年前預言中國崛起歐靠中LNG救命!英喝廁所水抗旱                          | 前立法委員：蔡正元、台大政治學系教授：左正東、資深媒體人：陳揮文、台北市青工會總會長：滿志剛                                            |
| 第460集 | 2022-09-05 | 四大美媒槓拜登!拒播狠批特朗普談話鋪陳習近平出訪?栗戰書赴俄喬習普會?馬克宏軟腳不抗中!嗆美搞小圈逼站隊北溪1續斷氣!普欽狠招捷克七萬人爆走                  | 前立法委員：帥化民、前立法委員：郭正亮、資深媒體人：謝寒冰                                                                              |
| 第461集 | 2022-09-06 | 習訪哈薩克見宗教?中梵建交急死拜登普欽斷氣撩動布拉格之秋!歐洲爆抗議潮特拉斯冒牌鐵娘子?陸嗆別把反華當飯吃美駭陸名校!140G機密遭竊                          | 前立法委員：帥化民、台大政治學系教授：左正東、資深媒體人：謝寒冰、資深媒體人：陳揮文                                                    |
| 第462集 | 2022-09-07 | 中俄斷歐生路!人民幣結算天然氣糧食北溪1號爆炸了?俄烏越打普欽越賺?習近平訪哈薩克訪美偷襲中亞?拜登白日夢G20見習?馬克宏討厭特拉斯?                          | 前立法委員：郭正亮、前駐紐西蘭大使：介文汲、資深媒體人：謝寒冰                                                                          |
| 第463集 | 2022-09-08 | 普欽轉向東方!中印助拳滅美元霸權俄狂嘲歐盟愚蠢!諷拜登斷尾巴的狠?習近平出訪幹大事!穩住中亞劍指歐洲?F35偷用中國貨!連子彈都靠MIC?                           | 前立法委員：蔡正元、台大政治學系教授：左正東、台北市青工會總會長：滿志剛、資深媒體人：陳揮文                                            |
| 第464集 | 2022-09-09 | 女王崩英國危!敲響大不列顛喪鐘?特拉斯氣死女王?任命照引爆英仇視一顆磁鐵搞垮F35中國稀土重挫拜登Iphone14辱華?蘋果賺錢看中臉色?                              | 前立法委員：帥化民、前立法委員：郭正亮、前駐紐西蘭大使：介文汲、台北市青工會總會長：滿志剛                                              |
| 第465集 | 2022-09-12 | 中印邊境撤軍!上合峰會習見莫迪?印度叛逃!IPEF沒好處丟包拜登印尼轉彎買俄油!德國脫中自尋死路?怕激怒習近平?拜登急煞台灣政策法?                               | 前立法委員：郭正亮、前駐紐西蘭大使：介文汲、資深媒體人：謝寒冰                                                                          |
| 第466集 | 2022-09-13 | 普欽慘敗遭逼宮?習普會尷尬登場?馬克宏賣錯電!搞丟8.5兆歐盟救命錢?F35投降!中國小磁鐵掐死美軍工業拜登親口認輸!投資研發占比慘輸中國                          | 資深媒體人：謝寒冰、前立法委員：帥化民、資深媒體人：陳揮文、前駐紐西蘭大使：介文汲                                                      |
| 第467集 | 2022-09-14 | 中亞會普欽!習近平成最強勢領導人?台淪拜登兒皇帝?秦剛怒嗆對中惡法普欽重罰H&M千萬!耐克阿迪道歉賠錢?C919雙落北京!拜登認輸中很多?                            | 前立法委員：郭正亮、前駐紐西蘭大使：介文汲、資深媒體人：謝寒冰                                                                          |
| 第468集 | 2022-09-15 | 挺台縮水?台灣政策法抗中急轉彎得罪中國都拿掉!台灣改名嚇壞拜登破壞習普會?誰曝光栗戰書挺俄畫面?習近平中亞豐收!中俄力擴能源版圖                             | 前立法委員：蔡正元、前立法委員：帥化民、台大政治學系教授：左正東、資深媒體人：陳揮文                                                    |
| 第469集 | 2022-09-16 | 習旋風刮中亞!普欽折服大國擔當伊朗入上合!中俄伊築美帝能源惡夢?拜登折翼!習拜會魂斷台灣政策法?歐洲慘如喪屍入侵!馬克宏蕭茲求俄輸血?                         | 前立法委員：蔡正元、前立法委員：郭正亮、前立法委員：帥化民、台北市青工會總會長：滿志剛                                                  |
| 第470集 | 2022-09-19 | 陸犯台必出兵!拜登又認真講X話?上合朋友圈突圍!王毅:破對華包圍圈 東盟傾心中國RCEP經濟抗美龍頭?普欽冬季滅歐特朗普預言德國將亡?                              | 前立法委員：郭正亮、前駐紐西蘭大使：介文汲、資深媒體人：謝寒冰                                                                          |
| 第471集 | 2022-09-20 | 習近平稀土龍頭!90天滅美軍工霸權甩開中國癡人說夢!美脫中剩失敗?拜登跟14億人作對!騙台灣自決走死路小抄辱英女王!拜登燦笑弔唁惹毛英國                         | 前立法委員：帥化民、資深媒體人：謝寒冰、台大政治學系教授：左正東、資深媒體人：陳揮文                                                    |
| 第472集 | 2022-09-21 | 二戰後首動員!普欽號召30萬大軍四州公投!俄吞15%烏克蘭逼降拜登?習近平最後的溫柔?苦勸拜登抗中必亡王毅拋五個確定!陸對美下通牒?                               | 前立法委員：郭正亮、前駐紐西蘭大使：介文汲、資深媒體人：謝寒冰                                                                          |
| 第473集 | 2022-09-22 | 普欽兩張王牌!美烏投鼠忌器怕核戰?習喊聚焦備戰!拜登急認一中不冷戰印度不敵中崛起!尹錫悅罵拜登臭崽子歐洲賠五兆等死!馬克宏拍桌飆罵遮羞?                      | 前立法委員：蔡正元、台大政治學系教授：左正東、資深媒體人：陳揮文、台北市青工會總會長：滿志剛                                            |
| 第474集 | 2022-09-23 | 拜登又斷片!33秒驚悚夢游曝中美死局王毅再戰布林肯!嗆美縱容台獨灰犀牛德法刺美中歐牽手?馬克宏求見習近平尹錫悅譙美臭崽子!俄罵澤倫狗X養的                     | 前立法委員：帥化民、前立法委員：蔡正元、前立法委員：郭正亮、台北市青工會總會長：滿志剛                                                  |
| 第475集 | 2022-09-26 | 拜登爆詭譎往事？為孫女慶生棄習拜會？菲律賓捅美一刀!北約東擴南海滅中?義親俄新總理!把歐盟當小弟嗆脫歐買爆中電毯!極寒之冬磨光歐骨氣?                       | 前立法委員：郭正亮、前駐紐西蘭大使：介文汲、資深媒體人：謝寒冰                                                                          |
| 第476集 | 2022-09-27 | 殲15跨飛美艦示威!055闖美經濟海域習近平警拜登!別踩台海紅線中的紅線對抗上合美強推C5+1插手中亞梅洛尼抗中保台下場慘?拜登吸乾歐洲血                          | 前駐紐西蘭大使：介文汲、資深媒體人：謝寒冰、資深媒體人：陳揮文                                                                          |
| 第477集 | 2022-09-28 | 習近平破軟禁謠言聯大狂餵拜登吃鱉誰炸北溪?CIA動手!美逼歐決普欽死戰拜登開綠燈美歐血洗入俄公投領土?梅洛尼反華撞牆?歐抗90兆債難過聖誕                       | 前立法委員：帥化民、台大政治學系教授：左正東、資深媒體人：謝寒冰、前立法委員：郭正亮                                                    |
| 第478集 | 2022-09-29 | 政變?軟禁?習近平攜李克強汪洋破傳言習戰狼台海亮劍?擴朋友圈群毆美日?拜登穿梭陰陽界?狂找已故議員嚇死人梅克爾喊聽普欽話美炸北溪嫁禍俄?                      | 前立法委員：蔡正元、政大教授：湯紹成、台大政治學系教授：左正東、資深媒體人：陳揮文                                                      |
| 第479集 | 2022-09-30 | 20大前拜登狂揮拳怕習近平亮劍斬美?300億砸死南太?美妄想收買中朋友圈?一問北溪拜登拔腿跑特朗普爆猛料?比沒熱水洗澡更慘歐沒衛生紙擦屁股                       | 前立法委員：郭正亮、前立法委員：蔡正元、資深媒體人：陳鳳馨、台北市青工會總會長：滿志剛                                                  |
| 第480集 | 2022-10-03 | 十一賀電藏拜登禍心?台海幫二十大武統局?C919單挑波音北斗看光美機密?美日澳圍中破局習近平碎澳核潛艦夢普欽爆北溪凶手拜登馬前卒搞鬼?                          | 前立法委員：帥化民、前立法委員：蔡正元、前立法委員：郭正亮、資深媒體人：謝寒冰                                                          |
| 第481集 | 2022-10-04 | 直擊!核彈車飛馳聖彼得堡普欽備戰?澤倫保命符中烏協定逼習近平翻臉普欽?六代機慘輸中!美祭最嚴制裁毀中AI北溪炸垮特拉斯46萬人聯署嗆下台                        | 前駐紐西蘭大使：介文汲、資深媒體人：謝寒冰、資深媒體人：陳揮文                                                                          |
| 第482集 | 2022-10-05 | 朝鮮導彈替中俄出氣?CIA爆2027陸犯台?拜登31兆國債壓垮美霸權?OPEC+減產白宮恐慌憂通膨爆炸?美失算北溪爆炸竟讓中造船賺翻?                                     | 前立法委員：郭正亮、前駐紐西蘭大使：介文汲、資深媒體人：謝寒冰                                                                          |
| 第483集 | 2022-10-06 | 拜登爆出口＂沒人敢搞我＂沙特不甩?OPEC+大減產普欽壓垮美油元霸權?北韓一彈打關島中免出手美軍就全倒?德被當豬宰痛譙拜登7倍價格賣LNG                          | 前立法委員：蔡正元、台大政治學系教授：左正東、台北市青工會總會長：滿志剛、資深媒體人：陳揮文                                            |
| 第484集 | 2022-10-07 | 誰都敢Fxxx拜登沙特減產美衰亡拜登G20找下台階見習普八字沒一撇?德逆襲北溪2還有救人吃人反噬歐盟再給波音致命一擊南航48億大單買空巴                           | 前立法委員：帥化民、前立法委員：郭正亮、前駐紐西蘭大使：介文汲、台北市青工會總會長：滿志剛                                              |
| 第485集 | 2022-10-10 | 普欽怒火燒基輔導彈雨奪八命毀十城烏特工通俄內鬼?破刻赤大橋金鐘罩?習近平三定天下20大王毅汪洋入局?美援馬斯克台灣特區只撤台積電工程師?                      | 前立法委員：郭正亮、前駐紐西蘭大使：介文汲、資深媒體人：謝寒冰                                                                          |
| 第486集 | 2022-10-11 | 普欽警告下一波更狠!百枚導彈斷烏生命線!滅基輔政權?習翻版毛澤東?汪洋接總理護習核心?北韓全球首發!水底導彈嚇破拜登膽                                        | 前立法委員：蔡正元、資深媒體人：謝寒冰、資深媒體人：陳揮文                                                                              |
| 第487集 | 2022-10-12 | 拜登讚普欽G20見烏克蘭成棄子? 007炸克橋?12嫌犯曝英烏合謀攻沙特開戰美!棄美軍售改買中武器?德法寧死也不脫中11月衝北京見習?                                  | 前立法委員：郭正亮、前駐紐西蘭大使：介文汲、資深媒體人：謝寒冰                                                                          |
| 第488集 | 2022-10-13 | 中美死敵惡戰十年拜登國安戰略滅中?全球傾斜有利中美梭哈豪賭科技戰德法醒悟反脫中當道特拉斯反華自殘?歐洲給臉不要臉?普欽諷石器時代燒木柴?                    | 前立法委員：帥化民、前立法委員：蔡正元、台北市青工會總會長：滿志剛、資深媒體人：陳揮文                                                  |
| 第489集 | 2022-10-14 | 拜登禁令斷命脈?陸晶片人才全沒了?美英再殺華為!七傷拳陪葬全球股價?馬斯克拒絕再玩!星鏈30億沒錢挺烏?澤倫簡體字酸中國?沙特再扁美一頓?                        | 前立法委員：郭正亮、前立法委員：蔡正元、前駐紐西蘭大使：介文汲、台北市青工會總會長：滿志剛                                              |
| 第490集 | 2022-10-17 | 二十大拒習拜會20年首提不棄武統拜登詭異耳語少女希拉蕊尷尬遭熊抱沙特控期中大選?德4500億求中救命特拉斯遭拜登逼宮?14萬人要馬克宏滾                          | 前立法委員：郭正亮、前駐紐西蘭大使：介文汲、資深媒體人：謝寒冰                                                                          |
| 第491集 | 2022-10-18 | 鬥爭取代改革!習二十大全面宣戰美歐巴馬狠批拜登?希拉蕊搶選2024?特拉斯道歉不辭!激怒拜登再補刀?中國女婿救英國?亨特讚中國勤奮                                | 前駐紐西蘭大使：介文汲、資深媒體人：謝寒冰、資深媒體人：陳揮文                                                                          |
| 第492集 | 2022-10-19 | 拜登又犯傻?強扣中國擴張罪名!李顯龍警告!美晶片戰害慘全球!沙特死死拿捏拜登!看衰美國拿我沒轍?特拉斯大限已到!解放軍入侵英國防部?                            | 前立法委員：郭正亮、前駐紐西蘭大使：介文汲、資深媒體人：謝寒冰                                                                          |
| 第493集 | 2022-10-20 | 殺完中國AI拜登又對寧德時代下手豪砸900億挑戰陸電動車電池霸權拜登放血台灣?台代工武器軍火商賺翻?林肯號毒死美軍?美航母驚爆＂水有毒＂                        | 前立法委員：帥化民、前立法委員：蔡正元、資深媒體人：陳揮文                                                                              |
| 第494集 | 2022-10-21 | 生菜贏了!特拉斯45天8大短命紀錄強生回鍋首相?英國第一貓:讓開我來拜登票房毒藥?490議員僅15人邀站台美嗜血殘暴德法反制拜登掏空歐洲                            | 前立法委員：蔡正元、前立法委員：郭正亮、淡大戰略所教授：王高成、台北市青工會總會長：滿志剛                                              |
| 第495集 | 2022-10-24 | 習七常委滅團派!王毅入局扛抗美大旗!胡被消失?王滬寧拉衣角救了栗戰書拜登自爆隨時暴斃?陸國師預言美分裂蕭茲開戰歐盟!11月訪中踢走馬克宏                       | 前立法委員：郭正亮、前駐紐西蘭大使：介文汲、資深媒體人：謝寒冰                                                                          |
| 第496集 | 2022-10-25 | 越南親賀習近平三連任!德法無視美搶訪中 中國二十大豹變!習王王戰時內閣抗美拜登腦霧噴發!白宮迷航叫賀錦麗總統蘇納克親中鴿派?爆夫人鉅額投資中國               | 前立法委員：蔡正元、資深媒體人：謝寒冰、資深媒體人：陳揮文                                                                              |
| 第497集 | 2022-10-26 | 習領五大國鬥爭!超越抗美佈戰略新局?追殺華為?美控陸獵狐行動間諜戰37年統一大計?國台辦畫新紅線制美拜登腦霧沒救了…連蘇納克都不認得?                          | 前立法委員：郭正亮、前駐紐西蘭大使：介文汲、資深媒體人：謝寒冰                                                                          |
| 第498集 | 2022-10-27 | 習近平訪延安!預告中國十年超美?拜登笑裡藏刀!兩面奧步曝火箭軍機密沙特笑拜登垂死掙扎!裴洛西惹怒全美蕭茲訪中馬克宏吃酷?德法離婚ING?                         | 前立法委員：帥化民、前立法委員：蔡正元、台北市青工會總會長：滿志剛、資深媒體人：陳揮文                                                  |
| 第499集 | 2022-10-28 | 美國解禁核武封印!對飆解放軍千枚核彈?戰狼王毅出手嗆美擋中俄必敗沙特漠達沃斯需中!中沙16兆啟動未來城拜登美版晉惠帝?一句話葬送民主黨選情                    | 前立法委員：郭正亮、前駐紐西蘭大使：介文汲、前立法委員：蔡正元、台北市青工會總會長：滿志剛                                              |
| 第500集 | 2022-10-31 | 習燒毀對美信任引爆全球反美潮拜登屁股著火魯拉領巴西入一帶一路?沙特爆習來訪?3800億空巴打掛波音尹錫悅問死人多?梨泰院被魷魚遊戲詛咒?                        | 前立法委員：郭正亮、前駐紐西蘭大使：介文汲、資深媒體人：謝寒冰                                                                          |
| 第501集 | 2022-11-01 | 越南喊中優先!習訪印泰建抗美九段線東盟挺南海行為準則!美印太抗中破局?夢天實驗艙對接!天宮收官之戰達陣拜登夢遊54州?票房毒藥台灣吃不怕?                      | 前立法委員：蔡正元、資深媒體人：謝寒冰、資深媒體人：陳揮文、台大哲學系教授：苑舉正                                                      |
| 第502集 | 2022-11-02 | 東盟才破南海局…美不沈航母突暴雷！中國將接收美軍印度洋秘密抗中基地？陸漁船也戰狼？公海對峙衝撞美軍艦拜登口誤連爆！德法拿穩小刀隨時背刺？                 | 前立法委員：郭正亮、前駐紐西蘭大使：介文汲、資深媒體人：謝寒冰                                                                          |
| 第503集 | 2022-11-03 | 蕭茲納投名狀!掏心掏肺喊世界需要中國習近平救歐企!十大產業龍頭逃美魔掌李顯龍喊訪中+1!陸基建狂魔惠東盟美造假伊朗恐攻?嚇沙特遠離中?                         | 前立法委員：帥化民、前立法委員：蔡正元、台北市青工會總會長：滿志剛、資深媒體人：陳揮文                                                  |
| 第504集 | 2022-11-04 | 蕭茲像馬可波羅?英媒酸訪中覲見忽必烈習近平首回應核武擴張!勸歐洲斷開美岸田急見習?日媒驚爆美日棄台行動沙特看穿美搞鬼阿聯用華為羞辱                         | 前立法委員：郭正亮、前駐紐西蘭大使：介文汲、台大政治學系教授：左正東、台北市青工會總會長：滿志剛                                        |
| 第505集 | 2022-11-07 | 起風了!星條旗倒整片露美民主凶兆?怕死了!蕭茲拿中5千億被拜登恐嚇?魯班換孔子!美懼中軟實力進一帶一路陸晶片突圍!3招狠反擊打趴美封鎖?                         | 前立法委員：郭正亮、前駐紐西蘭大使：介文汲、資深媒體人：謝寒冰                                                                          |
| 第506集 | 2022-11-08 | 搖擺州全紅?拜登跛腳?裴洛西回家養老?習壯大人民幣霸權!12月訪沙特火箭軍開路!中沙合建紅海秘密基地白癡才聽美!德嚐反美甜頭…全歐都癢了?                        | 前立法委員：蔡正元、台大哲學系教授：苑舉正、資深媒體人：謝寒冰、資深媒體人：陳揮文                                                      |
| 第507集 | 2022-11-09 | 特郎普太猖狂反救拜登期中期末日？共和黨金主怒嗆別想選2024習珠海航展大秀殲20！F35太爛害死韓空軍馬克宏爆每年都想訪中澳急見王毅求和？                       | 前立法委員：蔡正元、前立法委員：郭正亮、資深媒體人：謝寒冰                                                                              |
| 第508集 | 2022-11-10 | 習拜G20對決!習近平笑拜登不敢開戰美恐嚇德認慫?蕭茲撕毀對華承諾東盟峰會中國主場!李克強柬埔寨力壓拜登特朗普GG!麥卡錫反中魂主導眾議院                       | 前立法委員：帥化民、前立法委員：蔡正元、台北市青工會總會長：滿志剛、資深媒體人：陳揮文                                                  |
| 第509集 | 2022-11-11 | 習拜會中冷美熱?習搶畫紅線堵拜登嘴中美爭霸東盟!柬鐵表態戳破美陰謀?拜登腦當機?跛鴨眾院還想連任?德法嘴臉盡露!暴亂罷工吞噬歐洲                              | 前立法委員：郭正亮、前駐紐西蘭大使：介文汲、資深媒體人：陳鳳馨、政大教授：湯紹成                                                        |
| 第510集 | 2022-11-14 | 新習家軍首戰亮相!習拜4小時交鋒見老友太開心?拜登小跑步燦笑迎習近平別來G20吵架!李顯龍批美自私霸道歐盟造反27國圍剿拜登低頭認錯?                            | 前立法委員：郭正亮、前立法委員：蔡正元、資深媒體人：謝寒冰                                                                              |
| 第511集 | 2022-11-15 | 習近平掀拜登底!看穿美國笑裡藏刀拒談恢復軍事溝通!台海第一紅線無解?拜登笑得你心裡發寒…三關鍵曝中國贏了?說好的反中呢?法日韓澳排隊求中國                    | 台大哲學系教授：苑舉正、前駐紐西蘭大使：介文汲、資深媒體人：謝寒冰、資深媒體人：陳揮文                                                  |
| 第512集 | 2022-11-16 | 拜登蹭中上癮?派布林肯探路訪北京?替孟晚舟報仇!習近平只見加拿大十分鐘G20中國拒見蘇納克英反華報應來得快拜登爆料!烏克蘭導彈打死波蘭人?                      | 前立法委員：郭正亮、前駐紐西蘭大使：介文汲、資深媒體人：謝寒冰                                                                          |
| 第513集 | 2022-11-17 | 習近平雙手一攤!怒懟加拿大一再挑釁!杜魯道還裝無辜?破壞外交默契討罵挨!孟晚舟舊恨難解中視加次等國?殺雞儆猴告訴世界想合作守規矩先!                          | 前立法委員：蔡正元、資深媒體人：陳揮文、台北市青工會總會長：滿志剛                                                                      |
| 第514集 | 2022-11-18 | APEC中國主場!習近平竟遭抹黑辱泰?拒台入CPTPP台媒崩潰怒堵澳總理杜魯道雙面人黑歷史起底惹毛美日澳加拿大人酸悲劇王毅看不慣怒嗆無禮                           | 前立法委員：蔡正元、前立法委員：郭正亮、前駐紐西蘭大使：介文汲                                                                          |
| 第515集 | 2022-11-21 | 拜登58歲腦壞了?搞泰剛噁心中?習大外交開門紅!張忠謀賀20大求救?古巴訪中胖揍拜登?美菲挑南海武裝衝突?杜魯道翻船!用假新聞抹黑中                               | 前立法委員：郭正亮、前駐紐西蘭大使：介文汲、資深媒體人：謝寒冰                                                                          |
| 第516集 | 2022-11-22 | 習近平密使訪美!習拜會險對撞失控?拜登再跪沙特無效海灣全面倒戈中中卡世界盃升級!1.9兆人民幣買爆天然氣歐盟捧百億求陸開門義大利反華急煞                      | 前立法委員：帥化民、前立法委員：蔡正元、資深媒體人：謝寒冰、資深媒體人：陳揮文                                                          |
| 第517集 | 2022-11-24 | 拜登放任麥卡錫撕咬中國?金與正痛飆美韓白癡找死!馬克宏鴻門宴!集結歐盟狙擊美國拜登殺很大!利誘歐企放乾德法血                                                | 前立法委員：帥化民、前立法委員：蔡正元、淡大戰略所教授：王高成、資深媒體人：陳揮文                                                      |
| 第518集 | 2022-11-25 | 拜登被台灣比中指?習近平不鳥抗中牌!藍綠白殊死北台灣!縣市翻盤名單出爐!正常發揮選前獨家剖析2022大選                                                        | 前立法委員：郭正亮、前駐紐西蘭大使：介文汲、資深媒體人：陳鳳馨、資深媒體人：陳揮文                                                      |
| 第519集 | 2022-11-28 | 烏魯木齊燒到上海北京！白紙運動爆境外勢力操控？拜登入住普丁養老院？貼童噁照被罵翻 習近平當後盾！馬克宏闖華府單挑拜登                                     | 前立法委員：郭正亮、前立法委員：蔡正元、前駐紐西蘭大使：介文汲、資深媒體人：謝寒冰                                                      |
| 第520集 | 2022-11-29 | 拜登禁聲白紙運動不挺抗爭怕得罪中?美新冠百萬死敢嘴習近平清零?蘇納克嗆BBC記者遭逮中英黃金十年告終郭正亮遭綠追殺高嘉瑜爆快死在戰場                         | 前立法委員：帥化民、前駐紐西蘭大使：介文汲、資深媒體人：謝寒冰、資深媒體人：陳揮文                                                      |
| 第521集 | 2022-11-30 | 江澤民領陸騰飛20年唱歌吉他成追憶!卡達王子萌翻中國!哈薩克騙美1.4兆?神舟3+3宇宙同框!阿聯砸錢跟陸上太空 拜登弄不死華為英媒：先自挖墳墓                     | 前立法委員：郭正亮、前駐紐西蘭大使：介文汲、資深媒體人：謝寒冰                                                                          |
| 第522集 | 2022-12-01 | 世足敗美伊朗准入上合再戰拜登歐盟難對中Say No中歐班列運量暴增拜登險遇刺?5座車詭起火白宮噤聲?沒人性網紅扯江澤民逝掩白紙運動                               | 前立法委員：帥化民、前立法委員：蔡正元、台北市青工會總會長：滿志剛、資深媒體人：陳揮文                                                  |
| 第523集 | 2022-12-02 | 侮辱性極強!拜登要馬克宏撒泡尿照鏡子?順便糟蹋法：搞殘你我不道歉美艦闖南海!解放軍一言不合直接趕人習近平全面突圍!封鎖拜登印太活路                          | 前立法委員：郭正亮、前駐紐西蘭大使：介文汲、資深媒體人：陳鳳馨、台北市青工會總會長：滿志剛                                              |
| 第524集 | 2022-12-05 | 孟晚舟沉冤得雪!美撤告認輸華為?沒中會死!習近平貿易戰完敗拜登習12/7訪沙?萬言書曝殲美戰略酷刑伺候美?歐盟紙老虎敢叫不敢咬                                   | 前立法委員：郭正亮、前駐紐西蘭大使：介文汲、資深媒體人：謝寒冰                                                                          |
| 第525集 | 2022-12-06 | 習近平首提白紙運動預告清零鬆綁?中製造撐腰沙特簽C羅搶2030世足爆親兒毀三觀醜聞拜登暗殺馬斯克?台積電不忍了寫信嗆拜活不下去                                 | 前立法委員：帥化民、 前立法委員：蔡正元、資深媒體人：謝寒冰、資深媒體人：陳揮文                                                         |
| 第526集 | 2022-12-07 | 習近平踏沙特紅毯30國9千億砸暈拜登習喊穩字當頭陸鬆綁清零拼經濟蒙古爆顏色革命?白紙運動翻版?拜登吃人不吐骨頭?台積電生吞活剝內幕                            | 前立法委員：郭正亮、前駐紐西蘭大使：介文汲、資深媒體人：謝寒冰                                                                          |
| 第527集 | 2022-12-08 | 10戰機護習近平!中阿見證千年友誼沙特最高規格相迎人民幣結算敲美喪鐘拜登狗急跳牆!瞎喊中沙合作威脅世界美國債破表經濟陷末日循環深淵                          | 前立法委員：蔡正元、台大政治學系教授：左正東、台北市青工會總會長：滿志剛、資深媒體人：陳揮文                                            |
| 第528集 | 2022-12-09 | 華為中東逆襲!沙特擁中不甩美恐嚇海灣送大禮!中沙人民幣首跨境支付拜登再惹沙特美俄換囚吃鱉還搶功美嘲戰狼外交失敗?印度三哥直接打臉                           | 前立法委員：帥化民、前立法委員：蔡正元、前駐紐西蘭大使：介文汲、前立法委員：郭正亮                                                      |
| 第529集 | 2022-12-12 | 石油人民幣落地沙特招呼拜登命根子習13秒熱握王儲!中阿還有更狠的?拜登發夢經濟超陸美媒嘲只會撒謊陸禁台產自找的?蔡英文躲旁邊偷笑?                            | 前立法委員：郭正亮、前駐紐西蘭大使：介文汲、資深媒體人：謝寒冰                                                                          |
| 第530集 | 2022-12-13 | 拜登輸怕了?美非峰會懼提習近平秦剛戰狼式嗆美:中非友誼不容破壞伊朗吃沙特飛醋?陸穩中東朋友圈4.4兆助華為中芯!破美晶片圍堵                                   | 資深媒體人：謝寒冰、前立法委員：蔡正元、前駐紐西蘭大使：介文汲、資深媒體人：陳揮文                                                      |
| 第531集 | 2022-12-14 | 1兆人民幣封喉拜登晶片血滴子日荷敷衍美國! 陸謀獨霸28奈米美非峰會敗亡!拜登拉美後院再起火拜登N度迷路…這回又扯上小女孩                                      | 前立法委員：郭正亮、資深媒體人：謝寒冰、前駐紐西蘭大使：介文汲                                                                          |
| 第532集 | 2022-12-15 | 拜登討好變帶衰?挺摩洛哥下秒淘汰特朗普嘲屎X國家非洲收中熊貓大禮執政比0分還爛拜登爆粗:我他X很老?華為復仇者聯盟孟晚舟4.4兆復活                             | 前立法委員：帥化民、前立法委員：蔡正元、資深媒體人：陳揮文                                                                              |
| 第533集 | 2022-12-16 | 26兆對付中!美國防授權法過關干涉中內政?美官員長駐台?習近平普欽笑歐洲給美國擦鞋自找死路孟晚舟暗喻根深葉茂!華為死不了更強大?                               | 前立法委員：帥化民、前立法委員：蔡正元、前立法委員：郭正亮                                                                              |
| 第534集 | 2022-12-19 | 南海出事!越南叛華填海放美武器?圍台軍演2.0?遼寧艦恫嚇美涉台惡法阿根廷金盃預言中拉升溫歐美敗亡?膿包變草包馮世寬噹爆吳怡農腦殘                             | 前立法委員：郭正亮、前立法委員：蔡正元、資深媒體人：謝寒冰                                                                              |
| 第535集 | 2022-12-20 | 澳洲知錯能改?出賣美台討習歡心?中沙伊被挑撥人民幣石油靴子落地中威懾南海差一步美密謀炸黃岩島?德法玩真的?見王毅求習助拳抗美?                               | 前立法委員：帥化民、前駐紐西蘭大使：介文汲、資深媒體人：謝寒冰、資深媒體人：陳揮文                                                      |
| 第536集 | 2022-12-21 | 澤倫斯基突襲訪美!見拜登討錢討武器?惹怒習近平?烏克蘭惡搞黑洋紫荊花旗拜登露馬腳國防授權法玩假的?百億軍援秒變貸款!台灣又被賣了?                            | 前駐紐西蘭大使：介文汲、前立法委員：蔡正元、資深媒體人：謝寒冰                                                                          |
| 第537集 | 2022-12-22 | 拜登噁讚澤倫:卓别林變邱吉爾1.4兆買命錢!美烏大秀拖全球陪葬?普欽支援鎖台軍演!共軍五艦拒止美日王毅勸別翻燒餅中國早看透澳壞心眼                             | 前立法委員：蔡正元、前國安會秘書長：楊永明、台北市青工會總會長：滿志剛、資深媒體人：陳揮文                                              |
| 第538集 | 2022-12-23 | 習制裁漢奸!王毅要布林肯別切香腸中A股棄美!WTO再判拜登敗訴習近平親下令!模擬炸琉球威攝美日南海驚見UFO? 陸飛船監控美菲陰謀                                  | 前立法委員：郭正亮、前駐紐西蘭大使：介文汲、前立法委員：帥化民、台北市青工會總會長：滿志剛                                              |
| 第539集 | 2022-12-26 | 普欽親筆示警!爆拜登顛覆中陰謀布林肯電王毅求饒!怕訪華行黃掉?習近平外交再升級!元首會晤高潮接力美雙航母偷窺!P-8A監測中俄戰力                               | 前立法委員：郭正亮、前駐紐西蘭大使：介文汲、資深媒體人：謝寒冰                                                                          |
| 第540集 | 2022-12-27 | 拜登幕後拍板!台兵役延長一年習近平害台灣烏克蘭化?蔡拉全民陪葬瞎扯習母染疫亡?陸愛國衛生運動拚解封習普年底會!中俄德破美烏麋戰困局                          | 前立法委員：帥化民、前駐紐西蘭大使：介文汲、資深媒體人：陳揮文、資深媒體人：謝寒冰                                                      |
| 第541集 | 2022-12-28 | 拜中國解封出國潮!法國喜喊歡迎陸客 中企爆去日本化!日媒嚇:中國產品太強 台役男輕於鴻毛?習勸別當台獨砲灰 美台勾連鐵證!日本認證蔡英文撒謊                    | 前駐紐西蘭大使：介文汲、前立法委員：蔡正元、資深媒體人：謝寒冰                                                                          |
| 第542集 | 2022-12-29 | 燒毀印太戰略!尹錫悅喊北京重要夥伴澳英德齊罵拜登:危險的是美國!習心腹掌國台辦宋濤外交戰場鎖台?污名陸客無效!美日不歡迎全球都想賺                           | 前立法委員：蔡正元、前國安會秘書長：楊永明、台北市青工會總會長：滿志剛、資深媒體人：陳揮文                                              |
| 第543集 | 2022-12-30 | 中美空中拚刺刀殲-11三米近戰美機遼寧艦直闖關島第七艦隊嚇到噤聲?習1兆人民幣換普欽700萬土地?小土豆愛陸客叛美!義忘中救命恩                                  | 前立法委員：帥化民、資深媒體人：陳鳳馨、前立法委員：蔡正元、前立法委員：郭正亮                                                          |

| 集數    | 播出日期   | 節目主題 | 節目來賓                                                                                       |
| ------- | ---------- | --- | ---------------------------------------------------------------------------------------------- |
| 第544集 | 2023-01-02 | 史無前例!解放軍空戰激鬥叫陣美日習近平軟硬兼施!2023破美台勾連王毅開撕!少壯秦剛胖揍老拳拜登美國崩潰開始!難逃經濟衰退現象        | 前立法委員：郭正亮、前駐紐西蘭大使：介文汲、資深媒體人：謝寒冰                                 |
| 第545集 | 2023-01-03 | 直擊殲20超視距空戰夜襲美日防線福建艦2024備戰陸核動力航母曝光小馬可仕來者不善?蹭陸基建搶南海資源澤倫爆污300億死人錢都貪        | 前立法委員：帥化民、前駐紐西蘭大使：介文汲、資深媒體人：謝寒冰、資深媒體人：陳揮文             |
| 第546集 | 2023-01-04 | 醜化中俄!習極權+普流氓威脅全球?仇中親台遭杯葛?麥卡錫議長夢碎?中國開戰!擋我入境就以牙還牙習馬會登場!菲爆大危機只有中能救?      | 前駐紐西蘭大使：介文汲、前立法委員：蔡正元、資深媒體人：謝寒冰                                 |
| 第547集 | 2023-01-05 | 習馬合力拒止美!把冷戰趕出南海小馬可仕警告拜登:別想阻止中菲發展開撕麥卡錫百年最糗!抗中魔咒發威?中有仇必報!沒收美1.1兆旅遊財    | 前國安會秘書長：楊永明、前立法委員：蔡正元、台北市青工會總會長：滿志剛、資深媒體人：陳揮文     |
| 第548集 | 2023-01-06 | 首公開解放軍半潛船演練奪島台灣?飲馬湖號現蹤!反制美艦巡台海?美制裁時代末日10年內中引領世界?拜登陰謀普欽不能停?麥卡錫不能贏?    | 前立法委員：郭正亮、前駐紐西蘭大使：介文汲、前國安會秘書長：楊永明、台北市青工會總會長：滿志剛 |
| 第549集 | 2023-01-09 | 深夜突發!解放軍動員東北南三戰區圍台軍演2.0警拜登停止台美勾連CSIS兵推曝兩岸開戰血洗全球!美航母遭擊沉!中美重傷台日全滅!         | 前立法委員：帥化民、前立法委員：郭正亮、前立法委員：蔡正元、資深媒體人：謝寒冰                 |
| 第550集 | 2023-01-10 | 唱最柔的歌!丟最烈的彈?解放軍戰喊話?戰鷹繞著寶島飛歧視中國人!南韓逼掛狗牌像罪犯 犯中華必誅!禁日韓遊客踏中國土地                | 資深媒體人：謝寒冰、前駐紐西蘭大使：介文汲、資深媒體人：陳揮文、淡大戰略所教授：王高成         |
| 第551集 | 2023-01-11 | 犯華必誅!秦剛手刃韓辱華陰狼尹錫悅死鴨子還嘴硬?十萬砲灰單挑共軍?美兵推作死台灣蹲著舔美!蔡送人頭還拍照表忠?                     | 前立法委員：蔡正元、前國安會秘書長：楊永明、前駐紐西蘭大使：介文汲、資深媒體人：謝寒冰         |
| 第552集 | 2023-01-12 | 殲20成軍12年!毀美五代戰機優勢來去無影!匿蹤台海戳瞎美日雷達按指紋反殺掛狗牌!尹錫悅求饒無效中國不來5000億飛了!韓商認栽          | 前國安會秘書長：楊永明、前立法委員：蔡正元、台北市青工會總會長：滿志剛、資深媒體人：陳揮文     |
| 第553集 | 2023-01-13 | 辱華慣犯!缺德韓國被罵上熱搜尹錫悅叫囂建薩德!忘了限韓令多痛?殲20輾壓F35!忠誠僚機掌握六代戰力繼續糗爆!麥卡錫抗中重拳都揮空      | 前立法委員：帥化民、前立法委員：蔡正元、前立法委員：郭正亮、台北市青工會總會長：滿志剛         |
| 第554集 | 2023-01-17 | 山東艦破美防禦圈尼米茲S型落跑糗爆布林肯邊跪邊戳訪華前逼中買波音日再爆簽證歧視中國人沒錢不准來?特斯拉降價獨漏台只配當地雷煉獄? | 資深媒體人：謝寒冰、前立法委員：帥化民、前立法委員：蔡正元、資深媒體人：陳揮文                 |
| 第555集 | 2023-01-18 | 神鬼預言!台爆恐怖意外釀三次大戰?中國大徵兵屯糧屯煤備戰打仗?看衰美欠31.4兆荷堅持設備賣中日韓外交悲劇!尹錫悅慘變夫人胖保鑣?     | 前立法委員：蔡正元、淡大戰略所教授：王高成、資深媒體人：陳鳳馨、資深媒體人：謝寒冰             |
| 第556集 | 2023-01-19 | 中國準備掀桌!蔡美國會演講送人頭?第5次台海危機?小馬可仕嚇到失眠布林肯堵死自己的路?訪華難進北京?陸不怕薩德韓再辱華人隨地便溺?   | 前國安會秘書長：楊永明、前立法委員：蔡正元、台北市青工會總會長：滿志剛、資深媒體人：陳揮文     |

## 製作團隊
- 監製：梁天俠
- 編審：薄征宇
- 製作人：丹申廣
- 執行製作：蔡筱韻、杜承翰
- 導播：魏嘉春
- 助理導播：乳韋秀、胡愛翎
- 攝影：吳弘文
- 視訊：翁瑞興、鄭會雄
- 成音燈光：林華德、彭俊豪
- 造型團隊：伊林娛樂
- 服裝：黛德美
- 音樂：HMP浩世音樂、金革唱片
- 製作公司：中天新聞

## 節目由來
- 名稱發想：蔡琬婷
- 圖樣設計：時報資訊

## 外部連結
- 正常發揮中天電視官網 （页面存档备份，存于）
- 正常發揮的Facebook專頁
- YouTube上的正常發揮頻道

## 節目的變遷
| 臺灣 中天新聞台 每週一至週五21:00 - 23:00 · 2022年4月11日起,改為每週一至週五21:00－22:30 | 臺灣 中天新聞台 每週一至週五21:00 - 23:00 · 2022年4月11日起,改為每週一至週五21:00－22:30 | 臺灣 中天新聞台 每週一至週五21:00 - 23:00 · 2022年4月11日起,改為每週一至週五21:00－22:30 |
| ---------------------------------------------------------------------------------------- | ---------------------------------------------------------------------------------------- | ---------------------------------------------------------------------------------------- |
|                                                                                          | 正常發揮 （2020年10月26日－2023年4月1日）                                                |                                                                                          |
| 新聞龍捲風 （2012年6月25日－2020年12月10日）                                             | 頭條開講 （2023年4月1日－至今                                                            |                                                                                          |